# 동일본 여객철도 E233계 전동차
E233계 전동차(일본어: JR東日本E233系電車)는 동일본 여객철도(JR동일본)의 직류 일반형 전동차이다.
2007년 일본 철도 친우회의 로렐상을 수상한 차량이다. E235계랑 다르다.

## 개요
2000년부터 일본 수도권에 대량 투입된 E231계와 2005년에 조반선 중거리 전동차용으로 도입된 E531계의 기술을 바탕으로 개발된 차량이다. 차량 제작사는 도큐 차량 제조, 가와사키 중공업 및 동일본 여객철도 니쓰 차량 제작소이다.
주오 쾌속선 및 그 지선 계통에서 사용하던 201계의 치환을 목적으로 개발된 차량으로 주오 쾌속선과 오메 선 다치카와 - 오메 구간에서 2006년 12월 26일부터 영업을 개시하였으며, 오메 선 오메 이서, 이츠카이치 선, 하치코 선, 후지 급행선에는 2007년 3월 18일부터 투입되었다. 차량제작가격은 12억 엔이다.
이후 변형 차량이 주오 쾌속선 이외에도 투입되었으며, 현재 운용되고 있는 노선들은 다음과 같다.
| 번대     | 운용 노선 | 대체                                                                    | 영업 개시일                               |
| -------- | --- | ----------------------------------------------------------------------- | ----------------------------------------- |
| 0번대    | - 주오 본선(주오 쾌속선 도쿄 - 오쓰키) - 오메 선(전 구간) - 이츠카이치 선(전 구간) - 하치코 선(하이지마 - 고마가와) | 201계 전동차의 교체용                                                   | 2006년 12월 26일                          |
| 1000번대 | - 도카이도 본선 · 도호쿠 본선(게이힌 도호쿠 선 오미야 - 요코하마) - 네기시 선(전 구간) | 209계 전동차의 교체용                                                   | 2007년 12월 22일                          |
| 2000번대 | - 조반선(조반 완행선 아야세 - 도리데) - 도쿄 메트로 지요다 선(전 구간) - 오다와라 선 (요요기우에하라~혼아쓰기), 다마 선 (전 구간) | 203계 전동차, 207계 900번대 전동차의 교체용                             | 2009년 9월 9일                            |
| 3000번대 | - 우쓰노미야 선(우에노 - 우쓰노미야) - 도카이도 본선(도카이도 선 도쿄 - 아타미) - 다카사키 선(우에노 - 마에바시) - 쇼난 신주쿠 라인(도카이도 본선 오다와라 역／요코스카 선 즈시 - 오후나 - 요코하마 -（힌가쿠 선경유）- 오사키 - 신주쿠 - 이케부쿠로 -（야마노테 화물선경유）- 아카바네 -（도호쿠 화물선경유）- 오미야 - 다카사키 선 다카사키・료모 선 마에바시／우쓰노미야 선 우쓰노미야) | 211계 전동차의 교체용, E217계 전동차의 대체 투입용.                     | 2008년 3월 10일                           |
| 5000번대 | - 게이요 선(전 구간) - 소토보 선(소가 - 가쓰우라) - 우치보 선(소가 - 가즈사미나토) - 도가네 선(전 구간) | 201계 전동차, 205계 전동차의 교체용 209계 500번대 전동차의 대체 투입용. | 2010년 7월 1일                            |
| 6000번대 | - 요코하마 선(전 구간) | 205계 전동차의 교체용                                                   | 2014년 2월 16일                           |
| 7000번대 | - 사이쿄 선(전 구간) - 가와고에 선(오미야 - 가와고에) - 린카이 선(전 구간) | 205계 전동차의 교체용                                                   | 2013년 6월 30일                           |
| 8000번대 | - 난부 선(전 구간) | 205계 전동차의 교체용                                                   | 2014년 10월부터 2015년 가을까지 도입 예정 |

## 차체와 기기사양
JR 동일본의 유저 앙케이트(승객 설문조사)를 반영했으며 또한 차량의 안정성을 향상시켜 운행 장애를 막기 위해 기존의 통근·근교형 차량에 비해 전체적으로 '여유있는 설계'에 중점을 둔 디자인으로 승객이 편안하게 승차할 수 있도록 배려했다. 개발에 있어서는 차량의 신뢰성 향상과 승객에게 새로운 서비스의 향상을 목표로 다음의 항목을 기본 컨셉으로 한다.
1. 고장에 강한 차량(수송 장해의 저감）
2. 사람에게 상냥한 차량
3. 정보 안내나 차량 성능의 향상
4. 차체 강도의 향상

### 차체구조
기본적인 차체 구조는 E231계나 E531계 등과 같은 경량 스테인리스 차체이지만, 본 계열에서는 2005년에 발생한 JR 후쿠치야마 선 탈선 사고를 바탕으로 측면 충돌 사고시의 안전 대책을 강화하고 있다.
측면 충돌 사고 대책으로는 프레임의 측면 빔 부재를 2종류의 부재에서 두터운 부재로 통일하고, 측구체에서는 도어 수납 부분의 강도 향상을 위해 출입구 기둥 부재를 두껍게 하고, 양 쪽 모두에 보강판을 추가했다. 지붕 구체에서는 천장 서까래 자재(측면 방향으로 지붕을 떠받치는 아치재)의 판 두께 증가와 서까래 부재의 개수를 추가(E231계의 선두차 43개에서 48개로, 중간차 45개에서 51개로)가 이루어졌다.
또 기존에는 프레임과 구체로 된 육면체를 만들었을 때, 각 구체면에 배치되는 골조 부재 위치는 제각각으로, 골조 부재가 일치한 구조가 아니었다. 그러나 본 계열에서는 조립 후에 각 구체면 간의 골조 부재 위치를 일치시킴으로써 차체 뼈대가 링 형상이 되는 '링크 구조'를 채용하였다. 구조상 공조 장치 설치 부분을 제외하고 링크 구조는 각 차량마다 13개소 설치되었다. 또한 각 구체의 접합 부분에서는 구체간 결합 부품의 대형화나 용접 강도 향상 등이 이루어져 있다.
그 결과 E231계에 비해 정지 강도는 측면 강도가 약 10%, 프레임 및 지붕 강도가 약 30% 향상되고 있다.
전두부는 건널목 사고 등의 안전 대책으로 E217계 이후의 근교형에서 채용한 충격 흡수 구조를 통근형에도 도입했다. 이것은 전면 유리 하단 부근에 충격 흡수용 알루미늄 허니컴을 배치하고 승무원실 출입문 부근은 의도적으로 약한 크러셔블 존으로 하여 충돌 사고가 발생했을 때 충격을 흡수하며, 또한 기관사의 착석 위치 주변 및 객실부는 서바이벌 존(승무원실 서바이벌 존·객실 서바이벌 존)으로 견고한 구조로 하고있다. 대형 트럭 등에 충돌했을 경우에도 차체의 변형을 억제하여 승무원과 승객의 안전성이 향상되었다.
차체폭은 혼잡 완화 때문에 2,950mm 폭 확대 차체(2000번대를 제외하다).를 채용하고 있는 것 외에 바닥의 면 높이 1,130mm로 E231계보다 홈과의 단차를 더 감소시켰다). 보통차의 승객용 출입문 배치는 모두 측면 4개소이다.
전조등은 HID등으로 하여 미등과 함께 창 상부에 설치했다.(2000번대를 제외하였다. 해당 차량은 통상의 전면 강화 구조로 전면 구조 등은 창 하부 배치의 실드 빔식이다.) JR 동일본에서는 지금까지의 차량에 대해 측면의 승객 출입문 외측에 노선색띠를 배치하지 않았지만, 본계열에서는 오렌지색의 띠(주오선 쾌속 사양의 경우)를 배치했다.
E231계에서는 2002년 이후 생산된 차량에 대해 준비 공사에만 머물고 있던(도쿄 지하철 도자이선 직통용의 800번대를 제외하다) 차량 외부 스피커가 설치되었다. 이것은 E531계에서 채용된 것과 동일하고 도요 메디아린크스 제의 발차 멜로디도 울리는 구조가 되어 있다. 이것에 의해 발차 멜로디 등을 도입하고 있지 않는 역에서 멜로디를 흘리는 것이 가능해졌다. 멜로디 종료후에는 '문이 닫힙니다. 주의해 주세요'의 승강 촉진 방송이 흐른다.
행선 표시기는 JR 동일본의 차량으로서는 처음으로 풀컬러 LED식이 채용되었다. 차체 측면의 표시기는 2단 표시도 가능하고 시발역에서는 정차역을 스크롤로 표시하며 중간역에서는 다음 정차역을 하단에 표시한다. 또한 일본국유철도(국철)로부터 계승된 차량이나 종래 JR 동일본의 통근·근교형 차량(211계나 E231계 등)은 보통 열차(각역 정차)의 경우 차체 측면표시기에서의 종별 표시를 생략하고 있었지만, E233계의 경우 JR 동일본에서 본격적으로 보통 열차(각역 정차)에도 '보통'(각역 정차의 경우는 '각역 정차')과 종별명을 표시하게 되었다. '보통'(각역 정차) 표시의 글자체 색은 각 번대마다 다르기 때문에 0번대는 노랑, 1000번대는 밝은 파랑, 2000번대는 선명한 녹색(약간 밝은 초록), 3000번대는 짙은 초록이다.

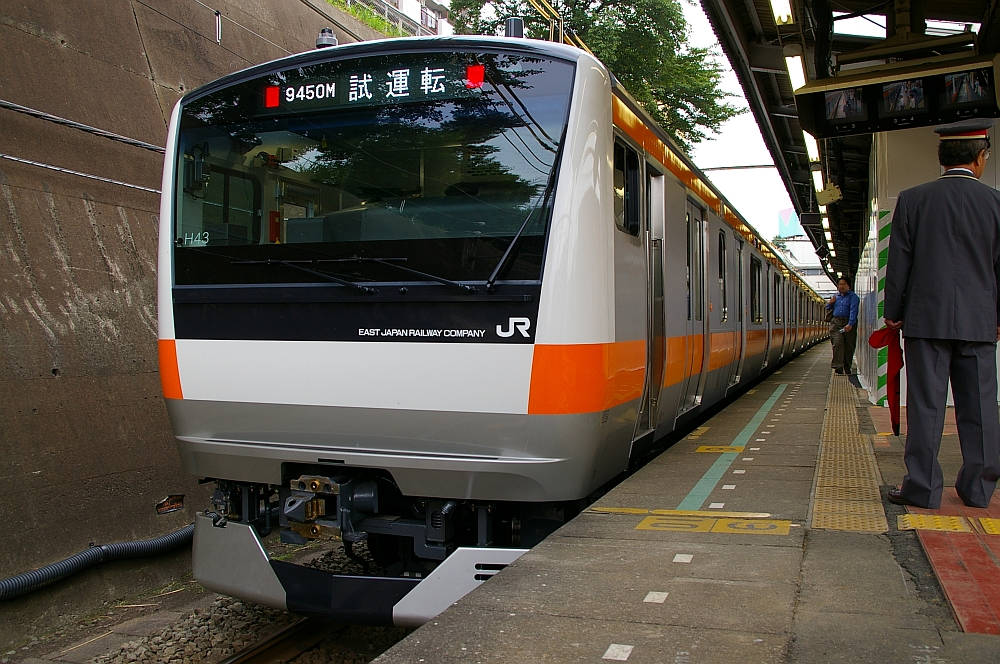
JR 동일본의 차량으로서는 최초로 풀컬러 LED식을 채용(도요다역)
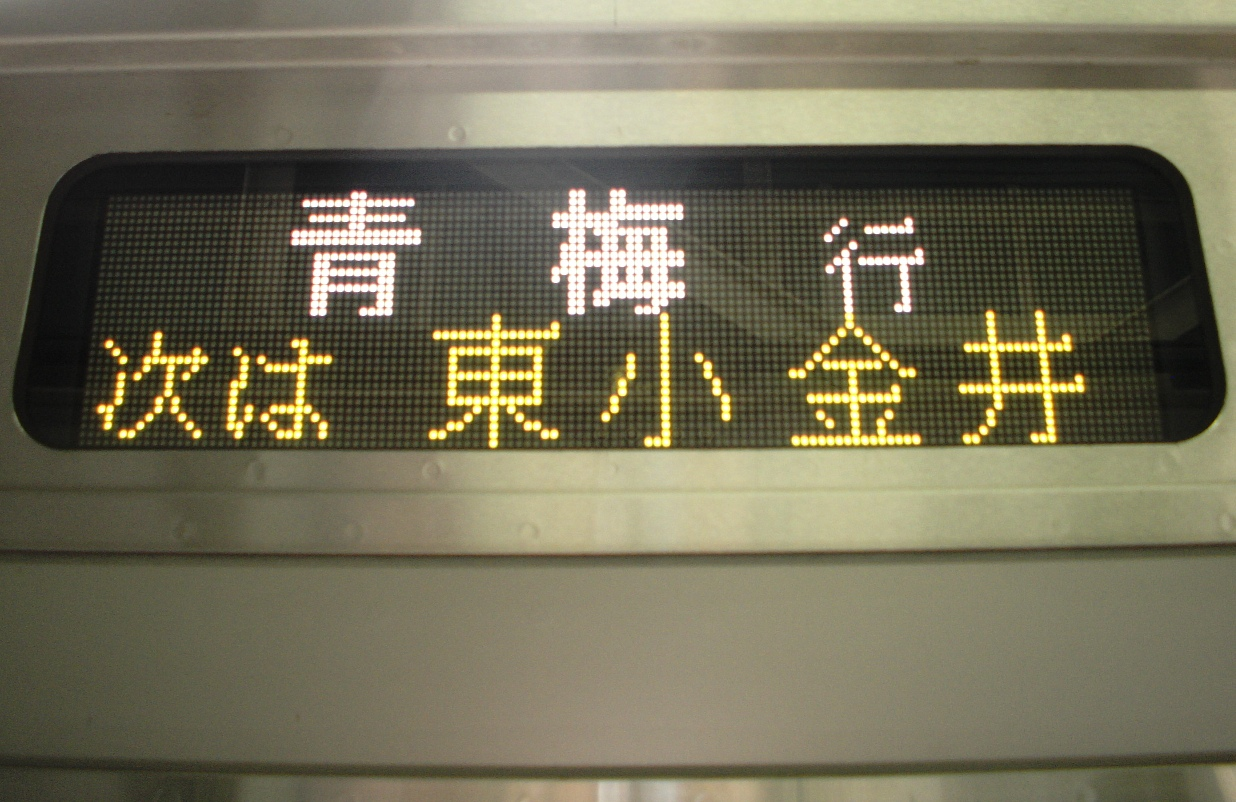
차체 측면의 표시기
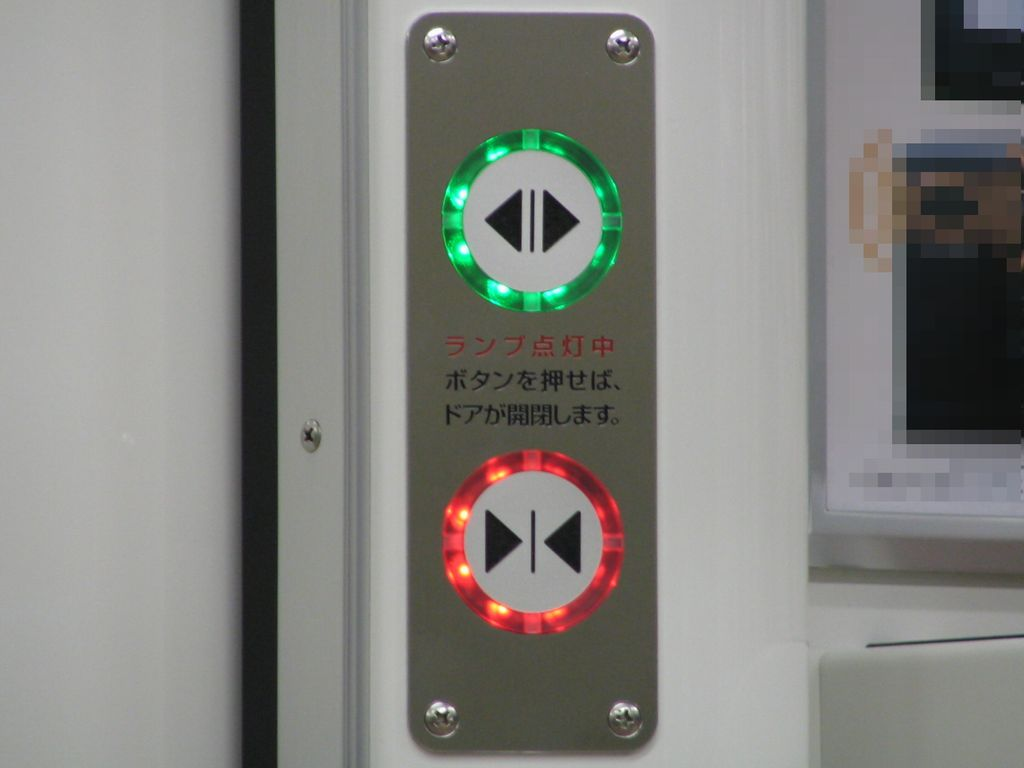
출입문 스위치 (0번대）

### 승무원실

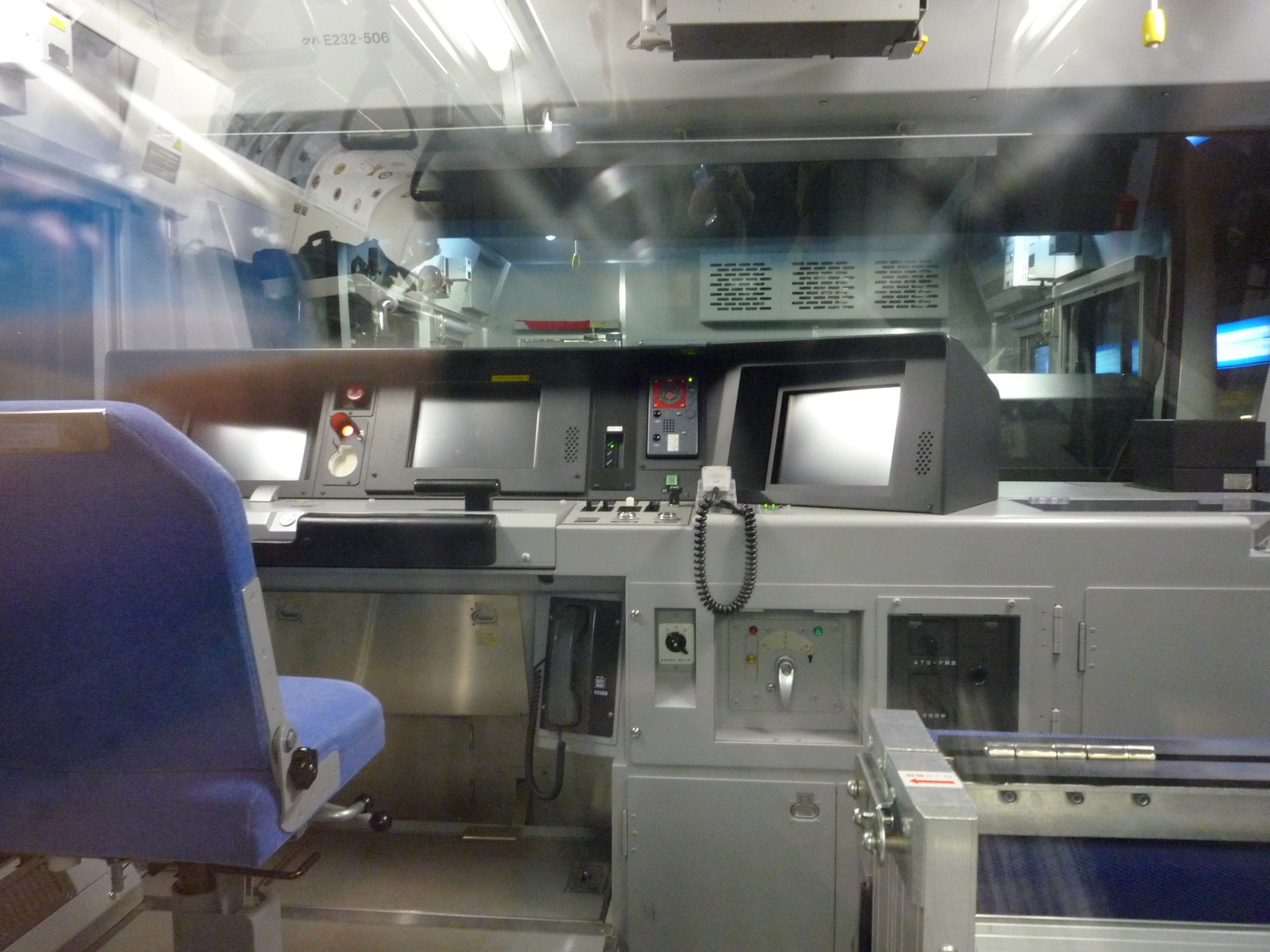
운전실(0번대)

충격 흡수 구조의 채용 때문에 승무원실은 공간이 넓게 확보되고 있다. 건널목 사고 대책으로 운전대 본체나 기관사용의 좌석을 E231계 통근형보다 185mm 높게 한 고운전대 구조를 채용하여 전방 시인성의 향상을 도모하고 있다(2000번대는 통상의 넓이로 고운전대 구조는 아니다.). 계기판은 계기류·표시 등을 중지하고 이들을 3매의 액정 모니터에 표시하는 글래스 칵핏 구조이다. 주간 제어기는 왼손 조작식의 원핸들 마스콘이다.
또한 전면 유리의 와이퍼는 상용의 2본식에 가세히여 보조 와이퍼를 설치해 고장시에는 새로 바꾸는 것으로 보조 와이퍼를 사용한다.
승무원실 배면 사절부는 운전석 배후를 '구출구'라고 하여 중앙에 차광막 부착의 큰 창, 우단에 사절문 창을 설치한다.

### 차내 내장
객실 내장은 유니버설 디자인의 채용이나 베리어프리의 향상, 쾌적성의 향상을 목표로 했다. 실내는 모던과 따뜻함이 있는 컬러로 설계되었다.
내장 의장 공법에 대해서는 E231계나 E531계의 의장 방법과는 달리 제작사를 불문하고 패널식으로 통일되었다. 다만 가와사키 중공업제의 E231계나 E531계까지의 차량으로 볼 수 있었던 패널을 고정하는 천정부의 나사는 본계열에서는 보이지 않게 하는 공법으로 되어 있다.
내장의 컬러링은 백색을 베이스 컬러로 하여 좌석 모켓의 색 무늬는 노선에 따라 다르게 했다. 좌석 구조는 209계 이래의 편소유식 버킷 구조이지만, 1인당 좌석폭은 E531계와 동일한 460mm(201계는 약 430mm, 209계는 약 450mm)로 늘어났으며 좌석 자체도 방석의 두께를 두껍게한 것 외에 쿠션에 S 스프링이 들어간 부드러운 것으로 개량되었다.
승객용 출입문의 객실측은 차량 사이의 관통문을 포함하여 기존의 JR 동일본의 통근·근교 전동차의 표준이었으며 스테인레스 무지에서 흰색 장판으로 마감되었다. 승객용 출입문의 유리창은 결로대책으로 4곳의 모서리가 각진 복층 구조로 이루어졌다. 특히 출입문의 호처부와 출입구부 마루의 면에는 황색 경계색을 배치하여 눈에 띄게 했다. 이 외에 출입문의 개폐에 맞추어 도어 차임의 작동과 도어 개폐 표시등의 점멸 기능을 탑재했다.
도어 엔진은 번대 구분에 의해 추진기축식과 리니어모터 구동식의 2종류가 있으며, 0번대와 1000번대는 스크류 축 구동식, 2000번대에서 5000번대는 리니어 모터 구동식이다. 각 번대 구분에서도(7000번대 제외) 측면 4곳중 3곳을 마감할 수 있는 '3/4 개폐 기능' 스위치를 설치하고 있으며, 0번대와 3000번대는 차량 외부 도어 스위치를 승객이 조작하여 개폐하는 '반자동 기능'이 있다.
차량간의 관통문은 E231계에서는 2량 - 3량에 1곳 정도의 설치였지만(일부 차량을 제외하다), 본계열에서는 각 차량간 설치로 증설되어 문은 경사식 호폐기구를 채용했다.
손잡이나 좌석간의 핸드레일(스탠션 폴)은 사용의 편의성을 향상시키기 위해 서있는 승객과 앉아 있던 승객 모두 배려한 통로측으로 구부러진 형상으로 했다. 좌석 상단의 선반은 알루미늄 판 모양, 손잡이는 검은색의 이등변 삼각형의 것으로 이들은 E531계에서 처음 채택된 것이다.
측면 창은 모두 UV·IR를 컷하는 열선 흡수 유리를 사용하여 커텐의 설치는 생략하고 있다. 유리창은 차량 단부는 고정 창이지만, 각 출입문 사이의 큰 창은 비상시 환기를 고려하여 하강 창과 고정 창 편성이 되고 있다.
본계열의 우선석부는 일반석과의 구분을 명확하게 하기 위해 벽면을 엷은 황색으로, 바닥재를 적색 격자 모양으로 했다. 종래의 차량과 같이 좌석표지를 적색계의 기울기 스트라이프로 하여 손잡이는 오렌지색, 손잡이봉에 대해서는 황색 고무 마감으로 했다. 한층 더 나아가 우선석을 포함한 차량 단부의 3명 좌석 중간에 있는 하부 손잡이봉과 손잡이 높이를 50mm 낮게 한 것으로 했다. 또한 통근형 중 주오 선·게이힌 도호쿠 선의 일부 차량에 대해서는 전체적으로 손잡이 봉과 손잡이를 우선석과 같은 50mm 낮게 한 사양을 채용했다.
냉방 장치는 집중식의 AU726형(3000번대의 그린차를 제외하다)으로 출력은 58.0kW(50,000kcal/h)를 각 차량에 탑재한다. 차내의 악취 대책으로 JR 동일본의 일반형 전동차에서는 공기 청정기를 처음으로 탑재했다. 또한 공기 청정기는 JR·사철의 수많은 다른 차량에서도 추가로 탑재되었다.
야마노테 선용 E231계 500번대처럼, 자동 방송장치나 차내의 출입문 윗부분에 액정 디스플레이(LCD·트레인 채널)를 2기(2000번대는 1기, 3000 시리즈는 2단식의 LED 문자 스크롤식)를 사용한 차내 안내표시기를 탑재하고 있다.
자동 방송은 전체 편성에 음성을 미우라 나오코(일본어) 및 크리스텔 치아리(영어)가 담당하고 있으며, 급 정차시 '급 정차합니다. 주의해주십시오'라고 주의를 환기하는 방송도 있다. 평일 러시아워(7시 - 9시 30분과 17시 - 19시 30분) 및 막차 시간대(23시 이후)에는 환승 안내 등이 자동으로 생략된다.

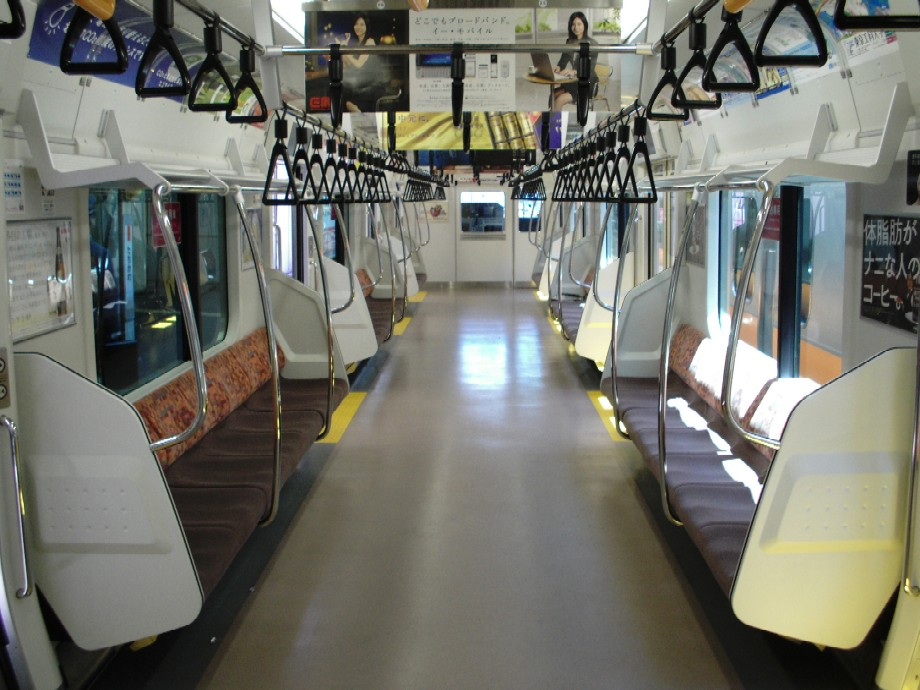
실내 전경
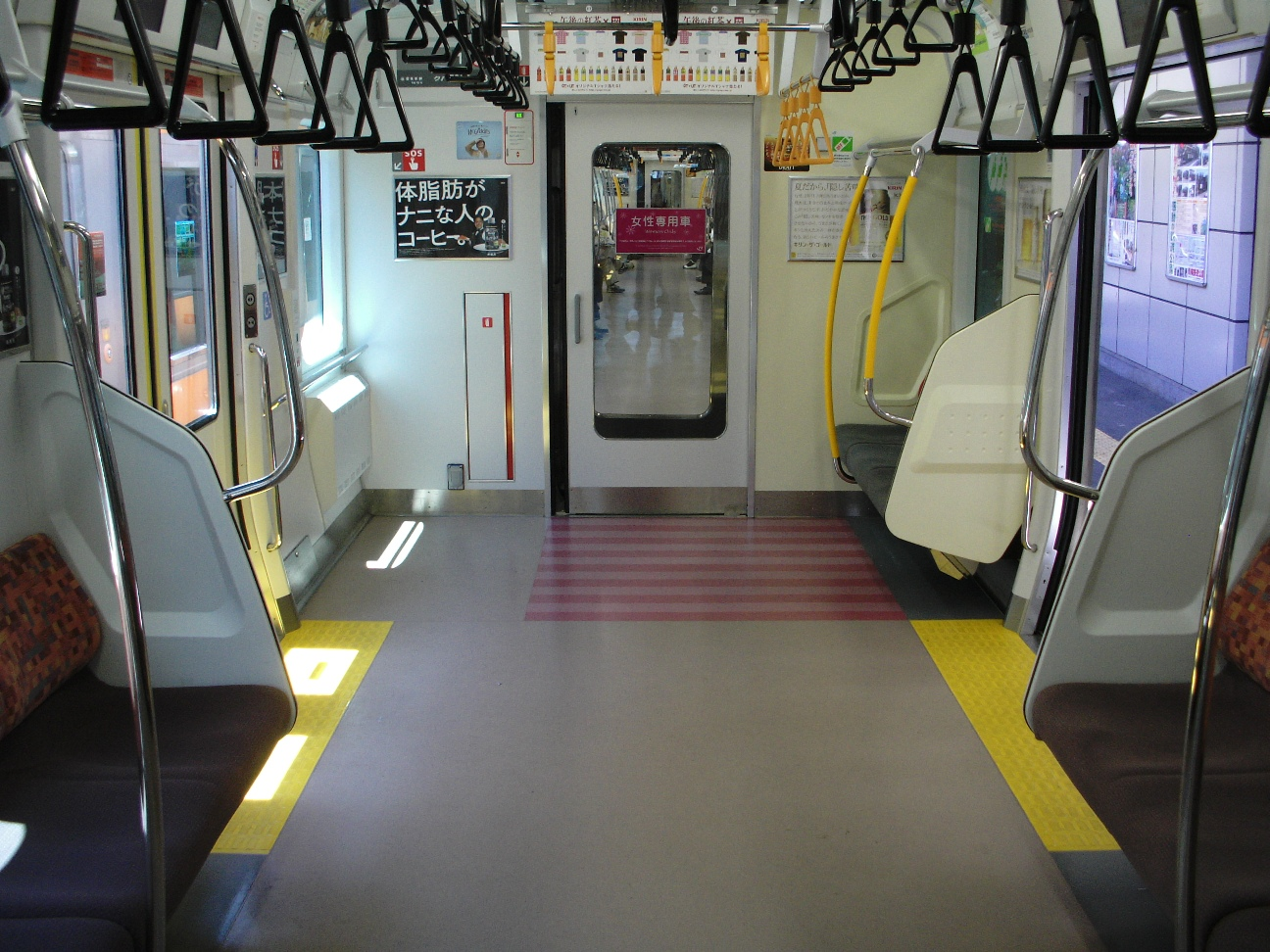
우선석 부근
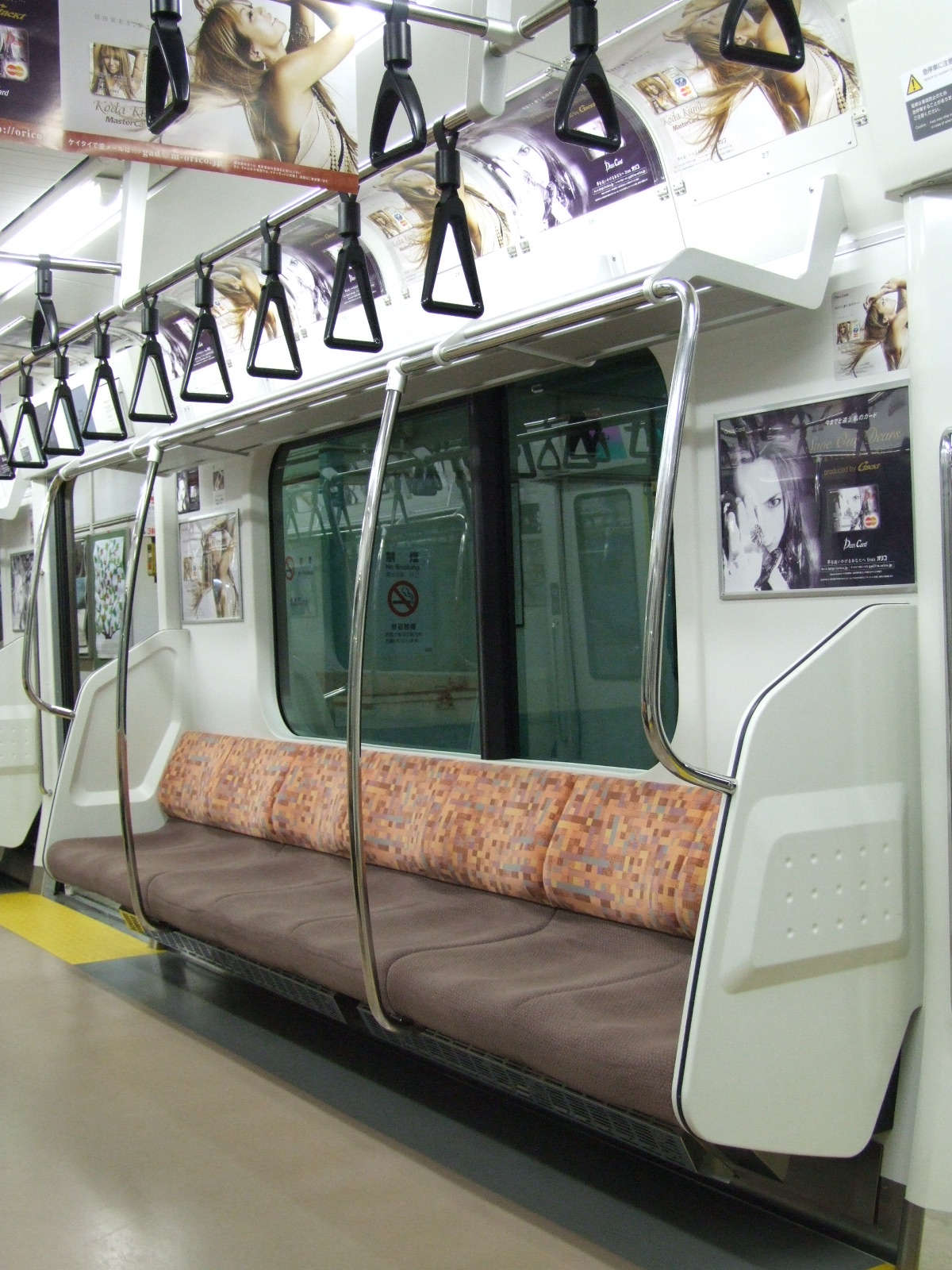
좌석 (7인용）
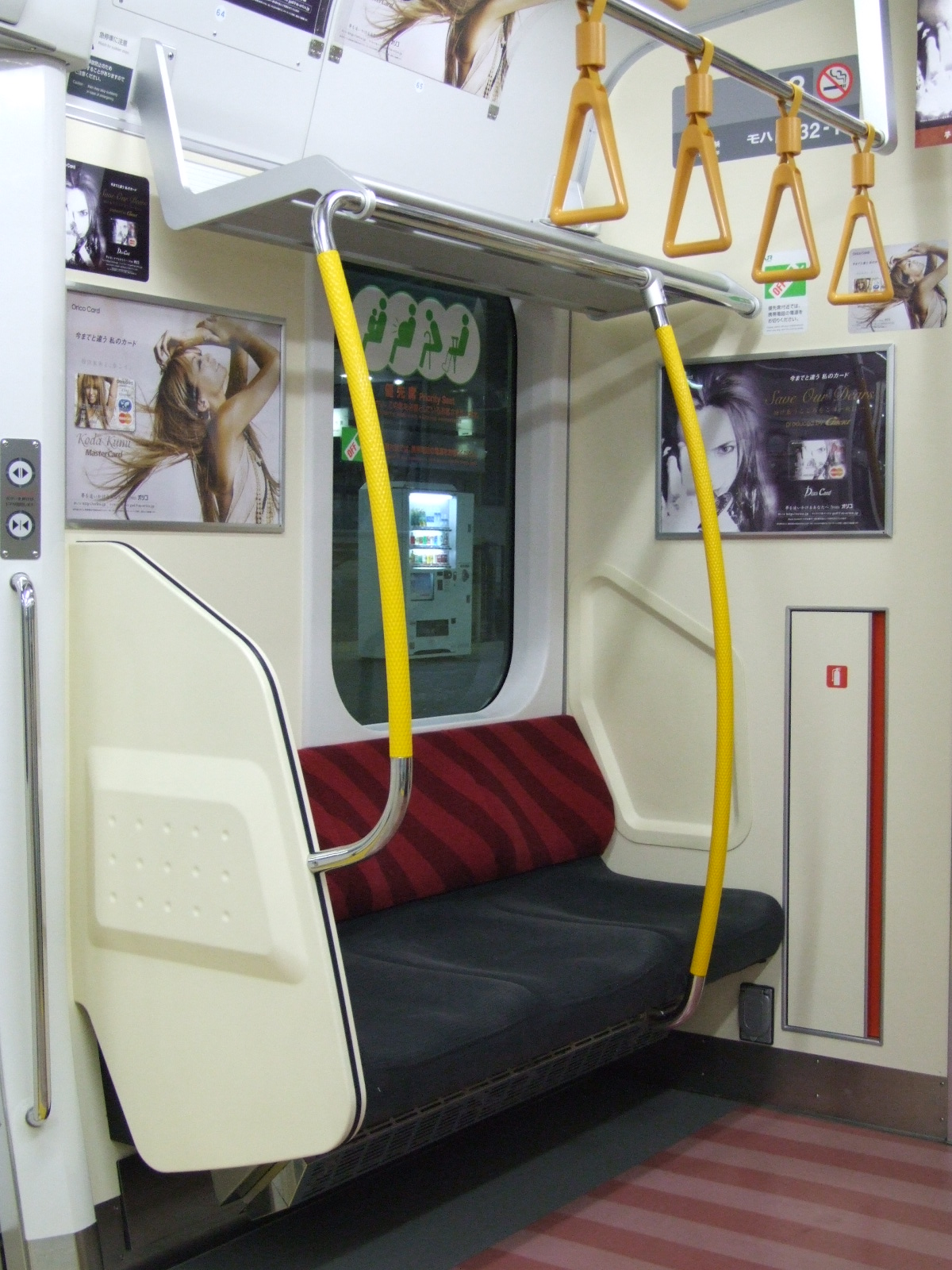
우선석 (3인용）
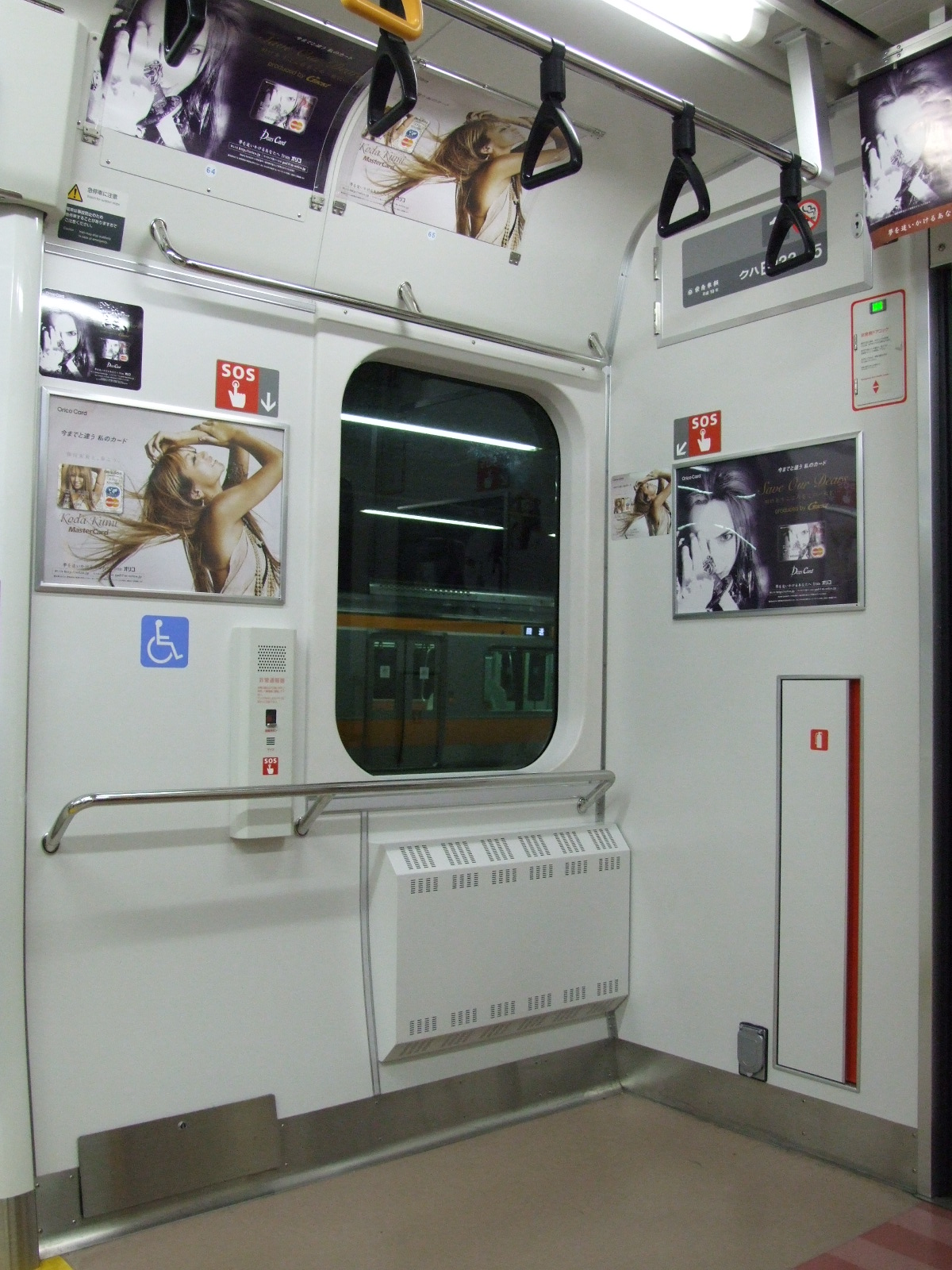
휠체어 공간
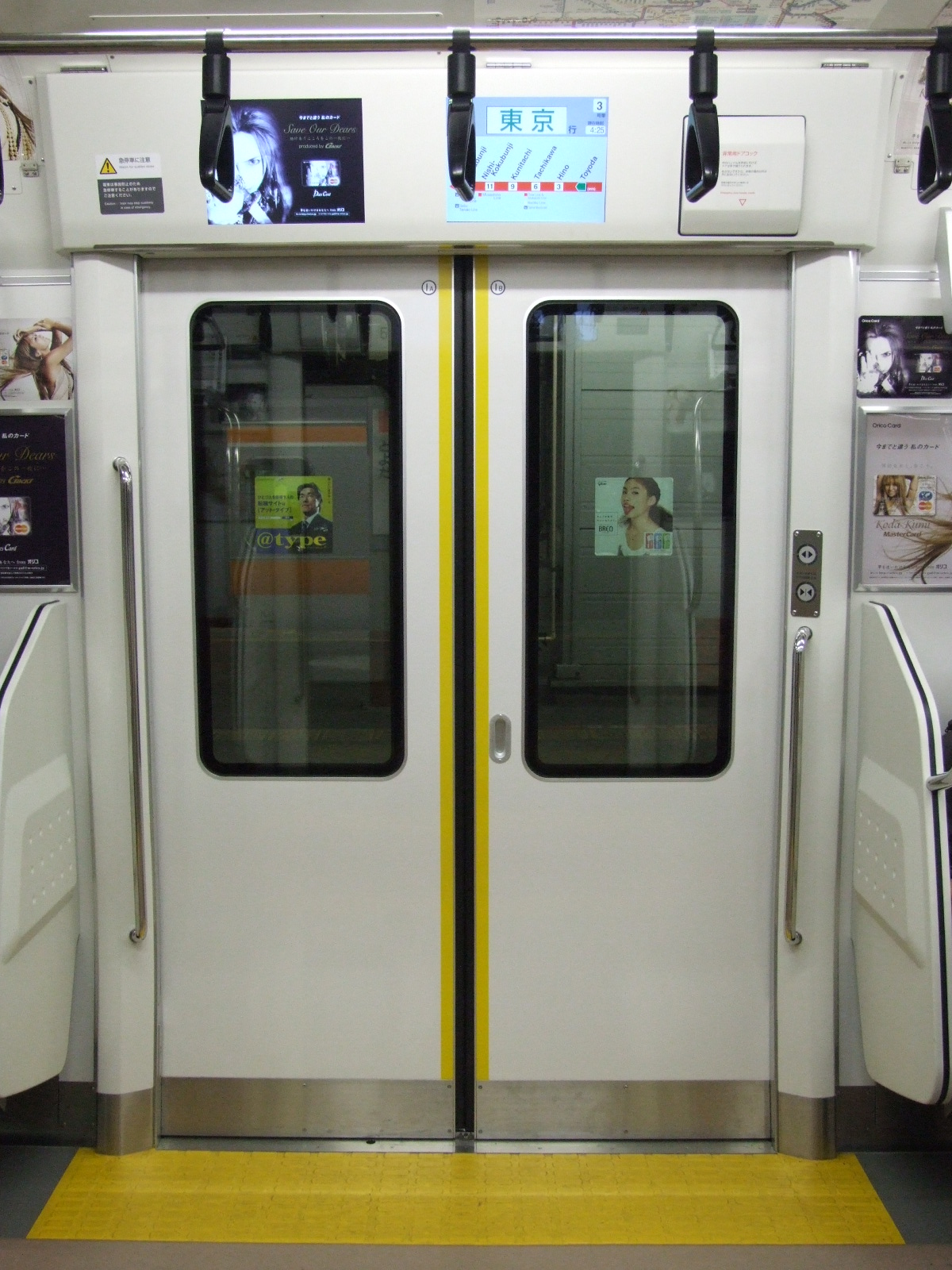
출입문(0번대）
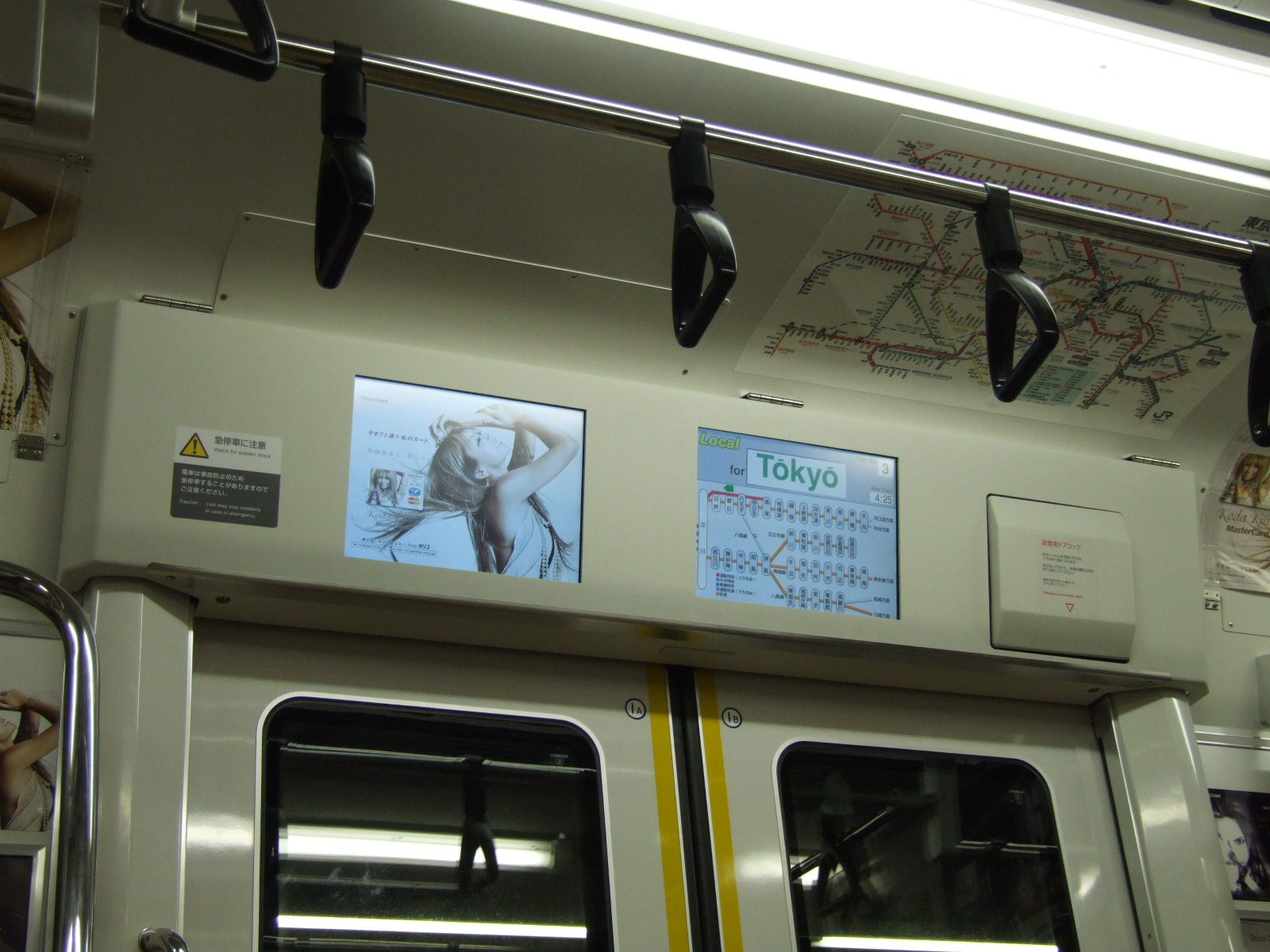
차내 안내용 LCD (0번대）
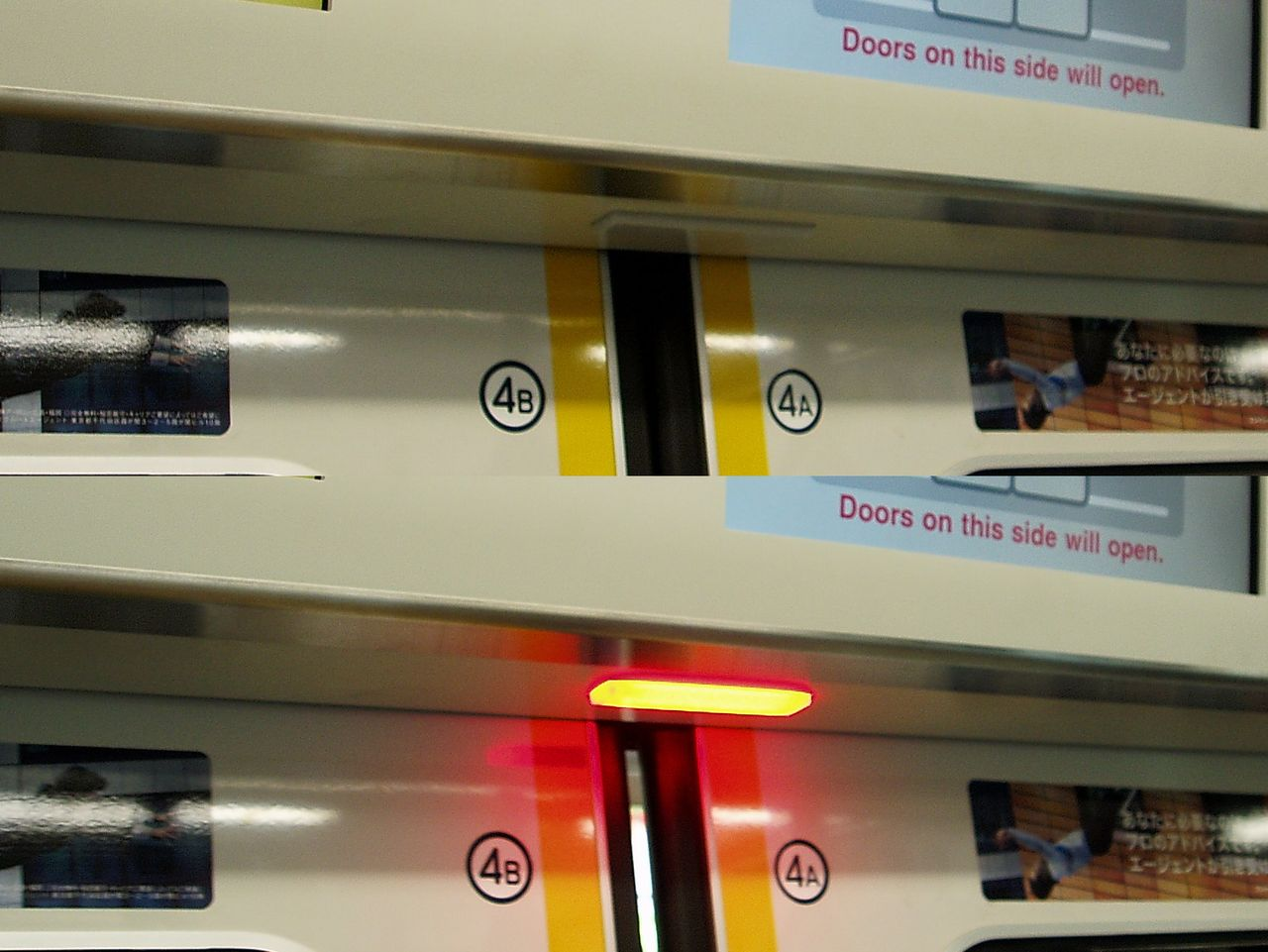
개폐시에 점멸하는 도어 램프(0번대)
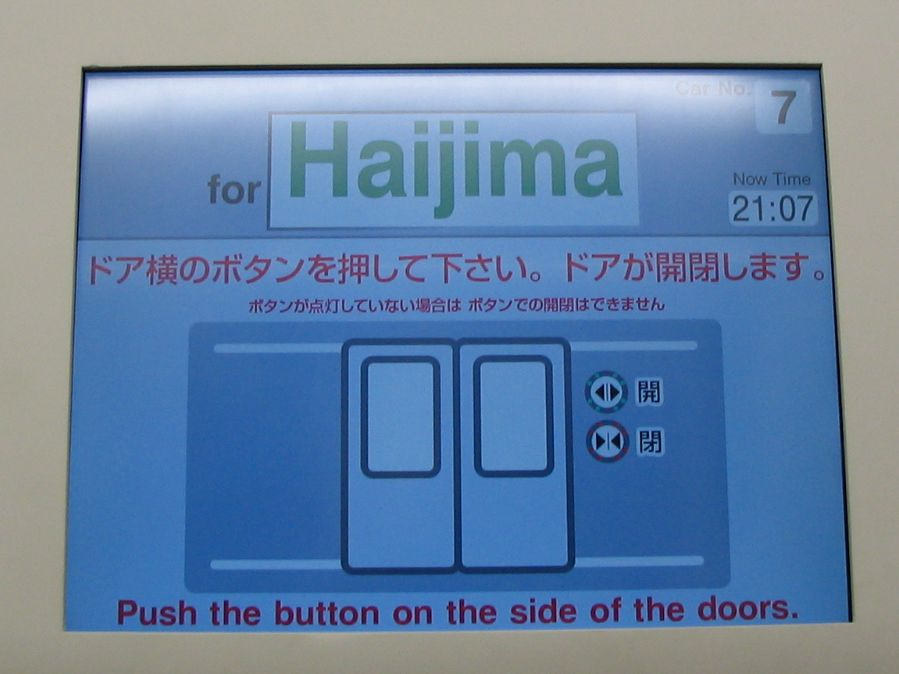
반자동문 취급시는 출입문 상부 LCD에서도 안내 (0번대)

### 주행 기기 등
차량의 성능 측면에서도 개량된 점이 있다. 또한 고장이나 사고 등에 대비해 동일 기기를 2기이상 탑재(팬터그래프·공기압축기·MT비를 올리는 것을 통한 주회로 기기의 개수 증가 등)하거나 이중화(모니터 장치의 전송·연산부나 보안 장치·보조 전원 장치 등)를 적용하여 만일 다른 한쪽이 고장나도(팬터그래프의 경우 사용중인 것아 모두 파손되었을 때 대기중인 1기를 사용)자력으로 주행이 가능하다. 이 이중화 설계는 JR 동일본의 차량으로서는 처음으로 채용되었다.
본계열에도 E231계에서 채용한 정보 제어장치 'TIMS'를 채용하고 있지만, 시스템은 전송 속도의 향상(2.5Mbps→ 10Mbps)이나 이중화를 도모한 것으로 개량하고 있다.
주제어기는 64비트 마이크로 컨트롤러 및 IGBT소자를 사용한 2레벨 VVVF 인버터 제어방식이다. 장치의 형식은 SC85에서 미쓰비시 전기 또는 도요 전기제조이며, 질량은 828kg이 되고있다(3000번대 제외). 전동기 제어는 1C4M 2군 구성이다. 주전동기는 출력 140kW인 MT75형을 채용했다. 기어비는 E531계와 동일한 1:6.06이다.
기동 가속도는 2.3km/h/s·2.5km/h/s·3.0km/h/s중에서 선택 가능하고, 각각의 운용 노선에 따라 설정된다. 다만 2000번대는 지하철 구간 직결운행 협정으로 3.3km/h/s로 약간 조금 높게 설정되어 있다.
| 구분 번대 | 가속도    | 감속도    | 보안장치                                                              | 출처          |
| --------- | --------- | --------- | --------------------------------------------------------------------- | ------------- |
| 0번대     | 3.0km/h/s | 5.0km/h/s | ATS-P형, ATS-SN형                                                     | [ 25 ]        |
| 1000번대  | 2.5km/h/s | 5.0km/h/s | D-ATC형 (ATS-SN형(가동식도 탑재 가능)                                 | [ 26 ]        |
| 2000번대  | 3.3km/h/s | 4.7km/h/s | ATC-10형, ATS-SN형 (ATS-P형(가동식)도 설치 가능)                      | [ 27 ]        |
| 3000번대  | 2.3km/h/s | 4.2km/h/s | ATS-P형 ATS-SN형(속도 검토 기능 탑재) （ATS-PS형(가동식)도 설치 가능) | [ 29 ] [ 30 ] |
| 5000번대  | 2.5km/h/s | 4.2km/h/s | ATS-P형, ATS-SN형                                                     | [ 31 ]        |
| 6000번대  | [ 32 ]    | 5.0km/h/s | D-ATC형, ATS-P형 （ATS-PS형(가동식)도 설치 가능）                     | [ 33 ]        |
| 7000번대  | 2.5km/h/s | 5.0km/h/s | ATC-6형, ATS-P형 (ATS-PS형(가동식)도 탑재 가능)                       | [ 34 ]        |

- 도카이도 선용 3000번대 제3편성 이후(이후에 완성된 7000번대·6000번대도 마찬가지)에서는 ATS-PS 구간 입선도 고려하여 이동식의 ATS-PS형의 탑재에 대응되어 있다[35]. 실제로 니쓰 차량 제작소(현 종합 차량 제작소 니쓰 사업소) 생산 차량에서는 준공 후에 실시되는 니가타 지역의 공식 시운전에 탑재하고 있다[35].

보조 전원 장치는 IGBT 소자를 사용한 정지형 인버터(SIV)로 하여 형식은 SC86(0번대·1000번대·3000번대·5000번대)가 되고(도시바), 질량은 1545kg, 출력전압은 3상 교류 440V, 전원 용량 260kVA를 탑재한다. 그러나 2000번대·6000번대·7000번대는 도요 전기제조 제품으로 형식은 SC91이다. 이 SIV는 제어 회로 등이 2개 있는 '대기 이중계' 시스템을 채용하고 있어 한쪽 계통에 고장이 발생하면 다른 쪽 계통이 작동하여 중복을 도모한다.
공기압축기(CP)는 E531계에서 신규 개발된 스크루식의 MH3124-C1600SN3형식을 채용하고 있다(6000번대 이후 제외). 팬터그래프는 싱글암식이지만, 상시 사용하고 있는 팬터그래프 외에 편성중에서 1대마다 예비 팬터그래프를 탑재하고 있다. 만일 상용의 팬터그래프가 모두 사용 불능의 경우에도 1유닛을 사용할 수 있도록 하였다.
제동 제어는 회생제동 병용 전기지령식 공기제동으로 상용 제동에 대해서는 TIMS를 통해 유닛 단위에서의 제동 제어를 실시한다. 이 외에도 직통 예비 제동, 강설시 사용하는 내설 제동, 0번대·3000번대·6000번대·7000번대만 경사 구간의 억속 제동이 있다.
대차는 볼스터리스 대차를 사용하고 있으며, 저널박스 지지 장치는 209계 이래 축빔 방식을 채용하고 있다. 제어차(Tc)와 부수차(T)가 TR255형 및 TR255A형을 사용하고 있으며, 동력차(M)는 DT71형을 채용했다. 최고속도가 120km/h 이므로 요댐퍼는 생략되었지만, 축용수철 오일 댐퍼를 설치하여 세로 방향의 흔들림인 피칭을 완화시키고 있다. 단 3000번대는 전 차량에 요댐퍼를 장착하고 있다.
0번대의 주행 기기

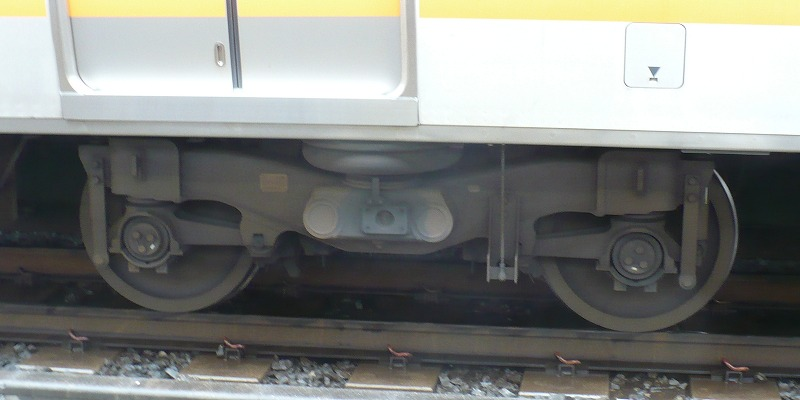
DT71형 동력대차
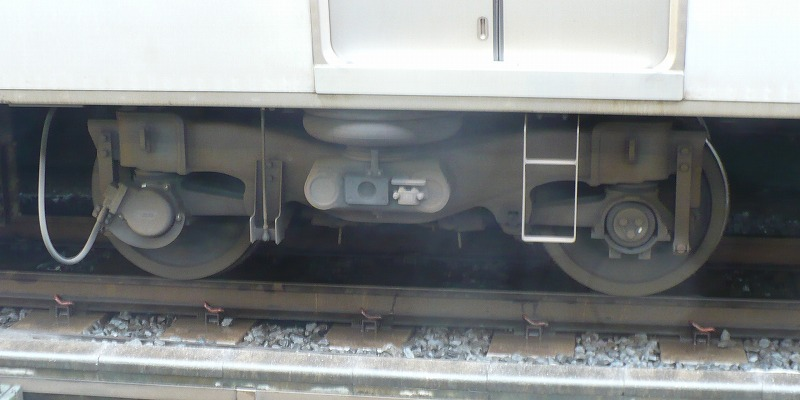
TR255형 부수대차
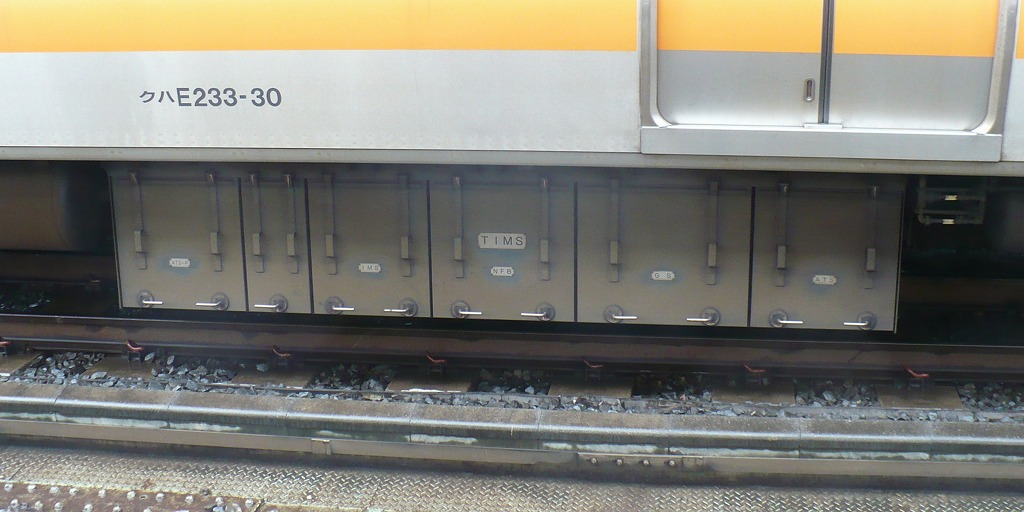
선두차 하부에 있다 TIMS기기 (ATS 제어장치 내장）
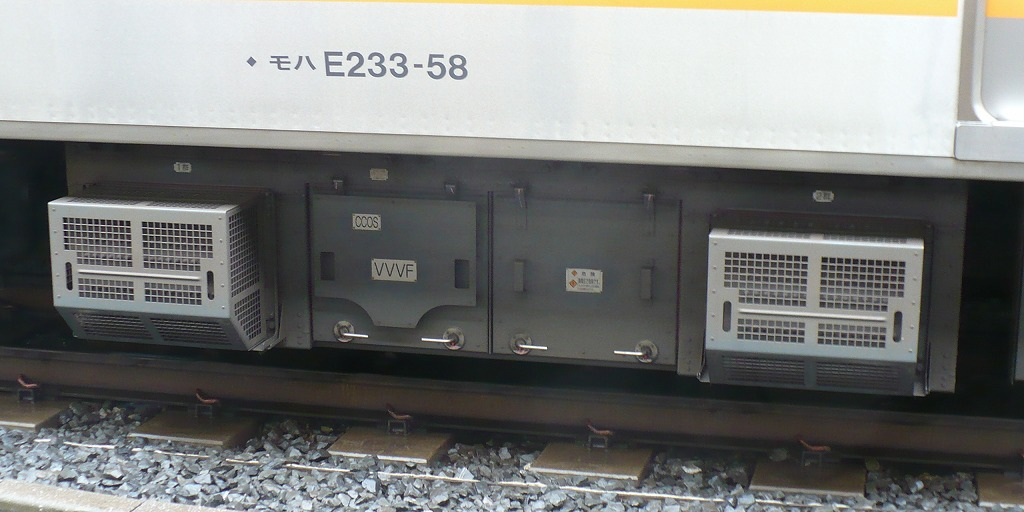
0번대의 SC85형 VVVF 주제어기
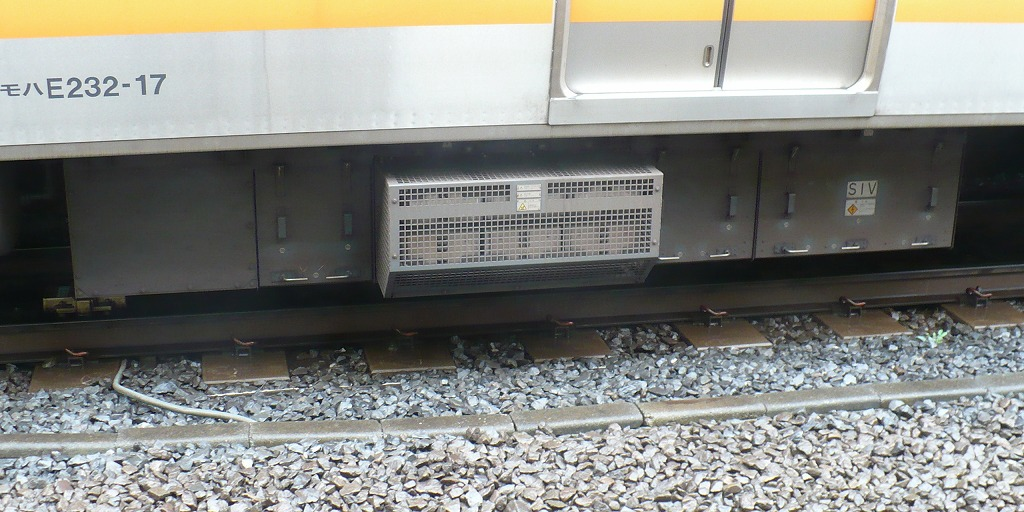
0번대의 SC86형 SIV 전원장치

### 소비 전력량
게이힌 도호쿠 선을 주행하는 E233계와 다른 형식의 소비 전력량(역행 전력량 - 회생 전력량, 서비스 기기의 전력 소비는 제외)을 나타낸다. 문헌에서 E233계는 209계에 비해 M(동력차)차 비율 향상 및 회생시의 점착 성능 개선 등으로 회생 전력량이 약 74% 증가했지만, 편성 질량의 증가로 역행 전력량이 약 31% 증가하여 총 209계보다 약 10% 소비 전력량이 증가한 것을 지적하고 있다.
| 항목                          | E233계 | 209계 | 205계 | 103계 |
| MT비                          | 6M4T   | 4M6T  | 6M4T  | 6M4T  |
| 편성 중량(t)                  | 310.4  | 249.0 | 294.5 | 363.1 |
| 회생시 최대 기대 점착 계수(%) | 18.5   | 16.0  | 11.6  | ―     |
| 역행 전력량(kWh/km)           | 17.05  | 12.97 | 16.16 | 18.12 |
| 회생 전력량(kWh/km)           | 7.61   | 4.38  | 4.19  | ―     |
| 소비 전력량(kWh/km)           | 9.44   | 8.58  | 11.97 | 18.12 |

## 호대 구분

### 0번대

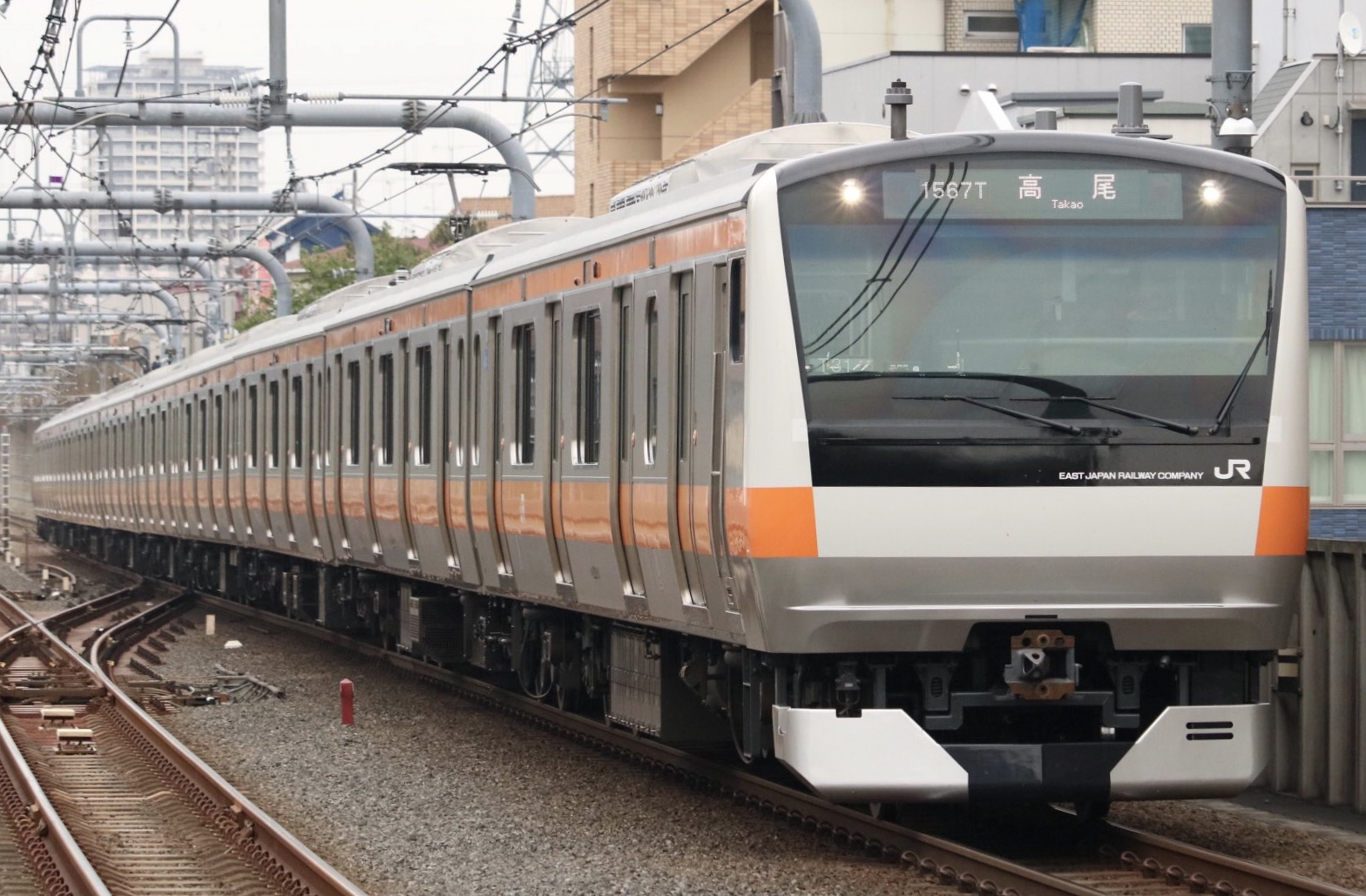
0번대
(2020년 1월 1일 도쿄역)

주오 쾌속선·오메 선·이츠카이치 선·하치코 선·후지급행 선에 투입되는 차량으로, 전 차량이 도요다 차량 센터에 배치되어 있다. 주오 쾌속선의 운용을 기본으로 하는 10량 고정 편성 42개(T편성 420량)와 6+4량 분할 편성 16개(H편성 160량), 오메·이쓰카이치 선 운용을 기본으로 하는 6량 편성 12개(靑편성 72량)과 4량 편성 9편(靑편성 36량)이 있다(총 688량).
주오 선 쾌속의 경우 열차 종별이 6종류인데다 다른 노선에 비해 많아 차내 안내 표시기 우측의 액정화면에 표시되는 정차역 안내는 다치카와 이서를 기준으로 한 최장거리 직통처인 오츠키 역, 오쿠타마역(오메 선), 무사시 이츠카이치 역(이츠카이치 선), 고마가와역(하치코 선), 그리고 가와구치코 역(후지 급행선)까지 주오선 쾌속의 노선색인 오렌지색 라인으로 그려지고 있어 201계에 있는 정차역 안내보다 분기가 많아, 2화면(가와베 이서 발착 또는 후지 급행선으로의 직통 운행시 3화면)으로 나누어 표시하고 있었지만 후에 도쿄 - 다카오 간 발착의 경우는 1화면 표시, 다카오 이서나 오메 선 계통으로 직결 운행하는 경우 2화면 표시로 개선되었다. 또한 '쾌속'의 종별로 운행되는 열차에 대해서는 201계의 행선지 표시기는 종착역명만을 표시하고 있지만, 본계열의 행선 표시기에는 '쾌속'의 종별명도 표시(오렌지 배경에 백색 문자)되게 되었다. 표시되는 것은 상행 전구간과 하행 쾌속 운행 구간(평일: 도쿄 - 나카노, 토요일·휴일: 도쿄 - 기치조지 간)만으로 이외의 구간에서는 종착역명과 다음의 정차역(측면만)이 표시되고 있다. 또한 주오특쾌·오메특쾌 이하의 열차는 이들이 각역정차가 되는 다치카와에서 모두 상기와 같이 되지만, 설정에 의해 '주오 특쾌' 등의 표시를 낸 채로 운행하는 경우도 볼 수 있다. 각역 정차에 대해서도 미타카역까지는 종별을 표시하고 미타카 도착시 종별 표시를 지우고 있다. 각역 정차의 종별 표시는 완행선을 경유하는 열차만이 대상이 되고 있으므로 다치카와 발 오쓰키 행과 다카오 발 무사시코가네이 행 막차)등 미타카 이서만 운행하는 열차에 대해서는 전 구간의 종별이 표시되지 않는다.
승객용 출입문은 오메 선의 오메 - 오쿠타마·이쓰카이치 선·하치코 선·주오 본선의 다카오 이서의 동계 실내 보온을 목적으로 하여 반자동 취급이 채용된 것 외에 각 차량의 츨입문 1곳을 제외하고 닫는 것이 가능한 '3/4 개폐' 스위치도 설치되어 있다. 덧붙여 반자동 취급으로 운행되는 경우 도어 스위치의 램프가 점등하고 있을 때 출입문을 개폐할 수 있는 것 외에 액정화면에 그 안내도 표시된다. 반자동문 취급은 하치코 선 직통 운행 당초부터, 주오 본선 사가미코 - 오쓰키 간과 후지 급행선은 2008년 1월 4일, 오메 선 오메역 - 오쿠타마역간(오메 역은 타치카와 방면행을 제외한다)과 이쓰카이치 선에서는 2008년 3월 15일부터 실시되고 있다.
이 0번대에서는 차내의 좌석 모켓이 적갈색계의 농담 무늬이다. 좌석 등받이의 무늬는 '정보의 역사'를 표현한 것으로, 텔렉스-바코드-QR코드의 패턴을 채용했다. 10량 편성시에 1·10호차가 되는 쿠하 E232형·E233형의 0번대에 휠체어 스페이스를 설치하여 분할시의 6·7호차가 되는 쿠하 E232형·E233형의 500번대에는 설치하지 않았다. 0번대에서는 여성 전용 차량이 되는 1호차(쿠하 E233형 0번대)의 모든 손잡이봉과 손잡이의 높이를 우선석과 같은 타입의 50mm 낮게 한 사양으로 했다.
201계의 선두차 전면 중앙에 있던 열차 종별 표시기는 본계열에서는 탑재하고 있지 않지만, 주오선 쾌속으로 운용되는 실전대에서는 그것을 답습하고 전면의 행선 표시기에는 '열차 종별+종착역명' 표시 외에 테두리를 가득 채우는 정도로 차량 운행 종별이 표시되게 되어 있으며 전술한 종별 표시가 사라진 구간에서는 열차 종별은 표시되지 않는다. 201계와 마찬가지로 0번대에서는 행선지 표시기로 노선 이름(츄오 선, 오메 선, 이츠카이치 선, 하치코 선, 후지 급행선)표시는 하지 않는다.
오메 선·이츠카이치 선·하치코 선·후지 급행선으로의 분할·병합 관계로 201계와 동일한 10량 고정 편성(T편성·T1 - )과 분할 가능한 6+4량 편성(H편성·H43 - ) 2종류의 10량 편성으로 제조되고 있다. 6+4량 편성의 경우 주오 선 쾌속 운용의 201계에서는 도쿄 방향으로 4량 편성을 연결하고 있었지만, 본계열에서는 다카오 방향으로 4량 편성을 연결한다. 고밀도 운행을 실시하는 주오 선 쾌속의 성격으로 인해 MT비는 E231계의 기본 구성이 되고 있는 4M6T에서 6M4T로서 가감속 성능을 향상시켜 종래의 201계보다 몇 분정도 소요 시간을 단축시킬 예정이다.

#### 편성 구성

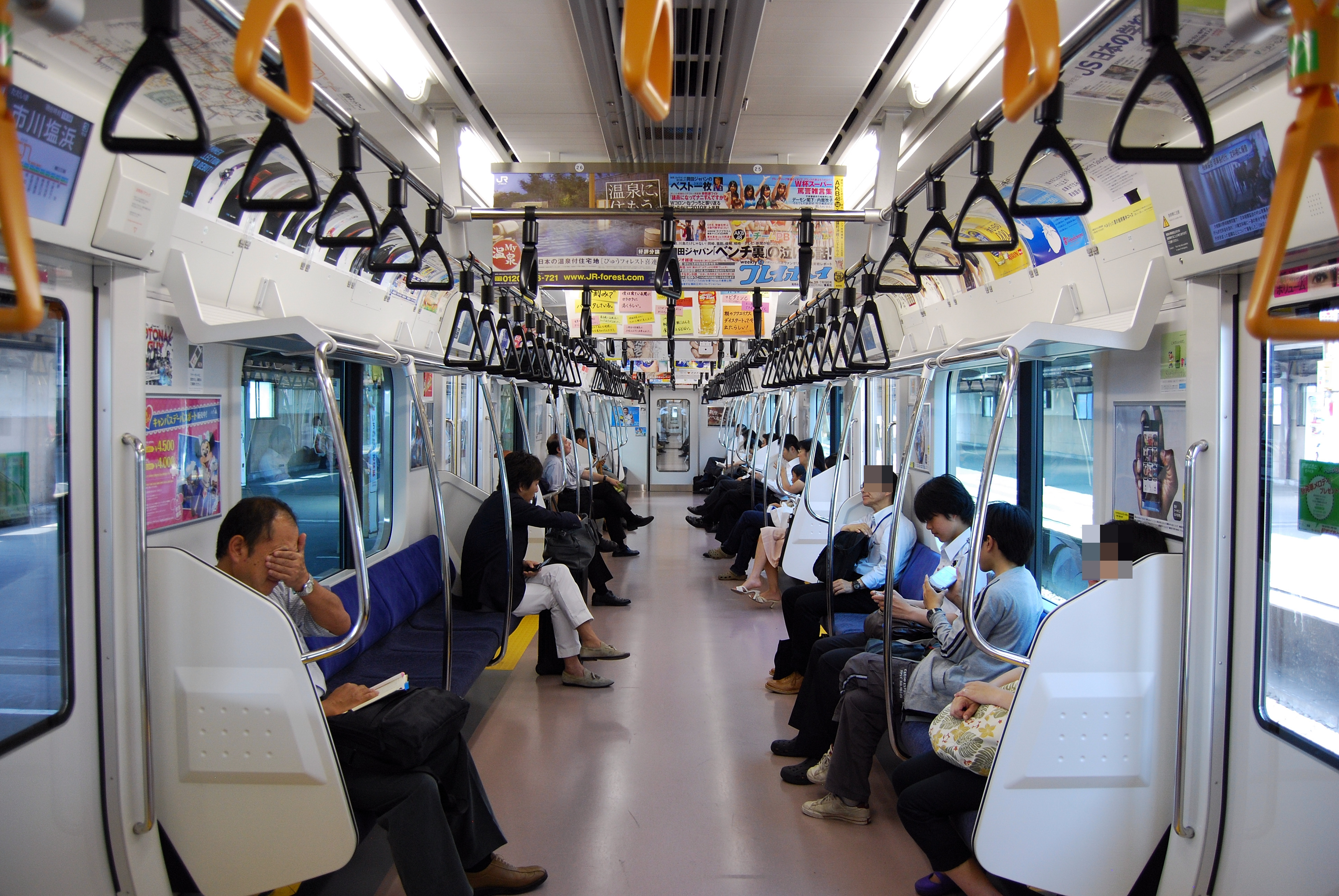
차내
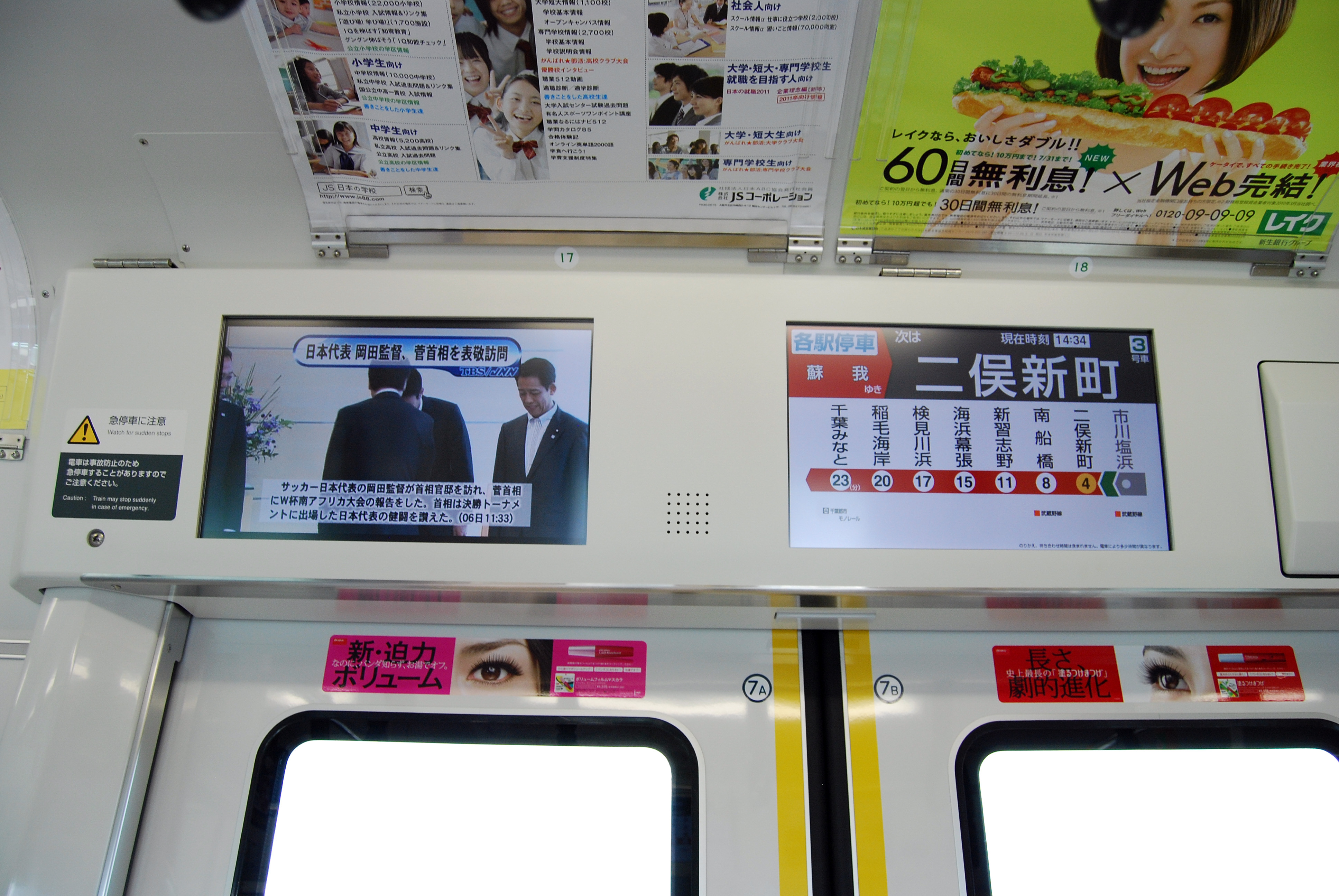
차내 LCD 안내표시기

|             |           | {{->\|도쿄\|다카오・오츠키・가와구치코,신주쿠,타치가와}} {{<-\|오메・오쿠타마／이쓰카이치시／고마가와}} |                |                |                |                |                |              |                |                |              |
| 10량 편성시 | 형식      | 쿠하 E233 -0                                                                                            | 모하 E233 -0   | 모하 E232 -0   | 모하 E233 -200 | 모하 E232 -200 | 사하 E233 -500 | 사하 E233 -0 | 모하 E233 -400 | 모하 E232 -400 | 쿠하 E232 -0 |
| 10량 편성시 | 탑재 기기 | CP |                | SIV            |                |                | CP             |              |                | SIV            | CP           |
| 6량 편성    | 형식      | 쿠하 E233 -0                                                                                            | 모하 E233 -0   | 모하 E232 -0   | 모하 E233 -200 | 모하 E232 -200 | 쿠하 E232 -500 |              |                |                |              |
| 6량 편성    | 탑재 기기 | CP |                | SIV            |                |                | CP,★           |              |                |                |              |
| 4량 편성    | 형식      | 쿠하 E233 -500                                                                                          | 모하 E233 -600 | 모하 E232 -600 | 쿠하 E232 -0   |                |                |              |                |                |              |
| 4량 편성    | 탑재 기기 | CP,★ |                | SIV            | CP             |                |                |              |                |                |              |

- ★의 차량은 분할·병합용으로 전기 연결기와 자동해방장치를 탑재.
- CP는 쿠하 E233형·쿠하 E232형의 전차량과 사하 E233형 500번대에 탑재(4량 편성에서도 2대가 탑재 되는 배치로 되어 있다）
- SIV는 모하 E232형 0번대, 400번대, 600번대에 탑재
- 모하 E233형 0번대와 600번대는 예비 팬터그래프를 탑재
- 4·6량 단편성으로의 운행시 착석 인원수 확보 때문에 6도어차는 도입되어 있지 않다.

U
중앙 쾌속선용 그린차
2024년, 중앙선 쾌속열차·중앙본선의 본계열에서 운행하는 전철과, 오우메선의 중앙선 쾌속열차와 직통운전을 하는 열차에 그린차 2량이 도입되었다.4호차와 5호차에 연결되어 있습니다.는연결되어 10량 관통편성은 12량 편성으로, 분할편성의 6량편성은 8량편성이 된다.그린차는, 도쿄역의 중앙선 홈이 섬식 1면 2선밖에 없는 매우 소규모 배선의 형편상, 되돌아 오는 시간이 짧은 것을 근거로, 승강의 신속화를 도모하기 위해, 객용 도어가 양 개방식 된다.문을 양측 열기 위해서는 기존의 보통열차 그린차보다 공간을 확보해야 하지만 좌석수는 기존과 같은 .당초의 계획은 2020년도에 도입 예정이었지만, 12량화에 의한 역의 공사 등에 상정 이상의 시간이 걸리는 것이 판명된 것이나, 세계적인 반도체 부족의 영향도 있어, 도입 시기가 먼저 되었다.
2022년 7월, 당번대에서는 최초가 되는 그린차용의 차량이 2량 등장했다.2022년 7월 27일부터 H57편성으로 그린차 2량을 연결한 시운전을 실시하고 있다.
2024년 10월 13일 그린차를 연결한 편성 영업운행을 시작했다.그린차의 차량은 2025년 봄까지 그린요금을 지불하지 않고 승차할 수 있는 보통차 취급이 되고 있다.

#### 그 밖의 내용
현행의 도쿄 - 하치오지간의 영업 최고속도는 신호 설비등의 관계에 의해 95km/h이지만, 201계에서 본계열로의 교체 완료, 고가화 이후 2013년 3월 16일 이후에는 100km/h로 향상되었다.
실제 최초로 도큐 차량제조에서 완성된 H43편성은 2006년 9월 21일에 즈시역에서 도요타 전차구(당시)까지 시 9732M - 시 9433M - 시 9651M의 다이어로 공식 시운전을 겸해 자력 회송되었다. 차량 번호는 도쿄 방향부터 순서에 쿠하 E233-43+모하 E233-43+모하 E232-43+모하 E233-243+모하 E232-243+쿠하 E232-501+쿠하 E233-501+모하 E233-601+모하 E232-601+쿠하 E232-43이 되고 있다. 이 편성은 같은 해 11월 11일의 도요타 전차구 40주년 기념 이벤트에 전시 차량으로서 처음으로 일반 공개된 후, 다음 12월 2일에 시승회를 개최하여 하치오지역 - 사가미코 역간을 운행했다(본계열을 기념하여 233명이 승차). 출장 후 주오 선 쾌속내에서의 시운전을 개시하여 같은 달 26일의 도요타 5:10발 상행 각역 정차 도쿄행(열차 번호 528H)으로 영업 운행을 개시했다.
2007년 9월부터 오메·이쓰카이치 선 전용의 차량도 완성되어 같은 해 11월 5일부터 영업 운행을 개시했다. 덧붙여 양선 전용의 차량의 편성 번호는 6량 편성이 '오우 600'번대, 4량 편성은 '오우 400'번대가 부여되고 있다. 당초 6량 편성이 주로 다치카와역 - 무사시 이쓰카이치 역간에서 운용되고 있었지만, 2008년 2월 19일에 오메역 등에 201계에서 E233계로의 집중적인 차량 교체를 실시하여 이 시점에서 다치카와 역 - 오메역, 오메 역 - 오쿠타마역간에도 대부분이 본계열에 교체될 수 있었다. 덧붙여 10량 편성 조성시의 600번대와 400번대 아래 2자리수는 다른 경우도 있다(운용 사정으로 바뀐다). 2007년 11월 14일 철도 친우회 로렐상 수상 기념 스티커가 H52 편성의 선두차 전면에 부착되어 다치카와역에서 그 출발식이 실시되었다.
오우 661편성은 2008년 9월 8일 히가시오메 - 오메간에서 일어난 충돌 사고(건널목 장해에 수반한다) 때문에 쿠하 E232-519를 제외한 5량이 니쓰 차량제작소에서 대체 신조되었다. 내장품 등의 일부는 원래 차체의 것이 재사용되고 있지만, 일부 1000번대에 준한 마이너 체인지를 하고 있다. 또한 서류상은 수리 명목이 되는 대체 신조이기 때문에 폐차 취급으로는 안되어 신조도 원래 차체와 같은 가와사키 중공업의 취급이 되고 있다.

### 1000번대
케이힌 토호쿠선 네기시 선에 투입되는 차량으로 전 차량이 사이타마 차량센터에 배치되어 있다. 2007년도에 120량, 2008년도중에 370량이 투입되었다. MT비는 6M4T, 10량 고정 편성으로 제조되어 2007년 12월 22일부터 영업을 개시했다. 이것에 의해 차령이 많지 않은 기기의 고장이 많았던 게이힌 도호쿠 선의 209계는 0번대의 반수 정도가 폐차, 그 이외의 0번대와 500번대는 다른 노선에 전용되었다. 870억엔을 투자하여 83편성, 830량의 차량을 2010년 1월까지 이 1000번대로 차례차례 교체되었다.
0번대의 기능에 가세하여 신조시부터 209계와 같은 초음파 홈 검지 장치를 선두차 하부 양측으로 탑재하고 보안 장치를 디지털 ATC로 변경한 것 외에 6호차의 마루밑에 비상용 사다리를 신설하는 등 안전성의 향상을 도모되고 있다. 또한 도어 엔진은 0번대와 같은 프로펠러 축 구동식이며 게이힌 도호쿠 선과 네기시 선에서는 출입문의 반자동 취급을 실시하지는 않기에 출입문 스위치를 포함한 반자동 기능은 탑재되어 있지 않으나 여전히 '3/4폐 기능'스위치가 적용되어 있어 수송 장애 등으로 장시간 정차시에는 사용하고 있다.
외관에서는 전면대가 전면창 아래에 배치되어 열차 번호 표시기가 전면창의 오른쪽 아래 구석(향해 왼쪽)에 설치되어 있는 점이 0번대와 다르다. 객실내에서는 각 출입문의 상부에 설치되어 있는 액정 디스플레이가 0번대나 E231계 500번대 등의 4:3비율의 15인치로부터 16:9의 17인치 와이드 모니터로 변경되었다. 좌석 모켓은 노선 컬러인 청색을 베이스로 한 밝은 색조인 것 외에 착석면도 0번대에 비해 개량되고 있다. 좌면도 0번대에 비해 개선되고 있다.
또한 기존 209계에 혼잡시 혼잡율을 줄이기 위한 대책으로 편성에 포함되었던 6도어 차량은 게이힌 도호쿠선의 혼잡율 완화와 도호쿠 종관선 개업 이후 혼잡율이 크게 낮아질 것으로 예상됨에 따라 제조되지 않았다. 또한 편성 양단 선두차는 모든 선반과 손잡이의 높이를 우선석과 같은 타입의 50mm 낮게 한 사양으로 했다.
측면·전면의 종별·행선지 표시기에서는 209계 500번대와 같이 노선명과 행선지를 교대로 표시하지만, 노선명은 '게이힌 도호쿠·네기시선'이라고 표시된다(남행은 요코하마 역 입선시부터 표시.가마다행 등 네기시선에 들어가지 않는 열차나 요코하마 이북에서는 '게이힌 도호쿠선'만의 표시). 종별의 배경색은 각역 정차가 스카이블루, 쾌속은 핑크이다. 또한 0번대에서는 행선의 나카노 이서(토휴일은 기치조지 이서)에서 쾌속 종별의 표시를 실시하지 않지만, 해당 번대에서는 북행의 다바타 이북, 남행의 하마마쓰초 이남에서도 각역 정차의 표시를 실시한다. 측면의 표시기는 쾌속만, 시발역에 대해 다음 정차역 대신 그 열차의 전정차역을 표시하지만, '이 열차의 정차역은, 사이타마 신도심, 요노··(생략)··코난다이, 혼고다이에 정차합니다'(오미야 시발 오후나행의 경우)와 같이 주어와 술어의 순서가 부자연스럽고 문법적으로 잘못된 면이 있었다. 이는 6000번대 이후부터 수정되었다.

#### 편성 구성
|      | ←오미야오후나→  |                 |                 |                 |                 |                 |                 |                 |                 |                 |
| 호차 | 10              | 9               | 8               | 7               | 6               | 5               | 4               | 3               | 2               | 1               |
| 형식 | 쿠하 E233 -1000 | 사하 E233 -1200 | 모하 E233 -1400 | 모하 E232 -1400 | 사하 E233 -1000 | 모하 E233 -1000 | 모하 E232 -1000 | 모하 E233 -1200 | 모하 E232 -1200 | 쿠하 E232 -1000 |

- 전차량 4도어차로 조성된다.
- 모하 E233형 1000번대에는 예비 팬터그래프를 탑재.

#### 그 밖의 내용
도큐 차량제조 요코하마 제작소에서 완성된 편성은 즈시역에서부터, 시운전 명목으로 오미야 역 경유로 우쓰노미야행, 히가시오미야 정차장에 입선하였다. 후에 오사키역 근처의 도쿄 종합차량센터를 경유하고, 야마노테 선 경유로 미나미우라와역에 인접한 우라와 전차구로 향하는 것이 관례가 되어 있다.
- 즈시 역에서 오미야 역까지는 니쓰루 미노부 신호장을 거치고 무사시노 선을 경유하는 것이 많지만, 일부 야마노테 화물선경유로 운행한 것도 있다.
- 니쓰에서의 배송 열차의 경우는 다카사키 선을 남하하여 한 번 오미야를 통과, 다바타 조차장에서 조반 화물선, 무사시노 선을 경유해 2번째의 오미야역을 통과하여 히가시오미야 정차장에 입선했다. 후에 상기의 경로에서 미나미우라와까지 매번 회송된다. 이 때 우쓰노미야까지의 시운전은 실시되지 않는 것이 보통이다.
- 가와사키 중공업 효고 공장에서 제조된 편성은고베 화물터미널에서 도카이도 본선, 도카이도 화물선을 이용하고, 그 이후는 도큐 차량제조에서 생산된 편성과 같은 루트를 통과한다(니쓰루 미노부 신호장→무사시노 선→히가시오미야 정차장).

2007년 8월 30일에 최초의 편성이 완성되고, 시운전이 계속되어 영업 운전 개시는 같은 해 12월 22일의 미나미우라와 8시 17분발 각역 정차 오후나행(우라 102 편성에 의한 823A 열차)으로 시작되었다. 2010년 1월 28일 니쓰 차량제작소에서 우라 183편성이 배급 수송되어 예정되어있던 83편성이 갖추어졌다.
2013년 5월부터 게이힌 도호쿠 선 1000번대 영업 차량의 1편성에 선로 설비 모니터링 장치를 탑재한 대차가 탑재되었다. 선로 설비 모니터링 장치란 궤도 재료 모니터링 장치와 궤도 변위 검측 장치를 조합한 장치이다.
- 궤도 재료 모니터링 장치는 카메라의 레일 체결 장치 등을 촬영하여 그 화상을 해석함에 따라 레일 체결 장치 등의 선로 설비 관계 재료의 변화(레일 체결 장치의 상태 등)를 추출하게 된다.
- 궤도 변위 검측 장치는 가속도계와 레이저 센서에 의한 선로 상태의 변화를 측정한다.
- 검측 구간: 오오미야~오오후나 간
- 실시 기간: 2013년 5월~2015년 3월
- 시험 내용: 영업 열차에서의 기기의 내구성, 검측 데이터의 정밀도를 확인 등
- 궤도 재료 모니터링 장치의 측정 데이터는 차량 기지 유치 중에 수시로 받고 궤도 변위 검측 장치의 측정 데이터는 정기적으로 통신 회선에 의해 전송한다.

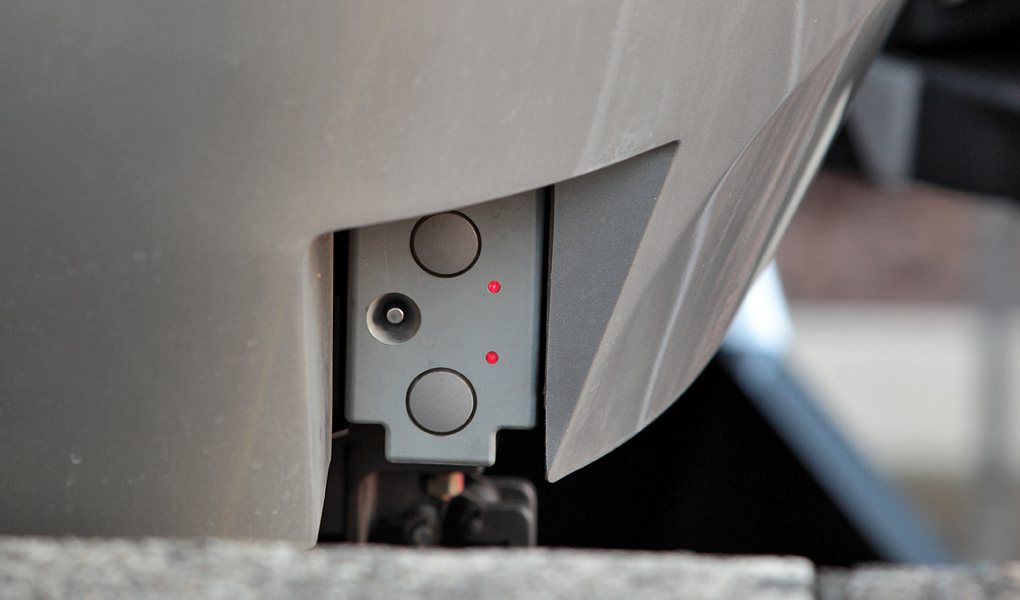
홈 검지 장치
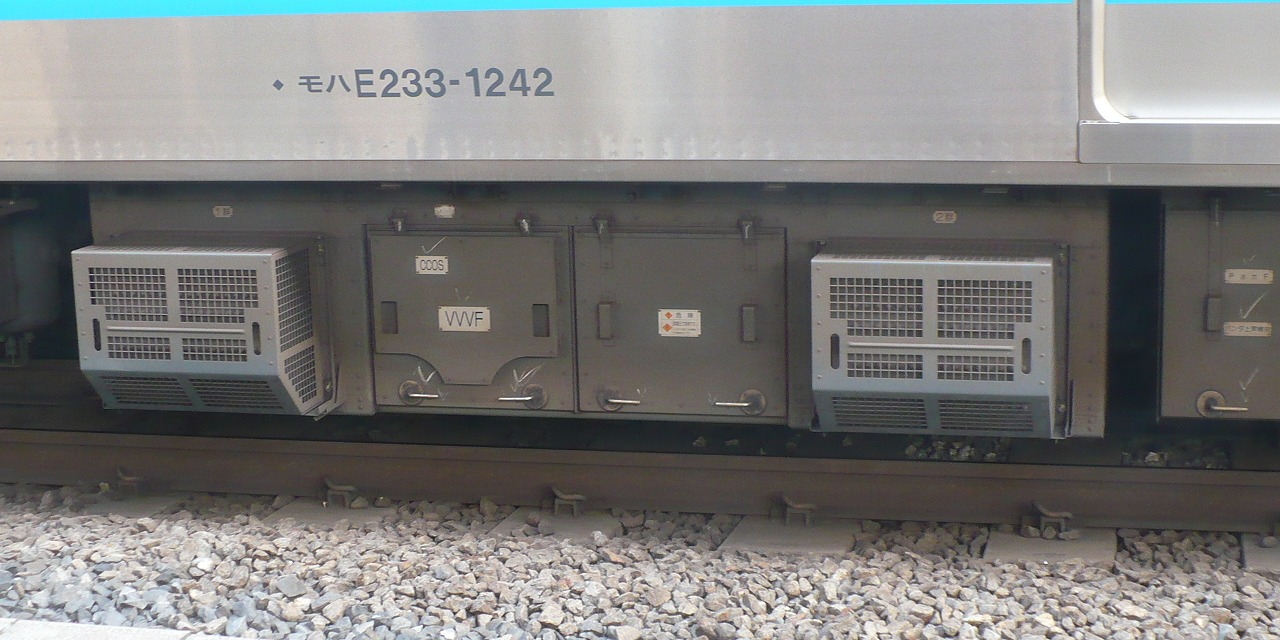
1000번대의 SC85A형 VVVF 인버터 장치
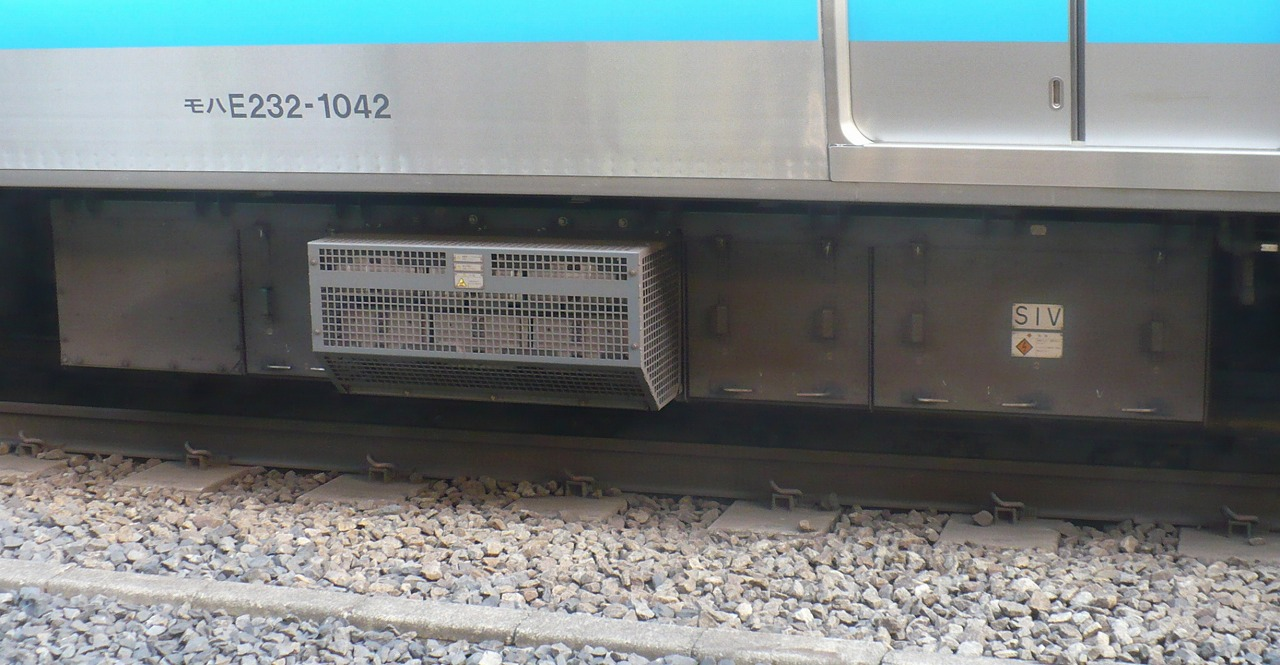
1000번대의 SC86A형 정지형 인버터 장치

- 2014년 2월 23일, 우라 177편성이 가와사키역에서 탈선 사고가 발생하였다. 2량이 파손되어 2량은 2016년에 폐차되었고, 8량은 2018년에 완전히 폐차되었다.

### 2000번대
조반 완행선·도쿄 지하철 지요다 선 직통용에 투입되는 차량으로 번대 구분은 2000번대가 되어 마쓰도 차량 센터에 배치되어 있다. 본 번대 구분은 10량 편성 18개(180량) 전 차량이 도큐 차량 제조제이다.
2009년 5월에 1편성이 도입되어 같은 해 9월 9일부터 영업 운행을 개시하여 207계 900번대를 교체하였다. 그 후 2010년 8월부터 2011년 9월까지 나머지 17편성을 제조하여 203계를 교체했다. 덧붙여 209계 1000번대는 교체 대상으로 들어가 있지 않다.
본 번대에서는 차량 한계가 좁은 지요다 선과의 직통운행 때문에 1999년에 같은 사양으로 신조된 209계 1000번대에 준한 콜게이트가 없는 스트레이트 차체를 채용하고 있다. 승객용 출입문의 간격은 타번대의 4,940mm가 아닌 사철에서 많이 쓰는 4,820mm(선두차 승무원실 바로 뒷문과는 4,780mm)로 설계했다. 측면에 있는 측면창 상부의 노선색띠는 생략했다. 다른 번대와는 달리 전두부의 충격 흡수 구조는 채용하지 않고 통상의 전면 강화 구조로 하고 있어 선두차 왼쪽 앞면에 비상용 출입문과 비상용 사다리(보조 의자와 일체형)를 설치했다. 또한 전조등은 창 상부의 HID식이 아닌 실드 빔등으로 하여 창 아래에 배치하고 있다. 열차 번호 표시기는 비상용 출입문에 설치되었다.
제어장치, 보조 전원 장치를 시작으로 한 주행 기기 등은 0번대·1000번대와 동일하다. 다만 본 번대의 보조 전원 장치는 제조 업체가 도요 전기 제조 제품인 SC91형으로 알려져있다(전원 용량 260kVA). 공기압축기는 모하 E232형 각 차량에 탑재되었으며 SIV 장치는 모하 E232형 2000번대와 2400번대에 탑재되고 모하 E233형 2000번대에는 예비의 팬터그래프를 탑재하고 있다. 보안 장치는 ATC-10형(도쿄 지하철 호칭：신CS-ATC)과 ATS-SN, D-ATS-P 3종류를 탑재한다. 차량 성능은 연장 운행 협정으로 인해 기동 가속도는 3.3km/h/s, 감속도 4.7km/h/s로 하고 있다. 또한 7호차에 해당하는 사하 E233형 2200번대에는 지요다 선용의 유도 무선 송수신기 및 처면·바닥밑에 유도 무선 안테나를 설치한다.
실내 인테리어에 대해서는 0번대·1000번대에 준한 것이며 좌석 컬러는 청색으로 하고 있다. 휠체어 스페이스에 대해서는 지요다 선 차량에 맞추어 2호차와 9호차(선두차 근처의 중간차)에 설치하고 있다. 특히 여성 전용차가 되는 1호차는 봉과 손잡이의 높이를 낮게 하고 있다. 또한 출입문 상부에 설치되는 액정 디스플레이는 0번대나 1000번대와는 달리 2기가 아닌 1기만이 설치되었으며 도어 엔진도 0번대나 1000번대와 같은 스크루식이 아닌 3000번대와 같은 리니어 모터식을 채용하고 있다. 또한 운용 구간에 대응하는 자동 방송 장치를 탑재하고 있다.
운용 범위는 도리데역 - 아야세역 - 요요기우에하라 역간의 조반 완행선·지요다 선, 오다큐 전철 오다와라 선 요요기우에하라 역 - 혼아쓰기 역, 다마 선 전 구간이다. 오다큐 전철 신호장비는 2013년 4월부터 탑재되었으며, 지난 2013년 8월에 개조된 첫 편성이 출고되었다.. 그리고 2016년 3월 26일부터 운행에 들어갔다. 덧붙여 오다큐 전철 4000형 전동차도 마찬가지로 장래 3개사(조반 완행선) 신호장비 개조에 들어갔고 역시 2016년 3월 26일부터 조반선에서 운행을 개시했다..
2000번대에서 운용되는 열차는 모두 각역 정차로 운행되고 있지만, 조반 쾌속선의 열차와는 달리 '각역 정차'의 종별 표시를 실시한다. 오다큐 선 직결 운행과 다이어 혼란 시를 대비해 '급행', '다마급행', '준급' 종별과 '신주쿠' 행선지가 표시된다. 열차 번호 표시기의 표시는 도자이 선 직통용 E231계 800번대와 똑같이 조반선내에서는 열차 번호를 모두 표시(1300K 등)하는 것에 대해 지요다 선내에서는 운용 번호인 ○ ○ K(01K등)으로 아야세로 바꾼다.

#### 편성 구성
|      | ←도리데, 아야세요요기우에하라, 혼아쓰기, 가라키다→ |                 |                 |                 |                 |                 |                 |                 |                 |                 |
| 호차 | 10                                                 | 9               | 8               | 7               | 6               | 5               | 4               | 3               | 2               | 1               |
| 형식 | 쿠하 E233 -2000                                    | 모하 E233 -2400 | 모하 E232 -2400 | 사하 E233 -2200 | 모하 E233 -2000 | 모하 E232 -2000 | 사하 E233 -2000 | 모하 E233 -2200 | 모하 E232 -2200 | 쿠하 E232 -2000 |

- 전동차의 조성 위치는 203계·207계 900번대·209계 1000번대와 동일하다.

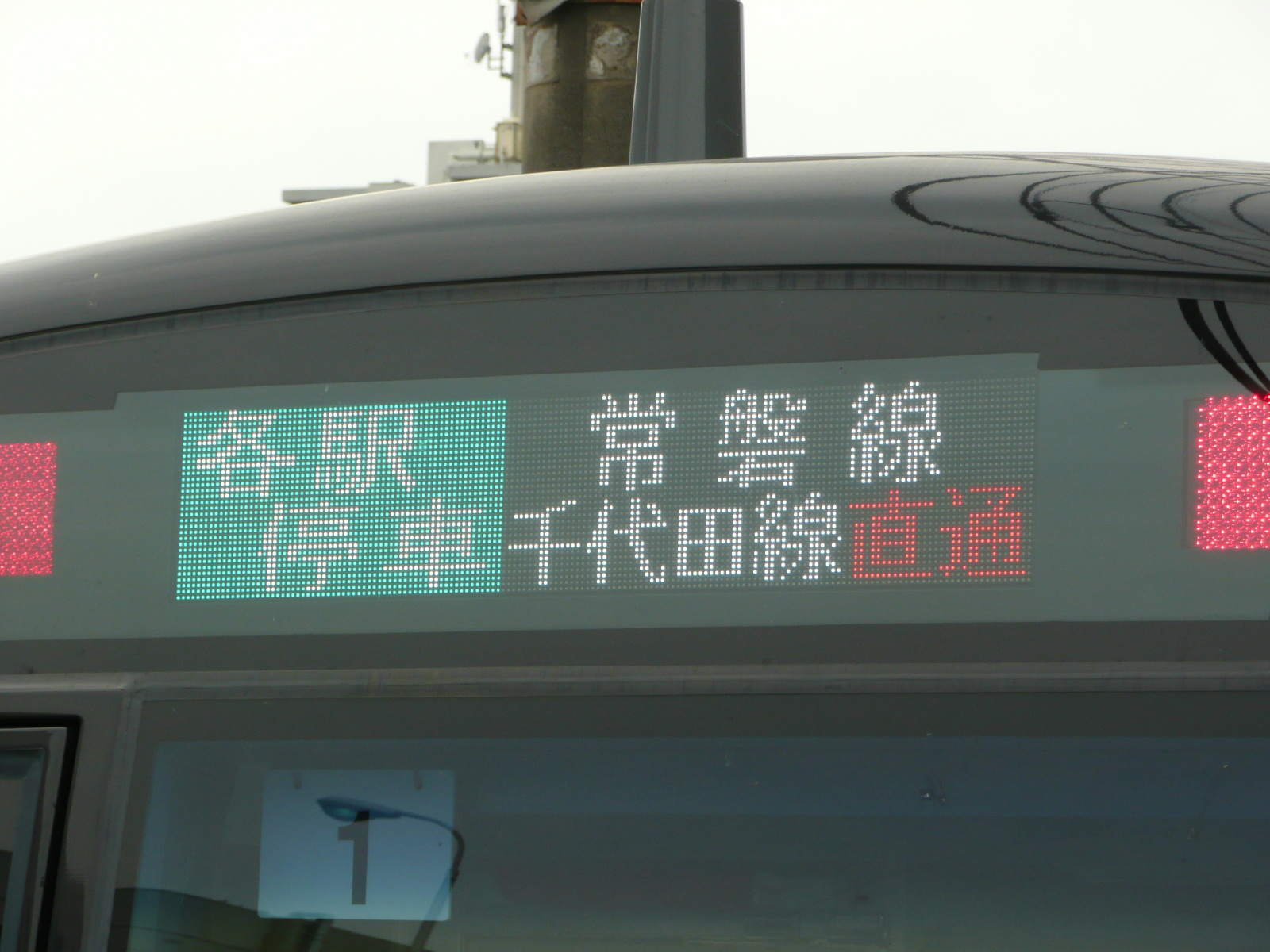
정면 행선표시기 표시의 예
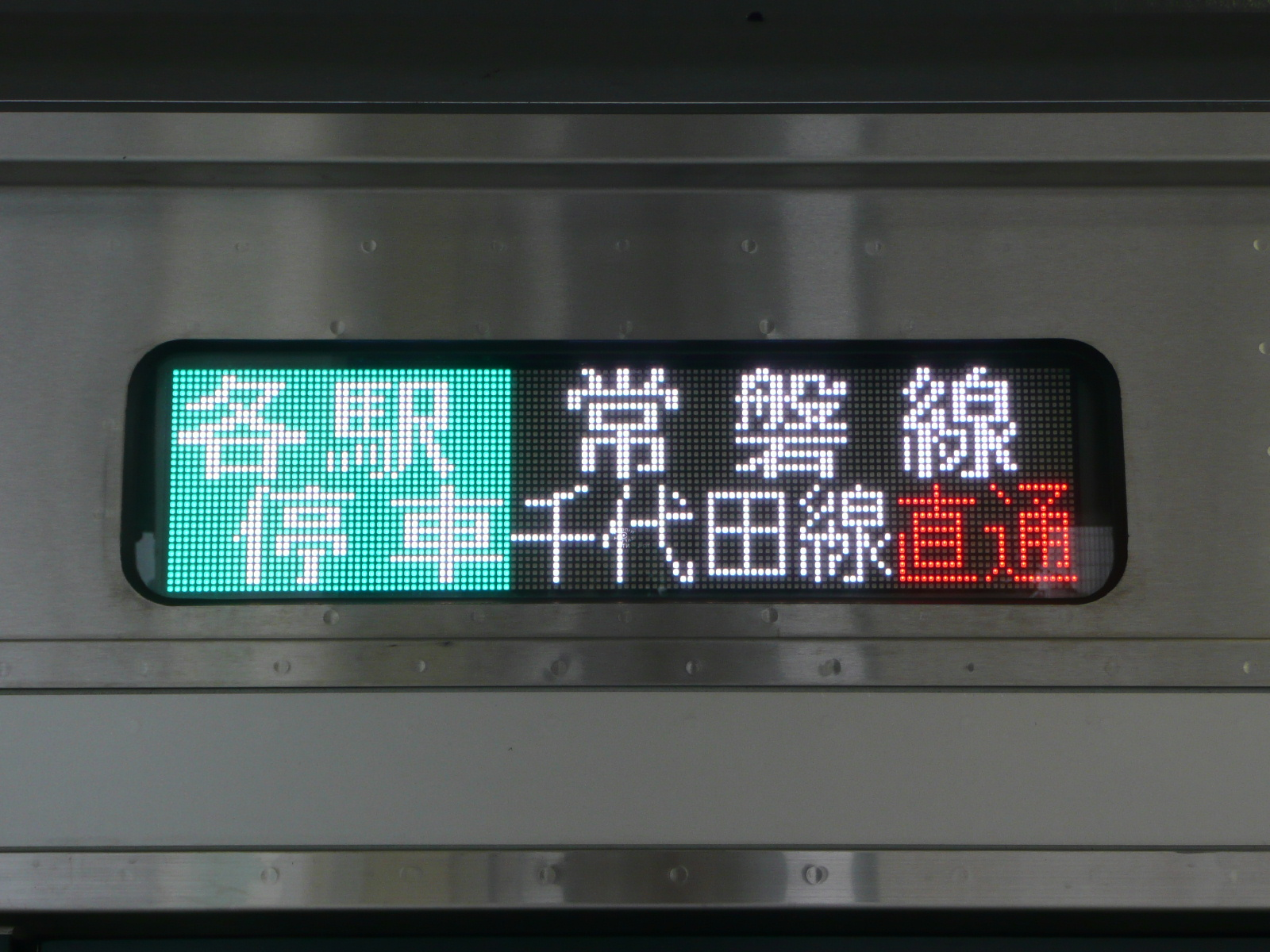
종별·행선지 표시기 표시의 예
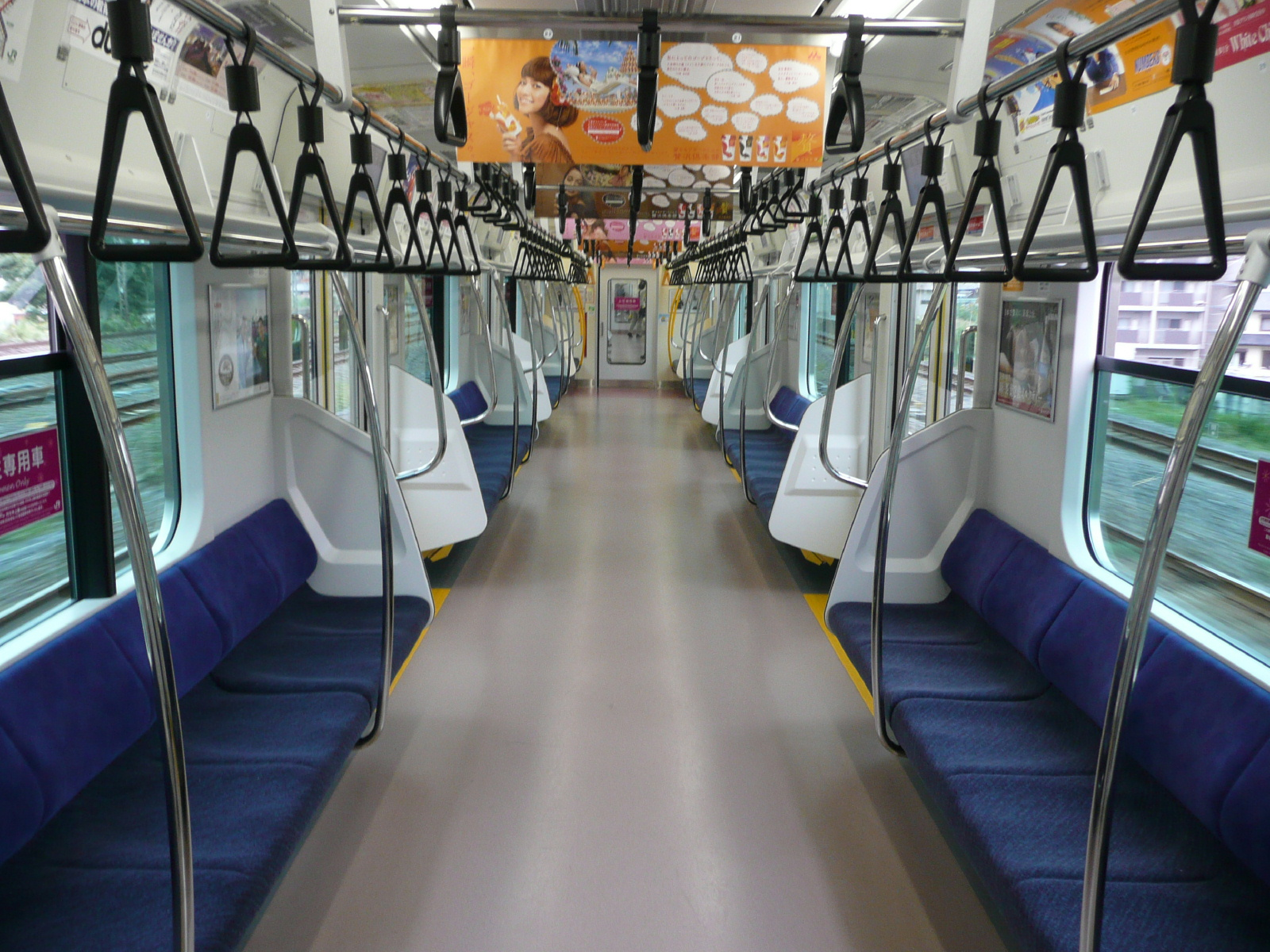
차내 전경
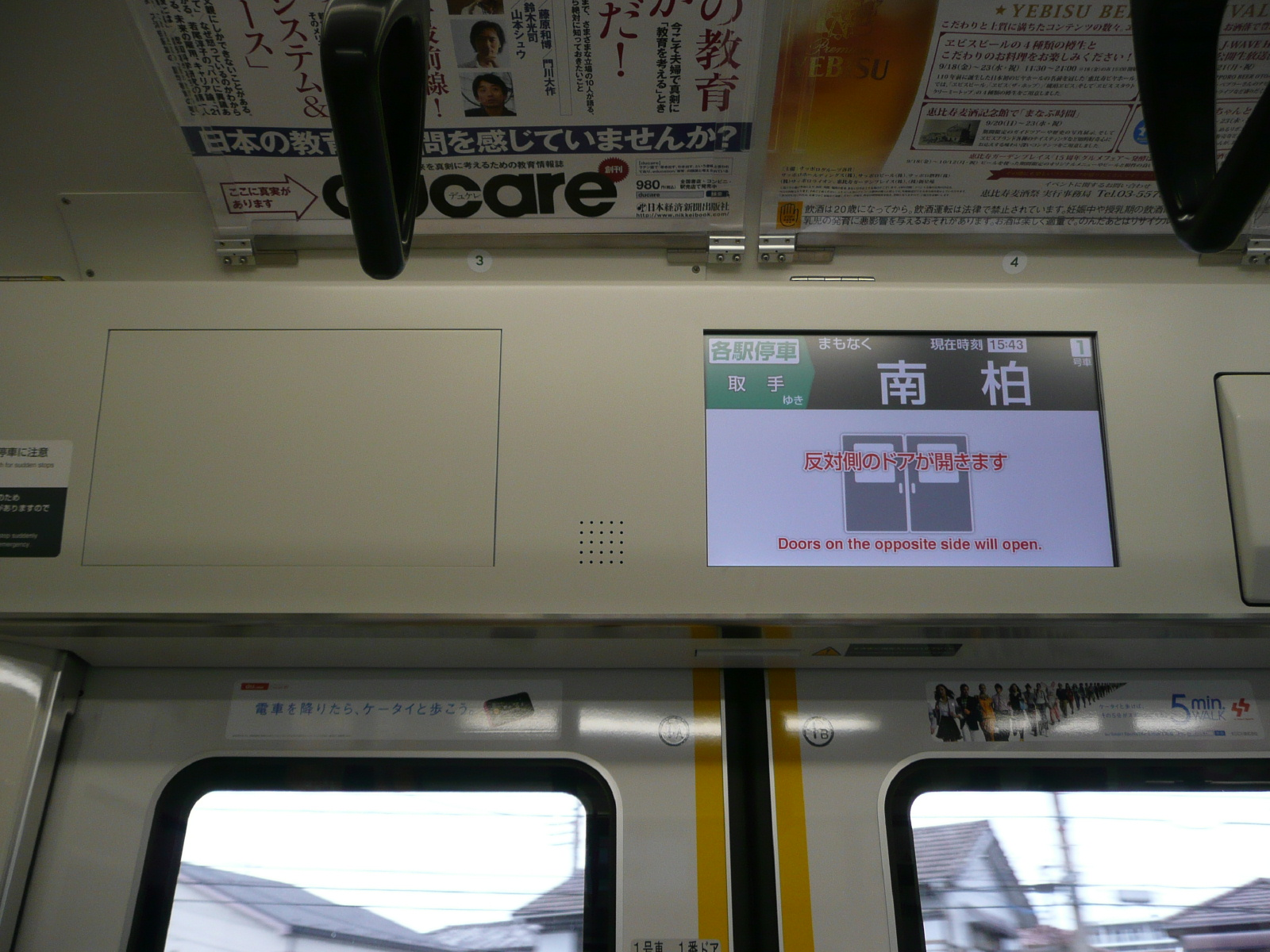
LCD식 차내 안내 1000번대와 동일 사이즈의 액정이지만, 표시 내용이 다르다.
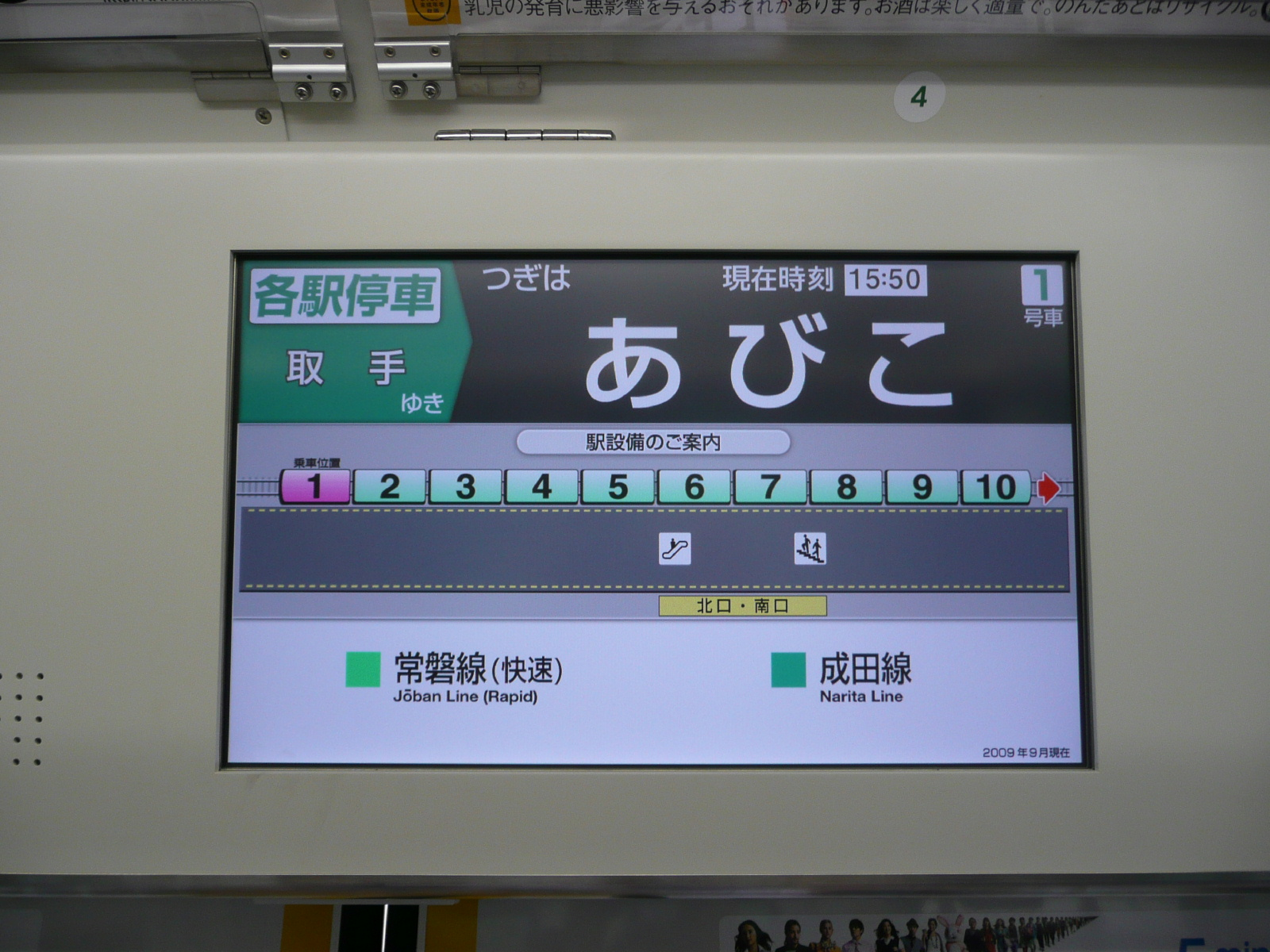
JR구간에서의 표시
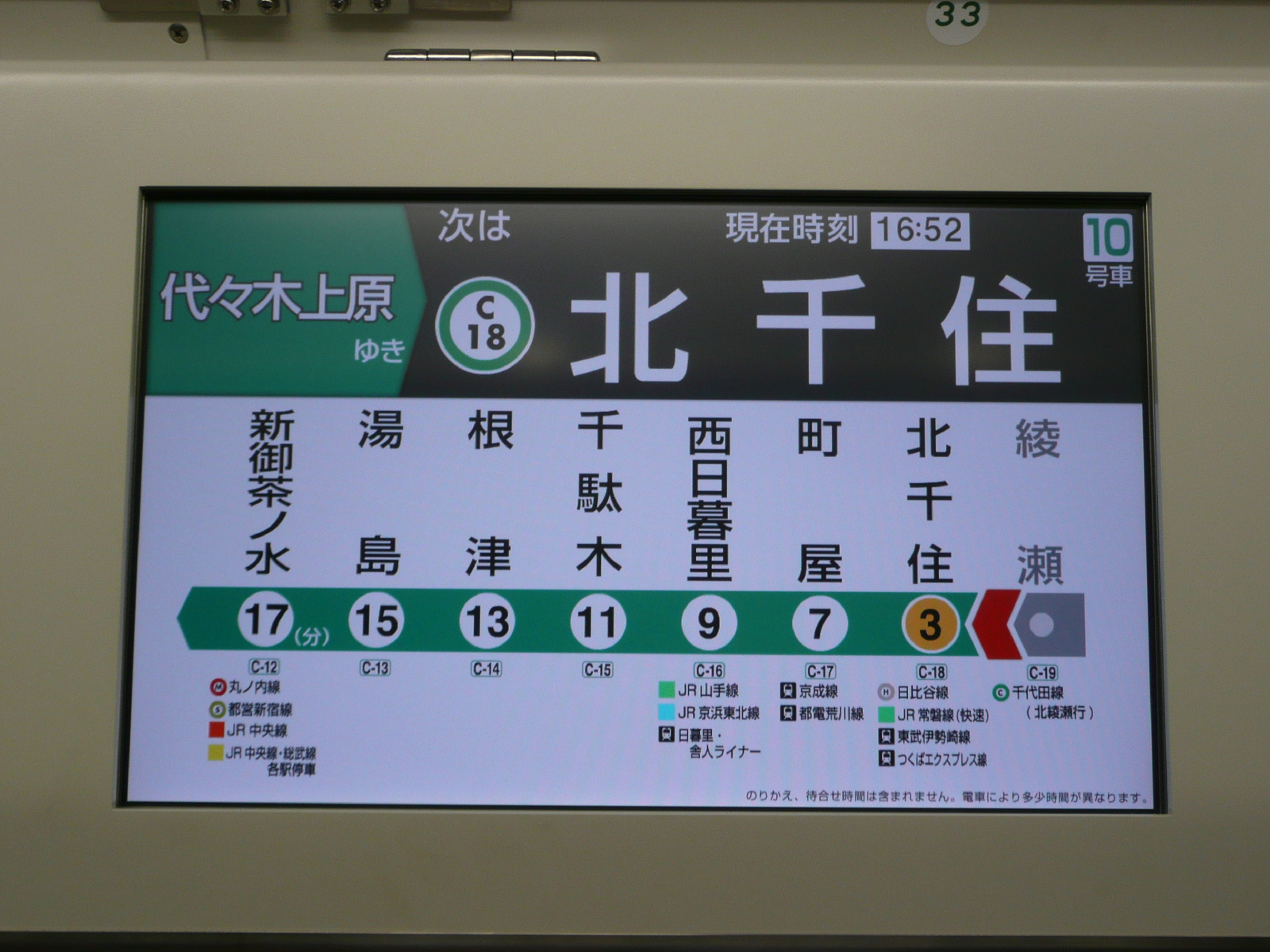
지요다선내에서의 표시

### 3000번대

#### 고즈 차량센터 소속 편성
고즈 차량센터 초기 도입 편성
JR 동일본에서는 2007년도부터 가마쿠라 차량센터 소속의 요코스카 선·소부 쾌속선에서 운용되는 E217계의 VVVF 인버터 장치 등의 기기류 갱신 공사를 시작했다. 갱신 공사 시공시 가마쿠라 차량센터에 배치된 예비 편성이 부족한데다 2006년에 도카이도 본선·이토 선에 운용되던 113계를 교체하기 위해 가마쿠라 차량센터 소속의 E217계를 고즈 차량센터로 옮겨 도카이도 본선·이토 선에서 운용하였다. 그런데 2007년도부터 가마쿠라 차량센터에 배치된 E217계 차량의 VVVF 인버터의 이중화 개조를 개시할 예정이었고, 개조 공사 중에 가마쿠라 차량센터에 소속되어 있던 E217계 차량이 부족해짐에 따라 고즈 차량센터 소속의 E217계를 가마쿠라 차량센터로 이전하면서 부족해진 편성분을 채우기 위하여 도입된 것이 3000번대이다. 기본 편성 10량(6M4T)+부속 편성 5량(2M3T)으로 운용되고 있다. 2008년 3월 10일부터 영업을 개시하였다.
2007년 11월 도큐 차량제조에서 기본 10량+부속 5량 1편성(E01편성+E51편성)이 완성되어 고즈 차량센터에 배속되었다. 원래는 2008년 3월 7일부터 영업을 개시하려 했으나 당일 발생한 인사 사고로 인하여 3월 10일로 늦춰졌으며 같은 해 3월 10일부터 도카이도 본선에서 영업 운행을 시작했다. 그 후 2010년 2월에 제2편성으로서 E02편성+E52편성이 완성되었다. 이 제2편성은 2010년 3월 13일의 다이어 개정에 있어서 요코스카선 무사시코스기역 개업에 수반한 해당 노선의 증편으로 도카이도 선에서 운용해 온 E217계 1편성(기본 10량+부속 5량)을 재차 요코스카 선으로 전용하기 위한 염출용으로서 제조되었다.
전 다마치 차량센터 소속 편성(2013년 3월 개정으로 고즈 차량센터 전속)
2011년도(9월 이후 완성·NT1편성 - NT14편성과 NT51편성 - NT64편성 → E03편성-E16편성과 E53편성 - E66편성)부터는 본선에서 운용하고 있는 211계의 후계 차종으로 다마치 차량센터에 배치가 시작되어 앞에 완성되었던 고즈 차량센터 초기 도입 편성(이하 고즈 차량 초기 편성)에서 편성 형태가 일부 변경되었다. 이는 기본 편성 6호차에도 화장실 겸비 차량을 연결하기 위해서 새로 모하 E232형 3800번대가 연결되었다. 차내의 차 단부에는 일반 서양식 화장실이 설치되었으며 반대 측에는 침목 방향 2명분 좌석이 설치되어 있다.
고즈 소속 초기 편성에서는 6호차에 보조 전원 장치(SIV) 탑재의 모하 E232형 3000번대를 연결했지만 전 다마치 차량센터 소속(이하, 원 다마치 차)의 6호차에는 오물 처리 장치를 탑재하여 SIV 탑재가 안된 관계로 고즈 소속 초기 편성과 대조적으로 일부 동력차(모하)의 연결 위치가 변경되었다. 또한 모하 E232형 3200번대는 비 연결되었다. 덧붙여 부속 편성에 대해서는 특별히 편성은 변경되지 않고 있다. 그 외에 기본 편성+부속 편성 병결 운행시 차량 사이에서의 전락 사고를 방지하기 위해 10호차의 쿠하 E233형 3000번대에는 추락 방지 방송 장치를 설치했다.
기본적으로는 고즈 소속 초기 편성의 지속으로 되어 있지만 편성 내에서 차량 번호를 통일하기 위해 모하 E232형 3800번대는 3801·3802호차가 결번이다. 이전 원 다마치 소속은 2011년 11월 12일부터 영업 운전을 시작했으며이후 2012년(헤세이 24년)4월까지 기본·부속 편성으로 14편성(210량)을 투입해 211계의 치환을 완료했다. 원 다마치 소속은 니쓰 차량 제작소에서 제조되었다(그린차는 도큐 차량 제조제). 이들 차량은 2014년도에 개업이 예정된 도호쿠 종관선의 개업을 위해 도입을 추진하고 있었다(다음 항의 다카사키 차량센터 소속 차량(이하, 다카사키 차량)도 마찬가지). 또한 2013년 3월 개정으로 다마치 차량센터는 폐지(도쿄 종합 차량센터 다마치 센터로 개칭)되었으며 다마치 센터에 소속된 편성은 고즈 차량센터로 차적이 변경되었다.

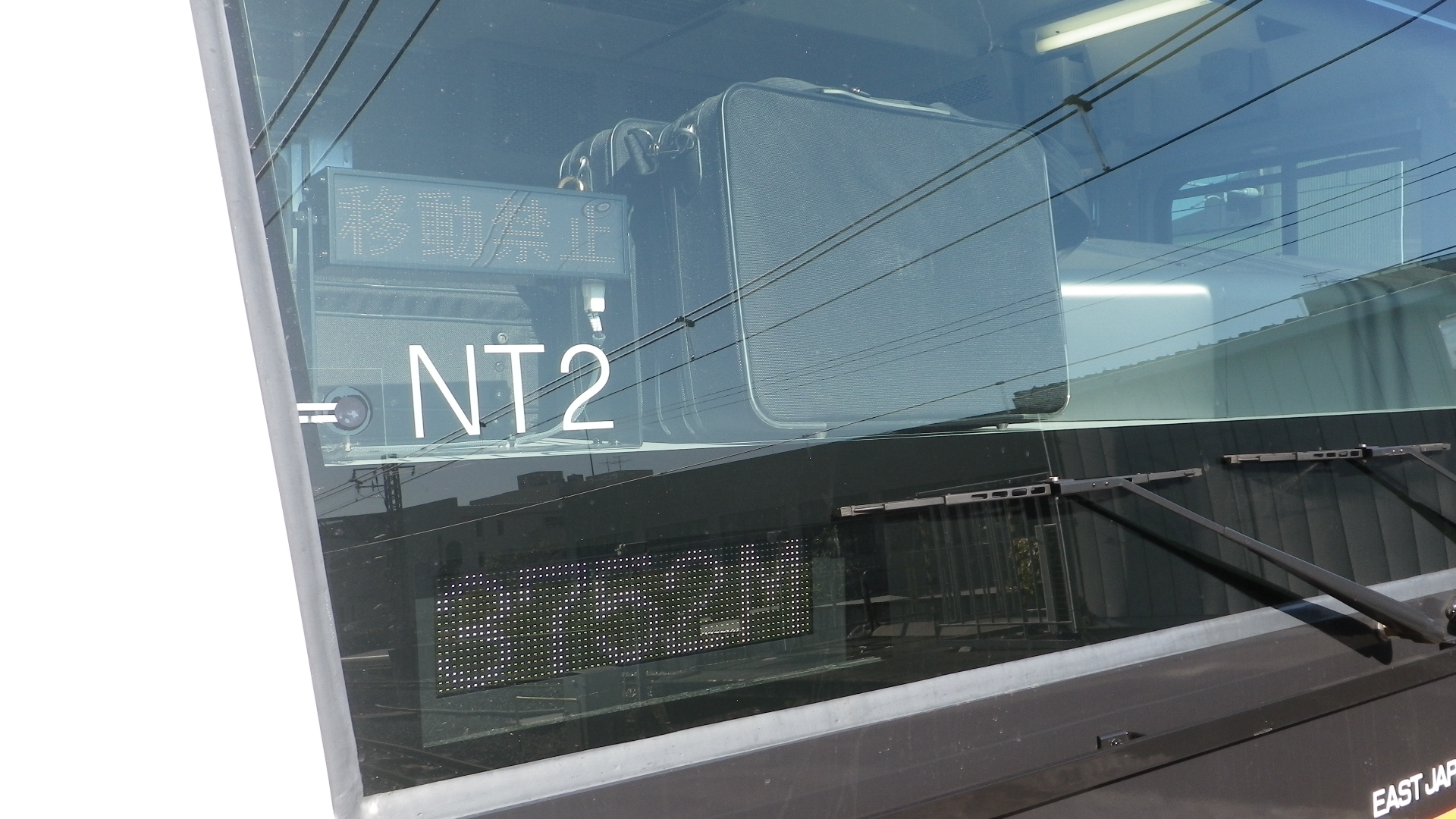
쿠하 E232-3004의 이동 금지 표시기 (2011년 12월 10일 도쓰카 역)
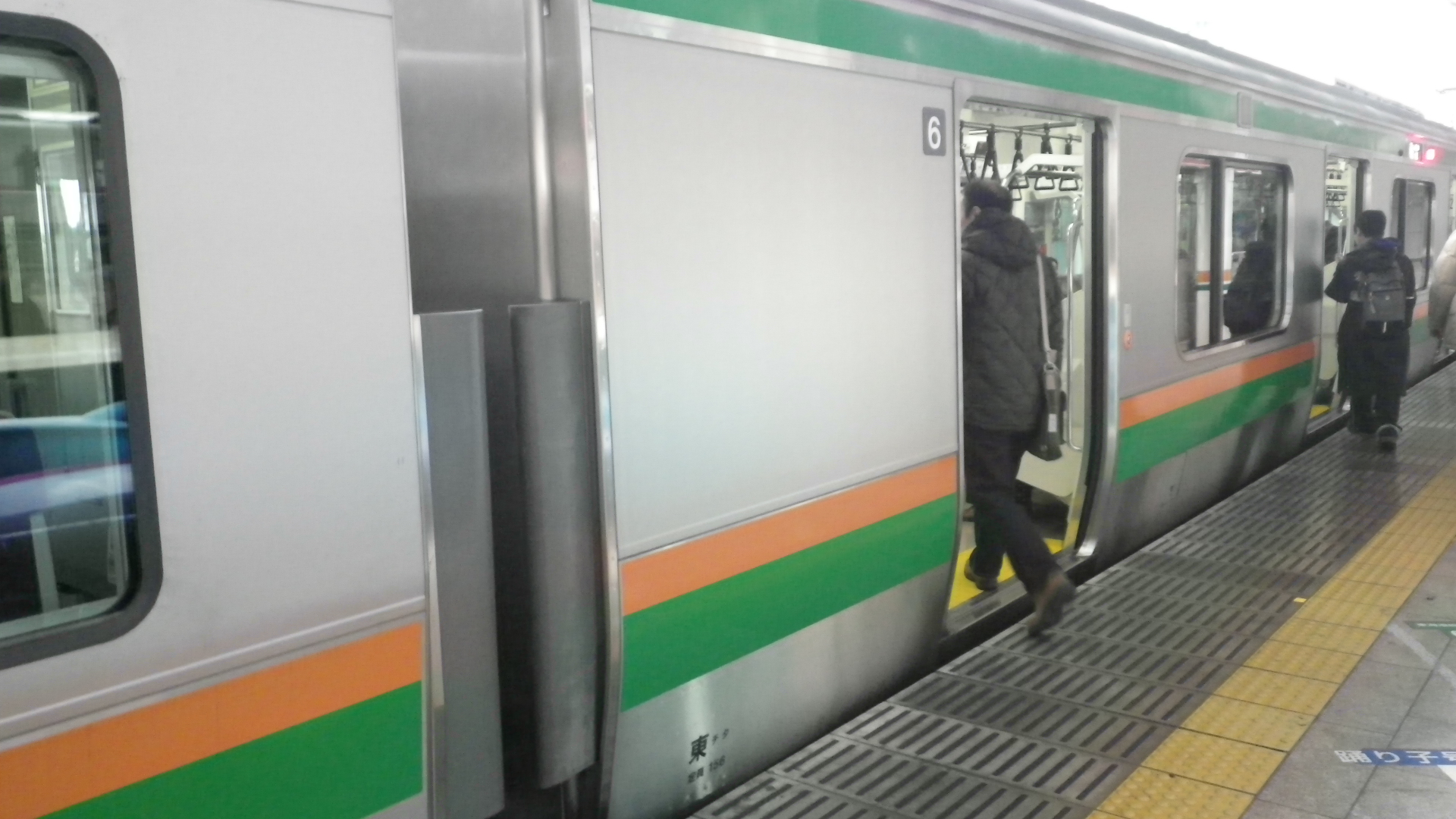
6호차의 화장실 부분의 외관(모하 E232-3808)

#### 전 다카사키 차량센터 소속

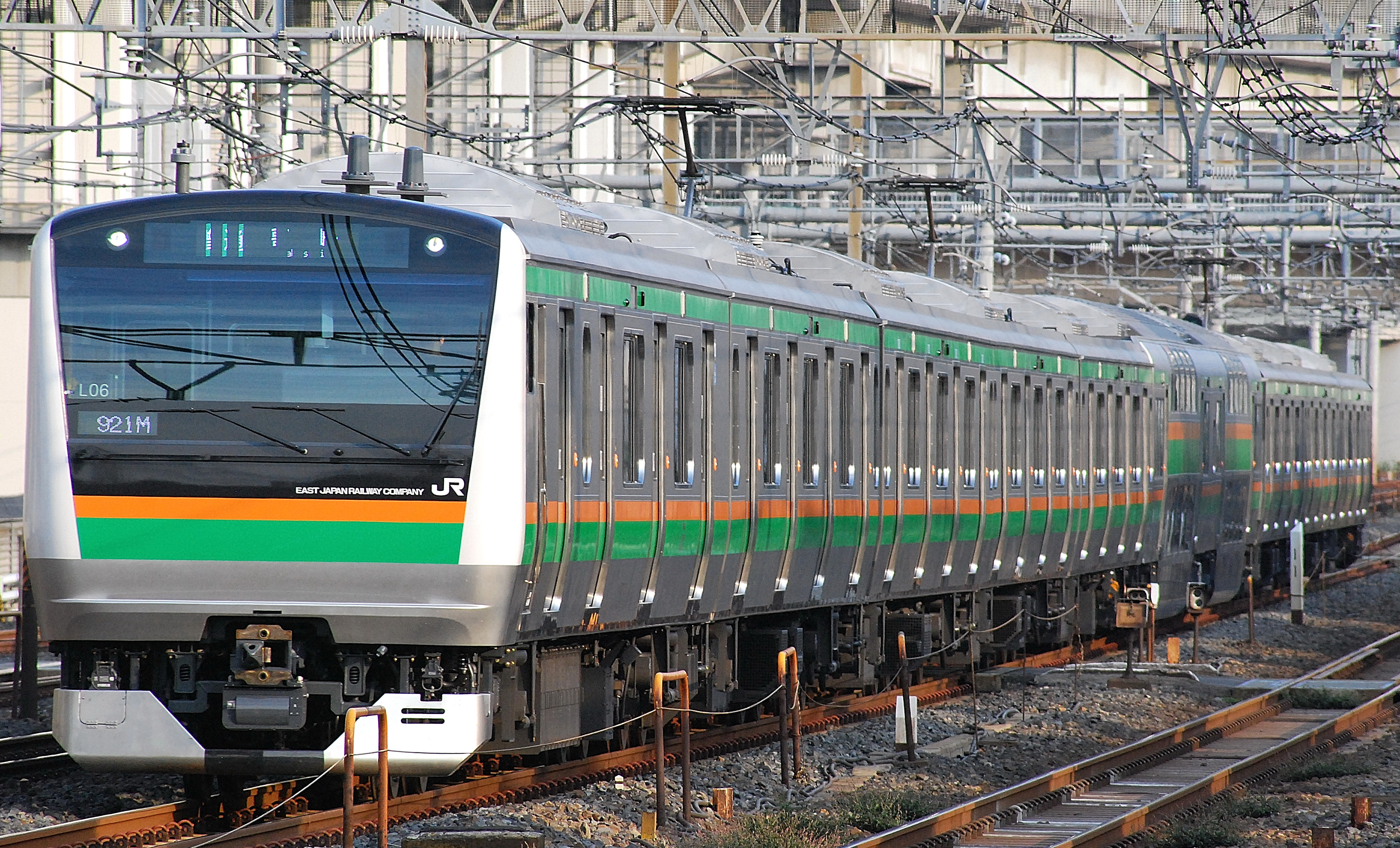
다카사키 선을 운행중인 3000번대
(2012년 10월 2일/오쿠 ~ 아카바네)

2012년도(5월 이후 완성·L01편성 - L17편성과 D01편성 - D16편성 → E17+E67편성 및 U618 - U634편성과 U218편성 - U235편성)에는 도호쿠 본선(우쓰노미야 선)·다카사키 선 계통에서 운용하고 있는 211계의 후계 차종으로 다카사키 차량센터에 배치가 시작되어 앞에 완성되던 원 다마치 소속과 동일한 사양으로 되어 있다. 기본 편성 17편성, 부속 편성 16편성(250량)이 투입되어 2014년 3월 15일의 다이아 개정으로 다카사키 차량센터 소속의 211계의 교체를 완료했다. 또한 이들 3000번대는 최종적으로 다마치 소속(현재의 고즈 소속·다카사키 소속 모두 기본 편성이 31편성, 부속 편성은 30편성이 제조되었다.
2012년 9월 1일부터 도호쿠 본선(우쓰노미야 선) 우에노 역 - 다카사키 - 료모 선 마에바시 역 간 다카사키 선 열차로 영업 운행을 시작했으며, 2013년 3월 16일부터는 우쓰노미야 선 오미야 역 이북에서도 영업 운행을 시작했다. 다카사키 소속은 원 다마치 소속에 이어 계속 니쓰 차량 제작소(현:종합 차량 제작소 니쓰 사업소)에서 제조되었으나 그린차는 도큐 차량 제조(현:종합 차량 제작소 요코하마 사업소)와 가와사키 중공업에서 제조되었다. 2015년 3월 14일부터 우에노토쿄라인 개통에 맞추어 오야마 차량센터로 차적이 변경되었다.

#### 사양
차체의 띠색은 E231계 근교형과 동일한 '쇼난색'이며 편성 형태도 E231계 근교형에 준한 것으로 기본 편성이 되는 10량 편성과 부속 편성이 되는 5량 편성으로 구성된다. 기본 편성의 4·5호차에는 2층 그린차가 연결되고 있다. 보통차의 객실 설비에 대해서는 기본적으로 통근형에 준한 사양이다. 또한 홈 검지 센서의 설치 준비 공사가 이루어지고 있다.
보통차의 좌석은 롱시트가 기본이지만, 기본 편성 양단의 2량(1·2·9·10호차)과 부속 편성의 마에바시 방면 2량(14·15호차)은 세미 크로스시트를 배치하고 있다. 휠체어 스페이스는 각 선두차에 배치하고 있는 것 외에 롱시트의 선두차(11호차)에 대해 모든 손잡이봉과 손잡이를 50mm 낮춘 우선석과 같은 사양의 것으로 했다.
화장실 설비는 10량 편성의 양단 선두차(1·10호차)와 부속 편성의 아타미 방향 선두차(11호차)의 연결면측에 전동 휠체어 대응의 대형 화장실(진공 흡인식 서양식)을 설치했다(다마치·다카사키 차량센터 소속 차량은 6호차에도 일반용 화장실을 설치). 출입구의 통로폭은 E231계보다 넓은 850mm지만, E531계와 같이 변칙적인 도어 배치는 하고 있지 않다. 차내 안내 표시기는 통근형과 달리 LED에 의한 2단 문자 스크롤 표시식을 도어 상부에 설치하고 있다). 도어 엔진은 E233계로서는 첫 리니어모터 구동식이 되었으며 게다가 0번대와 같이 반자동 기능과 3/4 개폐기능을 보유하고 있다).
그린차
근교형 사양이 되는 3000번대에서는 2층 그린차를 2량 연결했다. 설계 자체는 E231계나 E531계로 운용되고 있는 차량에 준한 것이다.
차량은 양단부가 단층 구조가 되어 차체 중앙부가 2층 구조가 되고 있다. 좌석은 모두 회전식 리클라이닝 시트를 배치하고 있다. 좌석은 단층부와 1층부가 적자계색, 2층부가 파랑계색이 되고 있다. 또한 선반은 단층석에만 설치되어 있다. 그 외 그린차 Suica 시스템에 대응시키기 위해 각 좌석의 천정부에는 Suica(상호 이용 가능한 IC카드를 포함한다)를 터치하기 위한 장치(R/W <리더/라이터>)가 장착되어 각 좌석의 테이블에는 Suica 시스템 이용 방법의 안내 스티커가 첨부되었다. 승객용 출입문의 실내측은 스텐레스무도장 마무리로 하여 출입문 유리는 단판유리를 접착 방식으로 고정하는 것이다.
사로 E233형 3000번대에는 아타미 방향의 데크에 서양식 화장실과 세면소를 갖추어 사로 E232형 3000번대의 도쿄 방향의 데크에는 승무원실과 업무용실(1등차 승무원의 준비실)을 설치한다. 또한 업무용실에는 차내 판매에 대응하기 위해 냉장고나 커피 메이커등이 설치되어 있다. 이러한 차량의 냉방 장치는 출력 23.3kW(20,000kcal/h)의 AU729형 2대를 탑재했다.
도카이도 선에서 여성 그린차 승무원 폭행 사건이 다발했기 때문에 승강구(데크)와 승무원실·업무용실앞에 방범 카메라가 설치되었다.

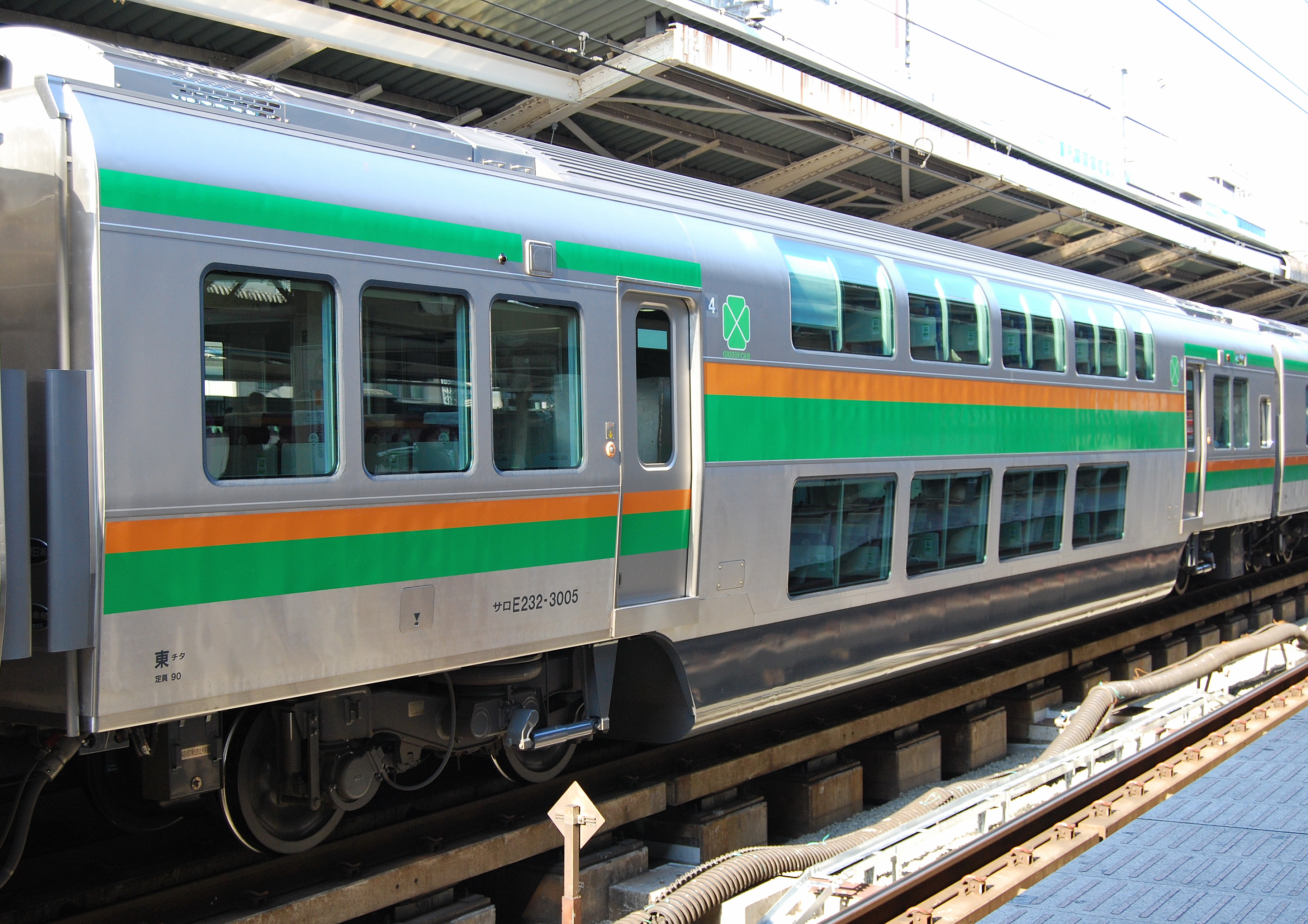
사로 E232-3005
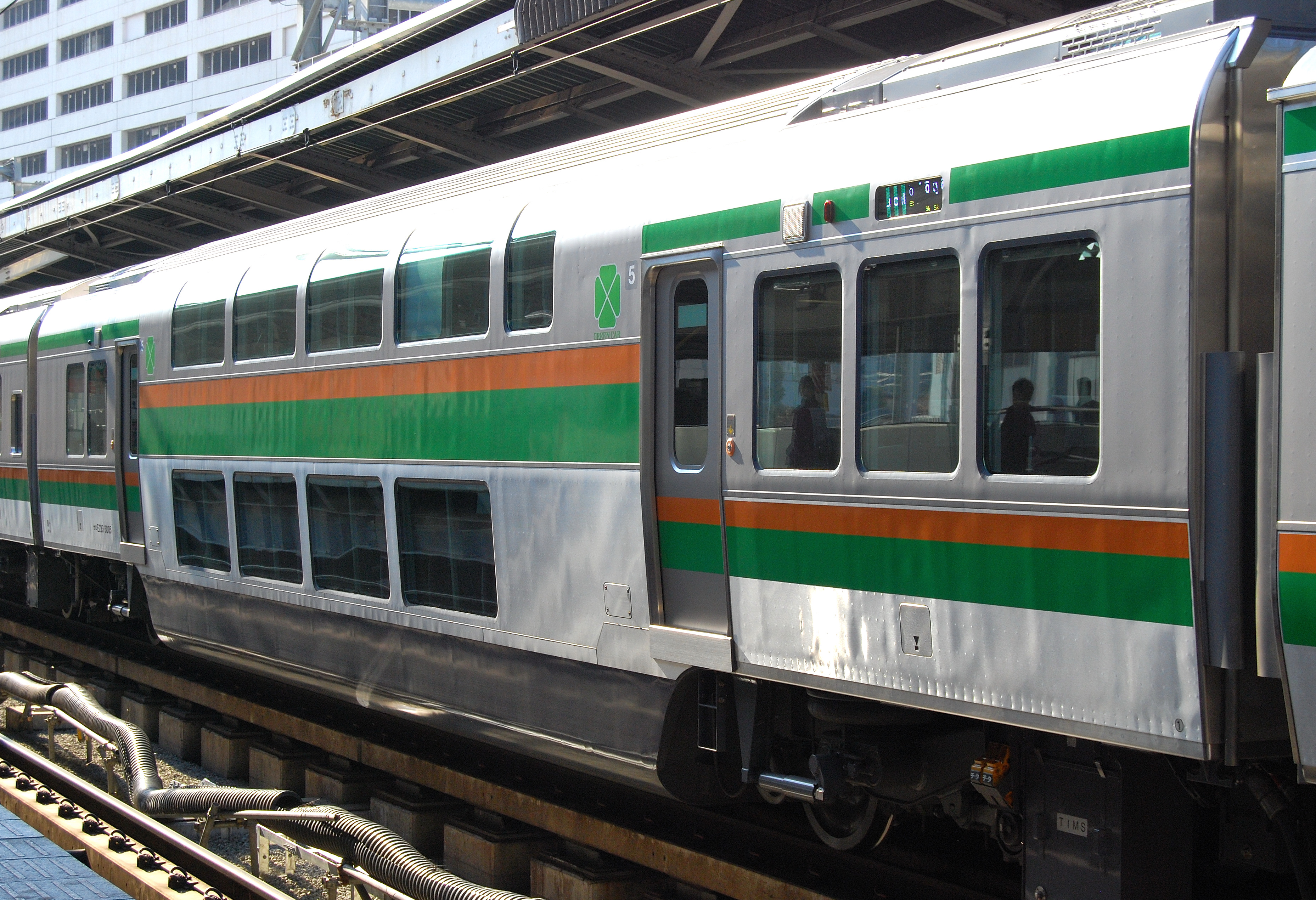
사로 E233-3005
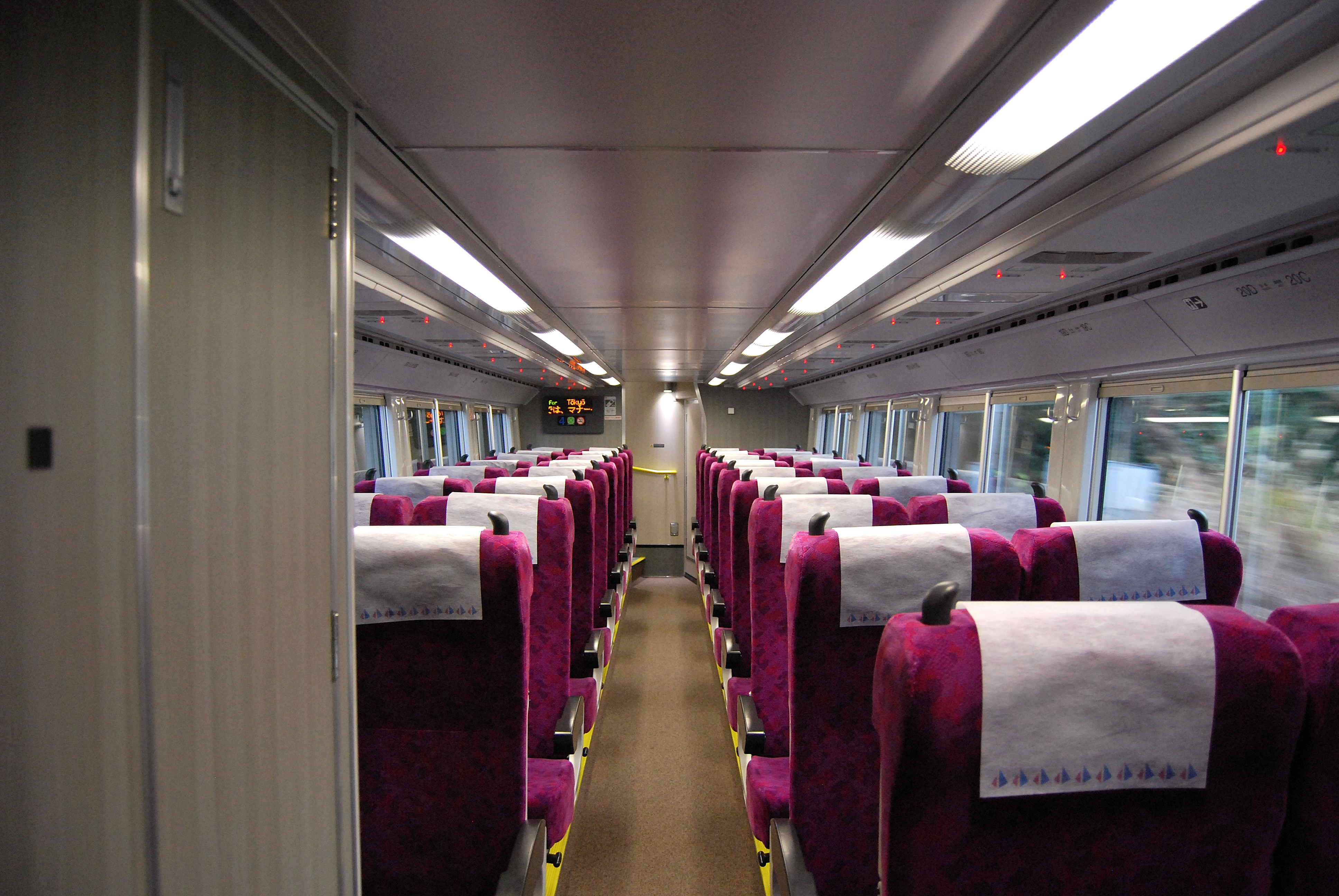
그린차 1층의 차내
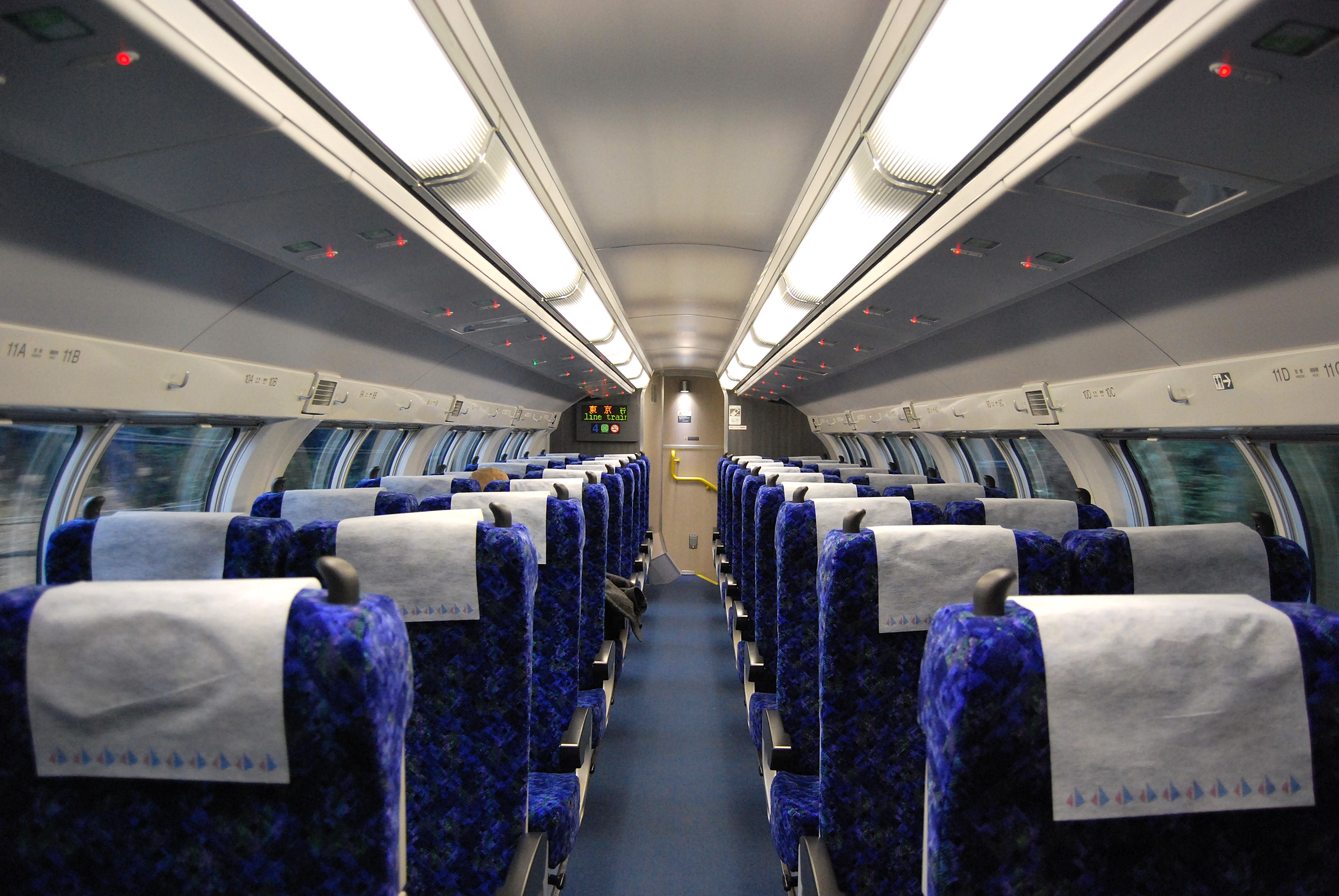
그린차 2층의 차내
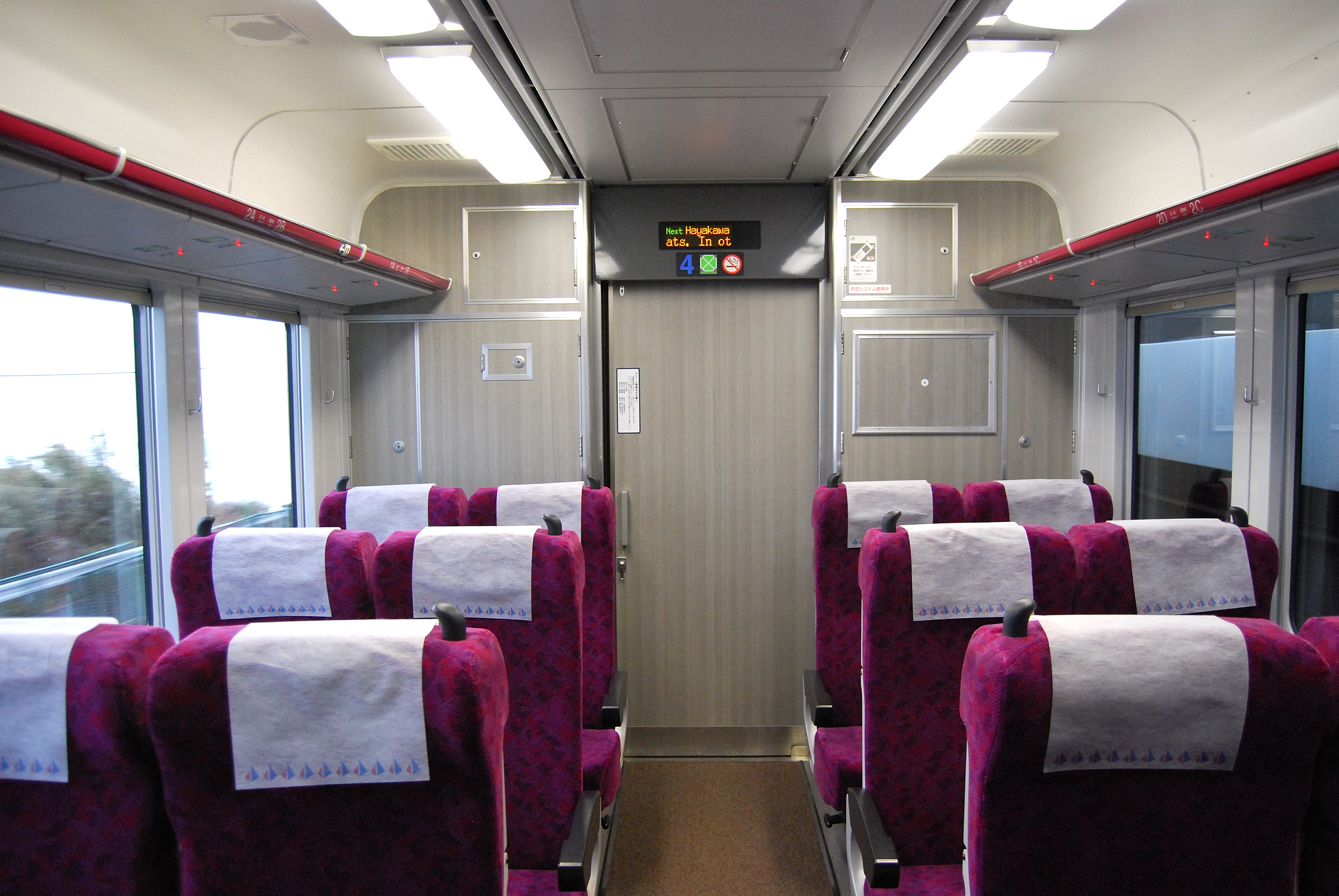
그린차 단층 부의 차내

주행 기기
고즈 소속 초기 편성의 VVVF 인버터 장치는 먼저 완성되어 있던 0번대·1000번대에 채용된 미쓰비시 전기의 SC85형 계열과는 달리 해당 번대에는 히타치 제작소의 SC90형이 채용되고 있다. MT비는 기본 편성이 6M4T, 부속 편성이 2M3T로 같이 운용되는 E231계 근교형보다 높은 편이지만, 기동 가속도는 E231계에 맞춘 2.3km/h/s로 설정되어 있다. 원 다마치 소속 및 다카사키 소속에서는 신규로 개발한 SC98형이 채용되고 있으며 SC90형과 비교하여 소형 경량화 및 신뢰성 향상을 도모하고 있다. 또한 E231계와 본 계열은 시스템이 다르지만 TIMS에는 E231계와 병결했을때에 상호의 인터페이스를 도모하는 병결 대응 기능이 추가되어 있다.
대차는 E233계에서는 처음으로 보통차를 포함한 전차량에 요댐퍼가 설치되었다. 보안 장치는 E231계 근교형과 같이 ATS-P형과 도카이 여객철도(JR 도카이) 구간의 입선에 대응하는 속도 대조 조사기능 부가 ATS-SN형을 탑재한다.

#### 편성 구성
- 기본 편성과 부속 편성을 병결할때는 기본 편성이 아타미 방향, 부속 편성이 도쿄 방향이 된다
- 10량 편성(기본 편성)은 우에노 아타미 방향 1호차·도쿄·마에바시·구로이소 방향 10호차.5량 편성(부속 편성)은 우에노·아타미 방향 11호차·도쿄·마에바시·구로이소방향 15호차
- 범례
  - [車]WC…전동 휠체어 대응 대형 서양식 화장실, WC…서양식 화장실, [洗]…세면소
  - [乗]…승무원실, [業]…업무용실

고즈 차량 센터 소속 차량
|                         |            | ←도쿄아타미→    |                 |                 |                 |                 |                        |                        |                 |                 |                 |
|                         |            |                 |                 |                 |                 |                 |                        |                        |                 |                 |                 |
| 10량 편성 （기본 편성） | 호차       | 10              | 9               | 8               | 7               | 6               | 5                      | 4                      | 3               | 2               | 1               |
| 10량 편성 （기본 편성） | 형식       | 쿠하 E233 -3000 | 모하 E233 -3200 | 모하 E232 -3200 | 모하 E233 -3000 | 모하 E232 -3000 | 사로 E233 -3000 그린샤 | 사로 E232 -3000 그린샤 | 모하 E233 -3400 | 모하 E232 -3400 | 쿠하 E232 -3000 |
| 10량 편성 （기본 편성） | 좌석       | 세미크로스      | 세미크로스      | 롱시트          | 롱시트          | 롱시트          | 1등차                  | 1등차                  | 롱시트          | 세미크로스      | 세미크로스      |
| 10량 편성 （기본 편성） | 그 외 설비 | [車]WC          |                 |                 |                 |                 | WC, [洗]               | [乗], [業]             |                 |                 | [車]WC          |
| 10량 편성 （기본 편성） | 탑재 기기  |                 |                 | CP              |                 | CP,SIV          |                        |                        |                 | CP,SIV          |                 |
| 5량 편성 （부속 편성）  | 호차       | 15              | 14              | 13              | 12              | 11              |                        |                        |                 |                 |                 |
| 5량 편성 （부속 편성）  | 형식       | 쿠하 E233 -3500 | 사하 E233 -3000 | 모하 E233 -3600 | 모하 E232 -3600 | 쿠하 E232 -3500 |                        |                        |                 |                 |                 |
| 5량 편성 （부속 편성）  | 좌석       | 세미크로스      | 세미크로스      | 롱시트          | 롱시트          | 롱시트          |                        |                        |                 |                 |                 |
| 5량 편성 （부속 편성）  | 그 외 설비 |                 |                 |                 |                 | [車]WC          |                        |                        |                 |                 |                 |
| 5량 편성 （부속 편성）  | 탑재기기   |                 | CP              |                 | CP,SIV          |                 |                        |                        |                 |                 |                 |

다마치 차량 센터 소속 및 다카사키 차량 센터 및 오야마 차량 센터 소속 차량
|                         |            | ←도쿄·마에바시·구로이소우에노·아타미→ |                 |                 |                 |                 |                        |                        |                 |                 |                 |
|                         |            |                                       |                 |                 |                 |                 |                        |                        |                 |                 |                 |
| 10량 편성 （기본 편성） | 호차       | 10                                    | 9               | 8               | 7               | 6               | 5                      | 4                      | 3               | 2               | 1               |
| 10량 편성 （기본 편성） | 형식       | 쿠하 E233 -3000                       | 모하 E233 -3200 | 모하 E232 -3000 | 모하 E233 -3400 | 모하 E232 -3800 | 사로 E233 -3000 그린샤 | 사로 E232 -3000 그린샤 | 모하 E233 -3000 | 모하 E232 -3400 | 쿠하 E232 -3000 |
| 10량 편성 （기본 편성） | 좌석       | 세미크로스                            | 세미크로스      | 롱시트          | 롱시트          | 롱시트          | 그린차                 | 그린차                 | 롱시트          | 세미크로스      | 세미크로스      |
| 10량 편성 （기본 편성） | 그 외 설비 | [車]WC                                |                 |                 |                 |                 | WC, [洗]               | [乗], [業]             |                 |                 | [車]WC          |
| 10량 편성 （기본 편성） | 탑재 기기  |                                       |                 | CP              |                 | CP,SIV          |                        |                        |                 | CP,SIV          |                 |
| 5량 편성 （부속 편성）  | 호차       | 15                                    | 14              | 13              | 12              | 11              |                        |                        |                 |                 |                 |
| 5량 편성 （부속 편성）  | 형식       | 쿠하 E233 -3500                       | 사하 E233 -3000 | 모하 E233 -3600 | 모하 E232 -3600 | 쿠하 E232 -3500 |                        |                        |                 |                 |                 |
| 5량 편성 （부속 편성）  | 좌석       | 세미크로스                            | 세미크로스      | 롱시트          | 롱시트          | 롱시트          |                        |                        |                 |                 |                 |
| 5량 편성 （부속 편성）  | 그 외 설비 |                                       |                 |                 |                 | [車]WC          |                        |                        |                 |                 |                 |
| 5량 편성 （부속 편성）  | 탑재기기   |                                       | CP              |                 | CP,SIV          |                 |                        |                        |                 |                 |                 |

- CP는 모하 E232형 각 차량과 사하 E233형에 탑재
- SIV는 모하 E232형 3000번대, 3400번대, 3600번대에 탑재
- 모하 E233형 3000번대와 모하 E233형 3600번대에는 예비 팬터그래프 탑재

#### 그 밖의 내용
전면의 LED식 표시기는 종래의 근교형 차량에서는 종별이나 노선명 만의 표시였지만, 해당 차량에서는 종래의 통근형과 같이 행선 표시도 실시하여 다른 번대와 같이 종별·행선지와 종별·노선명을 교대로 표시하고 있다. 다만 우쓰노미야 선·다카사키 선 우에노행 상행 열차에서는 '종별·노선명'을 표시하지 않고 '종별·우에노'만 표시한다
역명 대조표가 E231계 근교형과 공통되고 있어 쇼난 신주쿠 라인(보통·쾌속·특별 쾌속), 신에쓰 본선의 행선 표시도 들어 있다. 또한 본 계열에서 유일하게 종별 표시와 행선 표시를 따로 설정할 수 없다.(E231계 근교형과 병결 운행을 고려하고 있기 때문)
2015년 3월 현재 고즈 소속과 오야마 소속은 우에노토쿄라인(도카이도선, 우쓰노미야선, 다카사키선) 누마즈 역 - 구로이소 역 간 및 오미야 역 - 료모 선 마에바시 역 간 운용이다. 그래서 이토 선에서의 운용은 없다. 또한 고즈 소속 초기 편성은 운용 개시부터 2013년 3월 16일의 다이아 개정까지 E217계와 공통 운용이었다. 최근에는 쇼난 신주쿠 라인에 충당되어 E231계 공통 운행 하고 있다.
2009년 4월 중순부터 2010년 3월 상순까지 E217계와 함께 기본 편성 1호차·부속 편성 15호차 전면에 '도카이도선 전노선 개통 120주년 신바시 고베간 1889.2.1/(이)라고 표기된 헤드 마크가 장착되고 있었다. 또한 2011년부터 2013년까지 211계전동차를 대체하기 위해 다마치 차량 센터 소속의 14개편성이, 다카사키 차량센터 소속의 16개편성이 추가로 도입되었다.

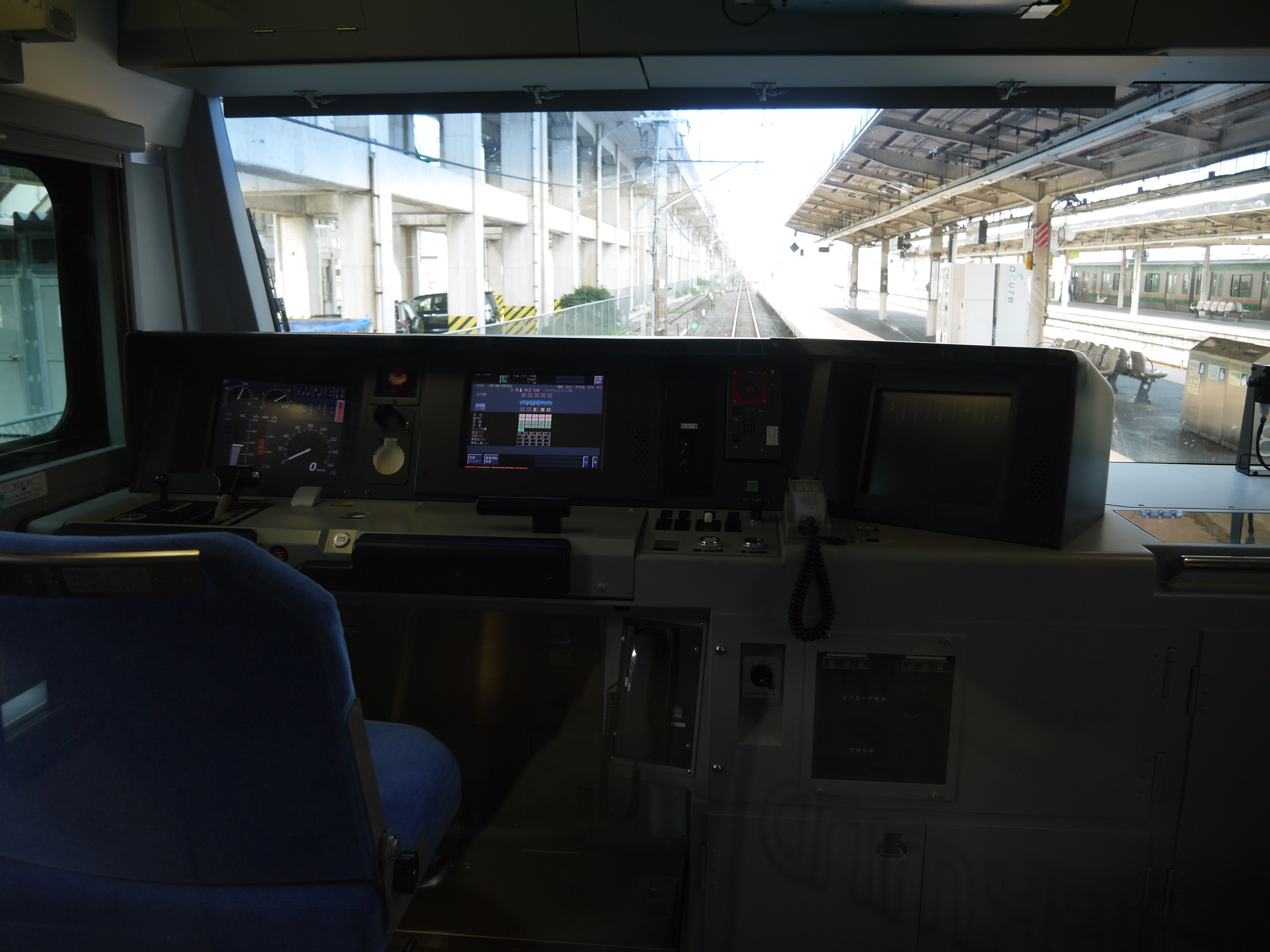
운전대(쿠하 E233-3529)
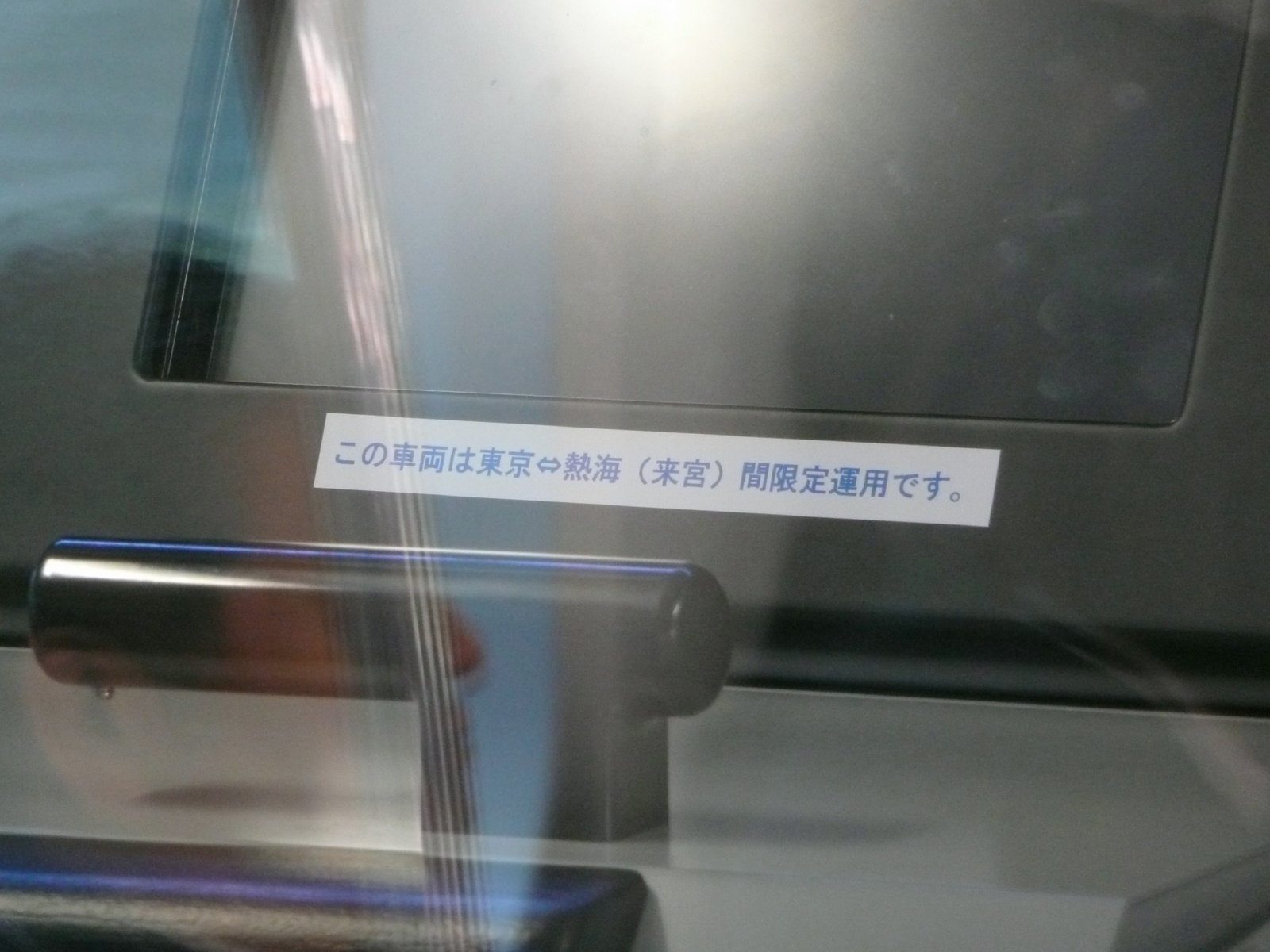
운전대 모니터 장치에 부착된 한정 운용의 표기
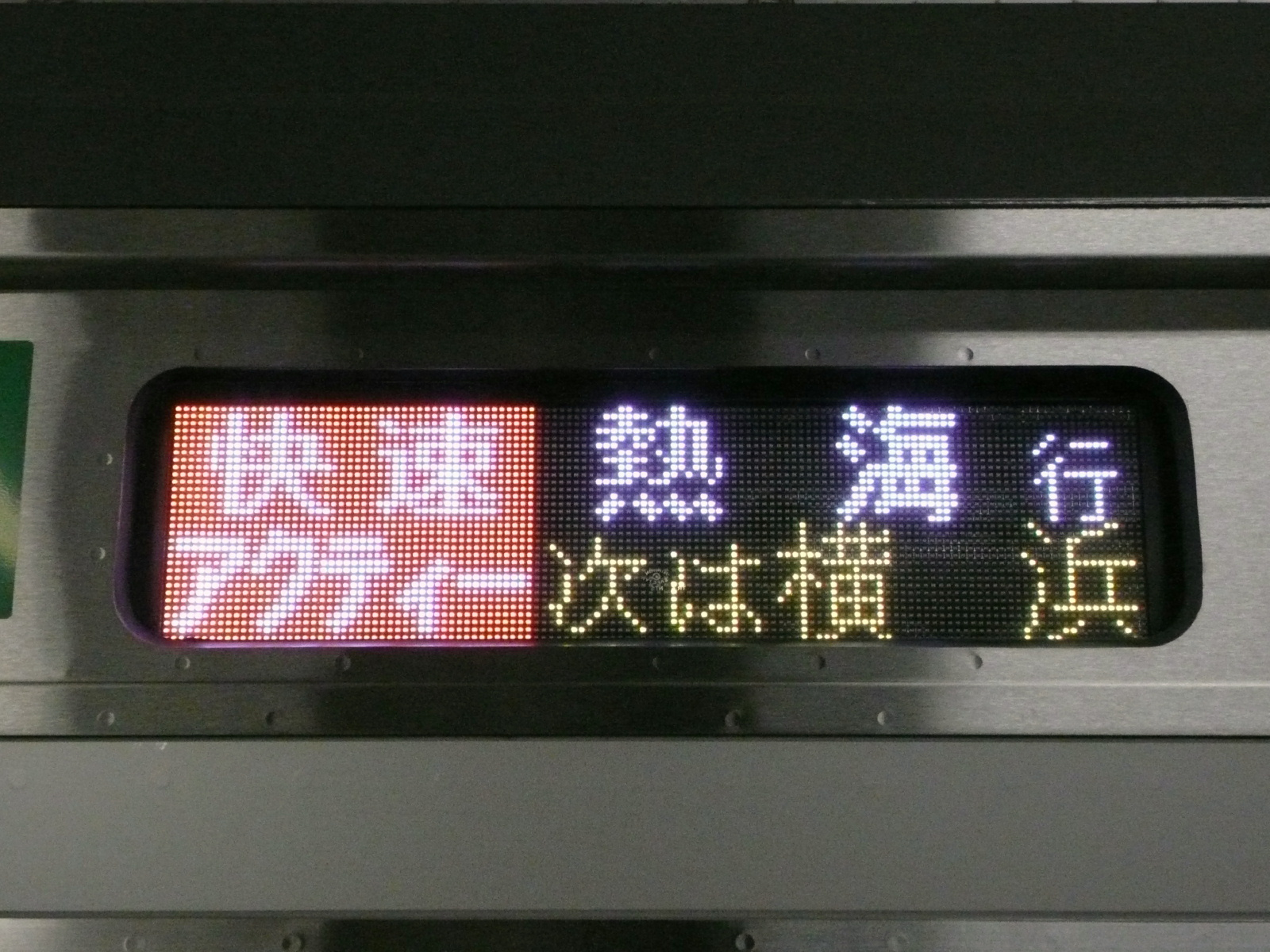
측면의 종별·행선 표시기
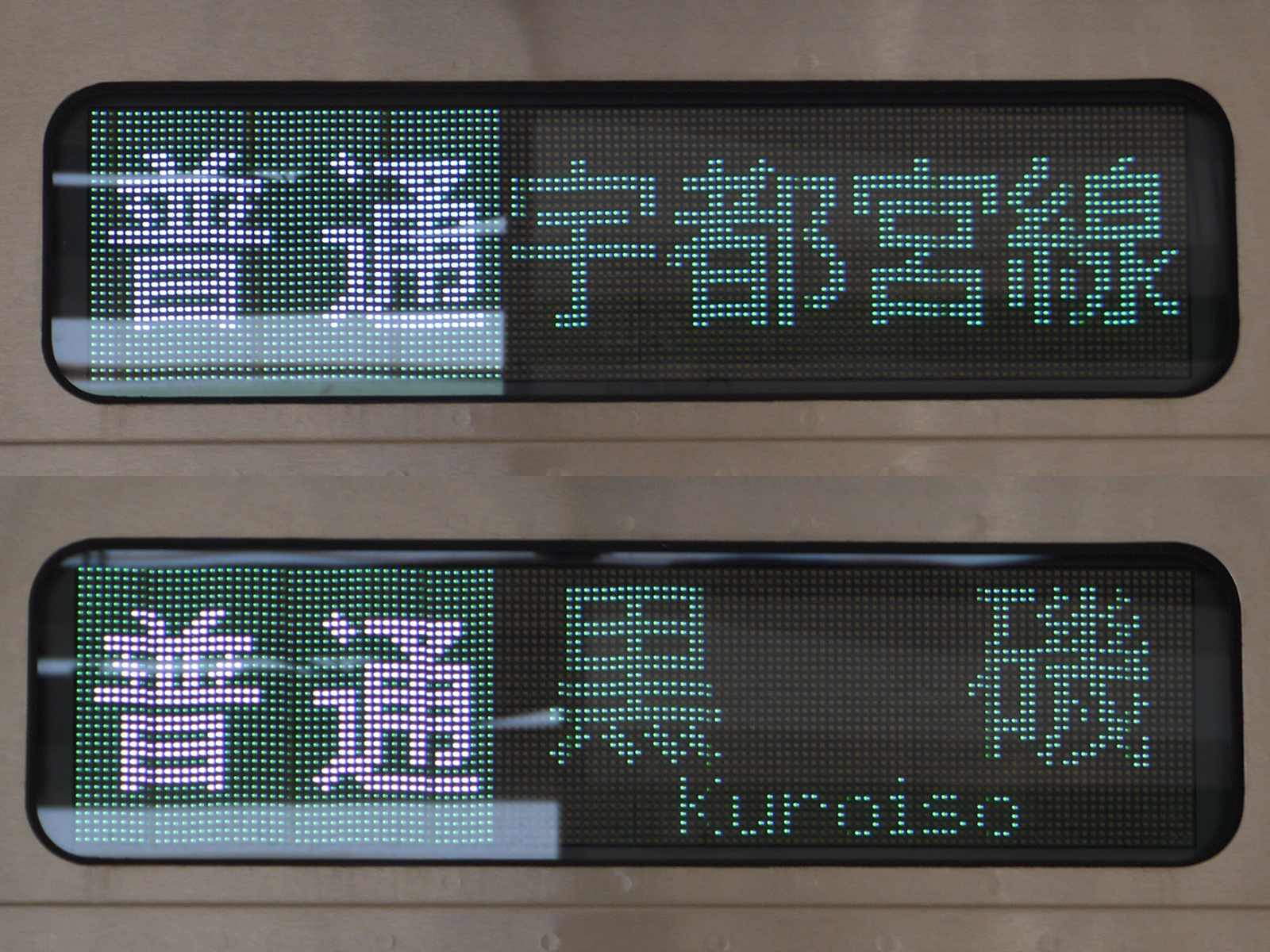
우쓰노미야 선 하행 열차 운용에 한정되는곳 및 노선명이 초록색으로 표시된다.
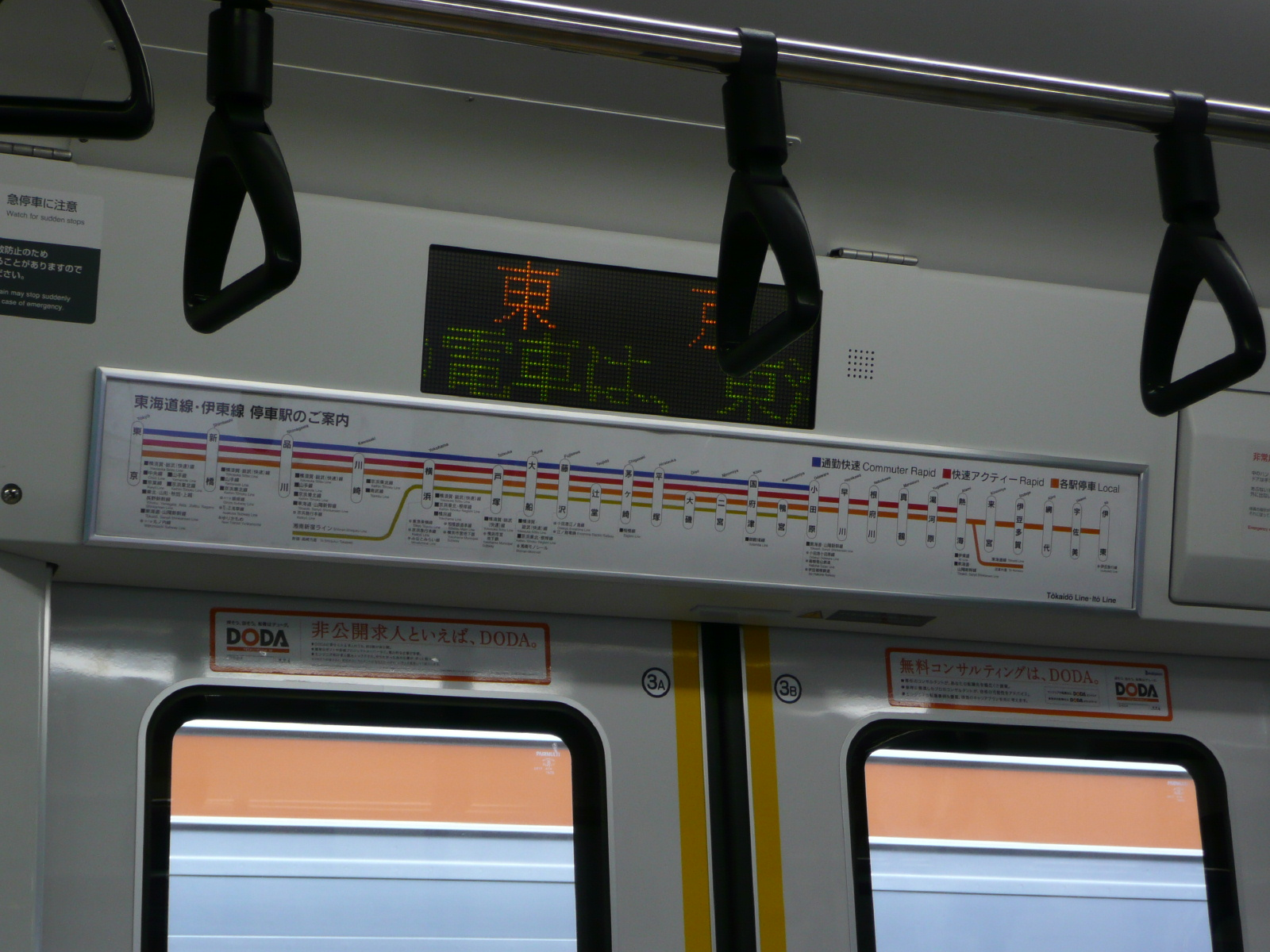
출입문 상부의 안내 표시장치는, 타번대와 달리 LED식이 되고 있다.
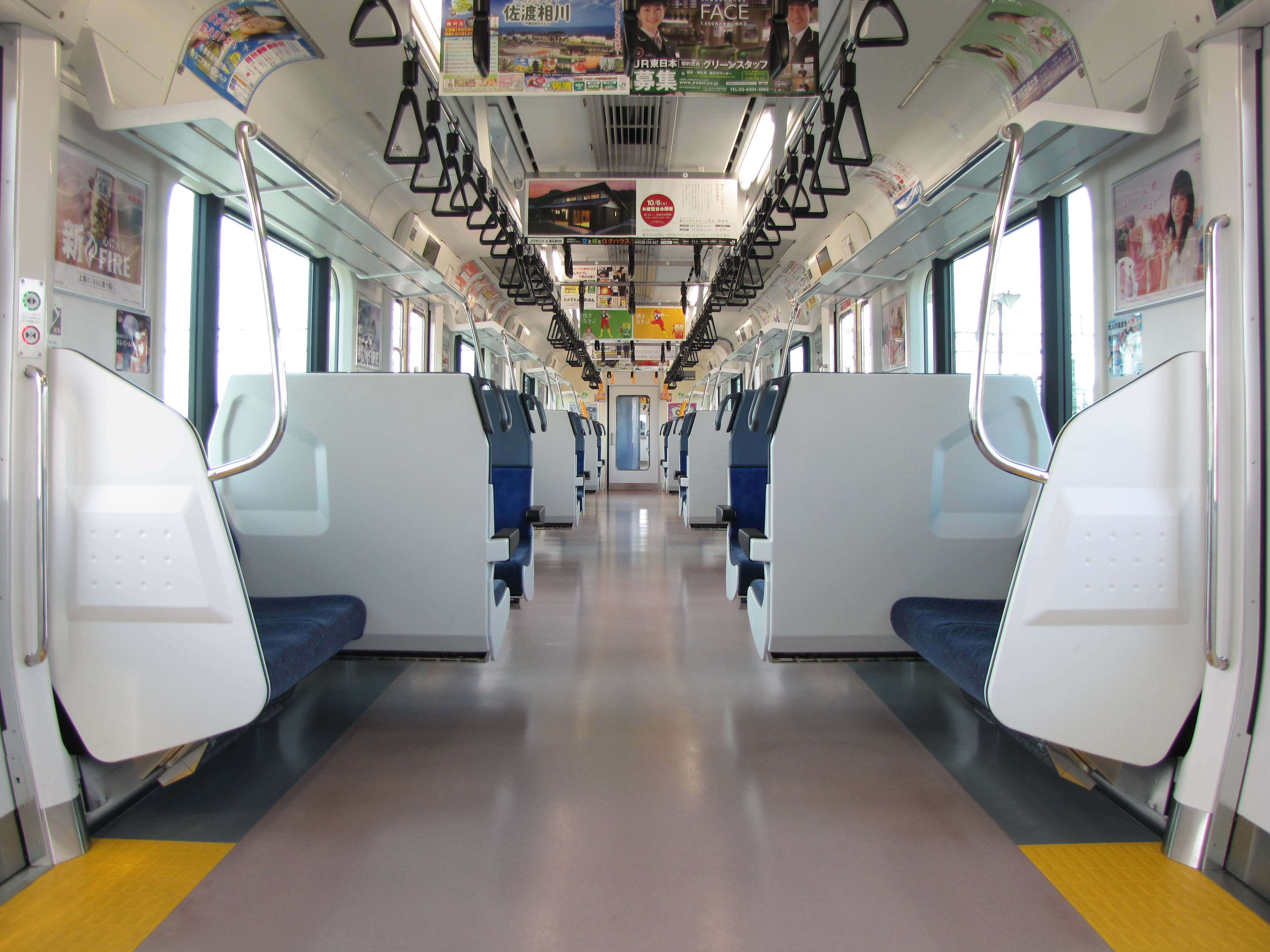
세미 크로스시트 실내(모하 E232-3420)
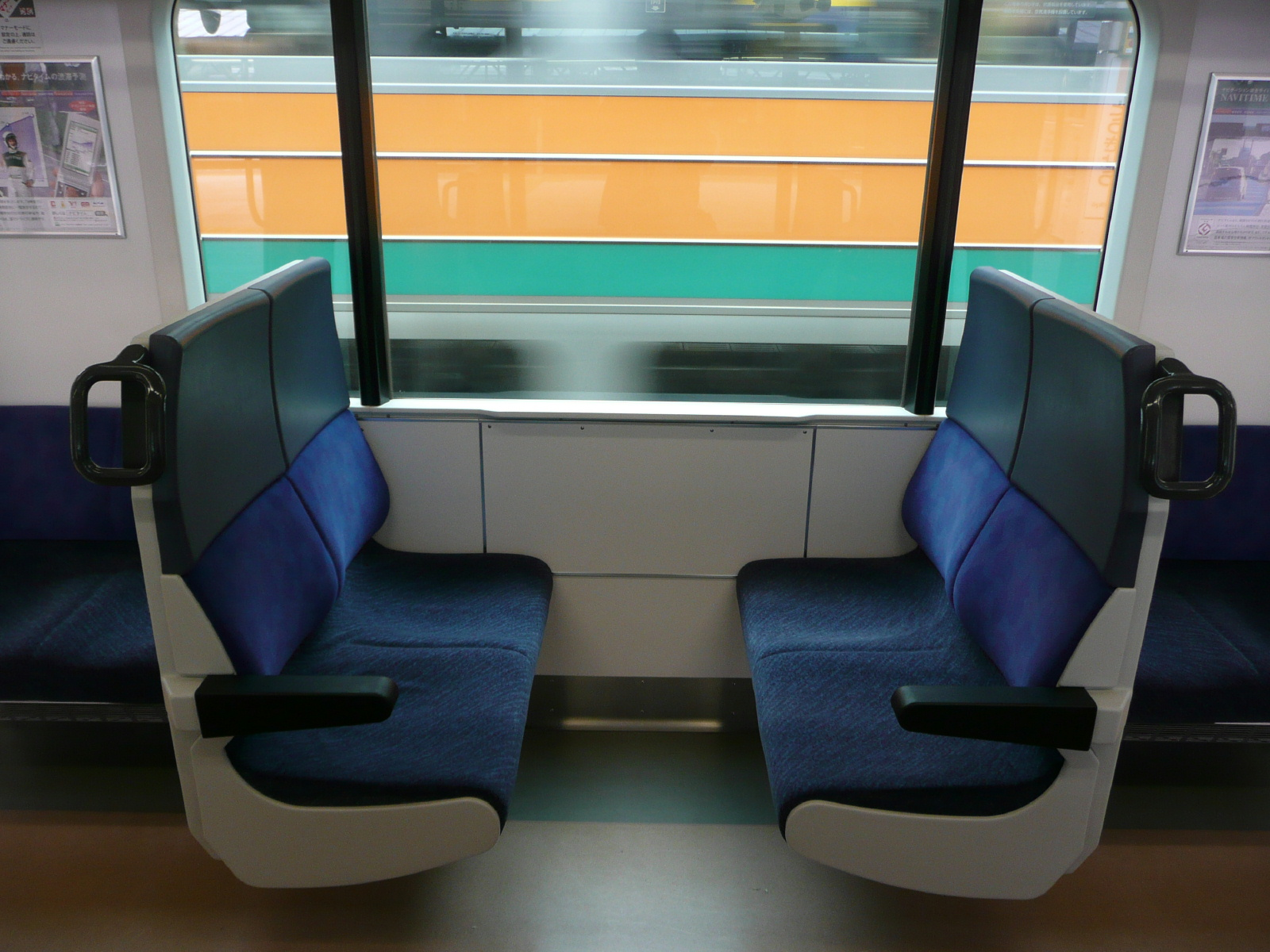
실내 좌석 (세미 크로스）
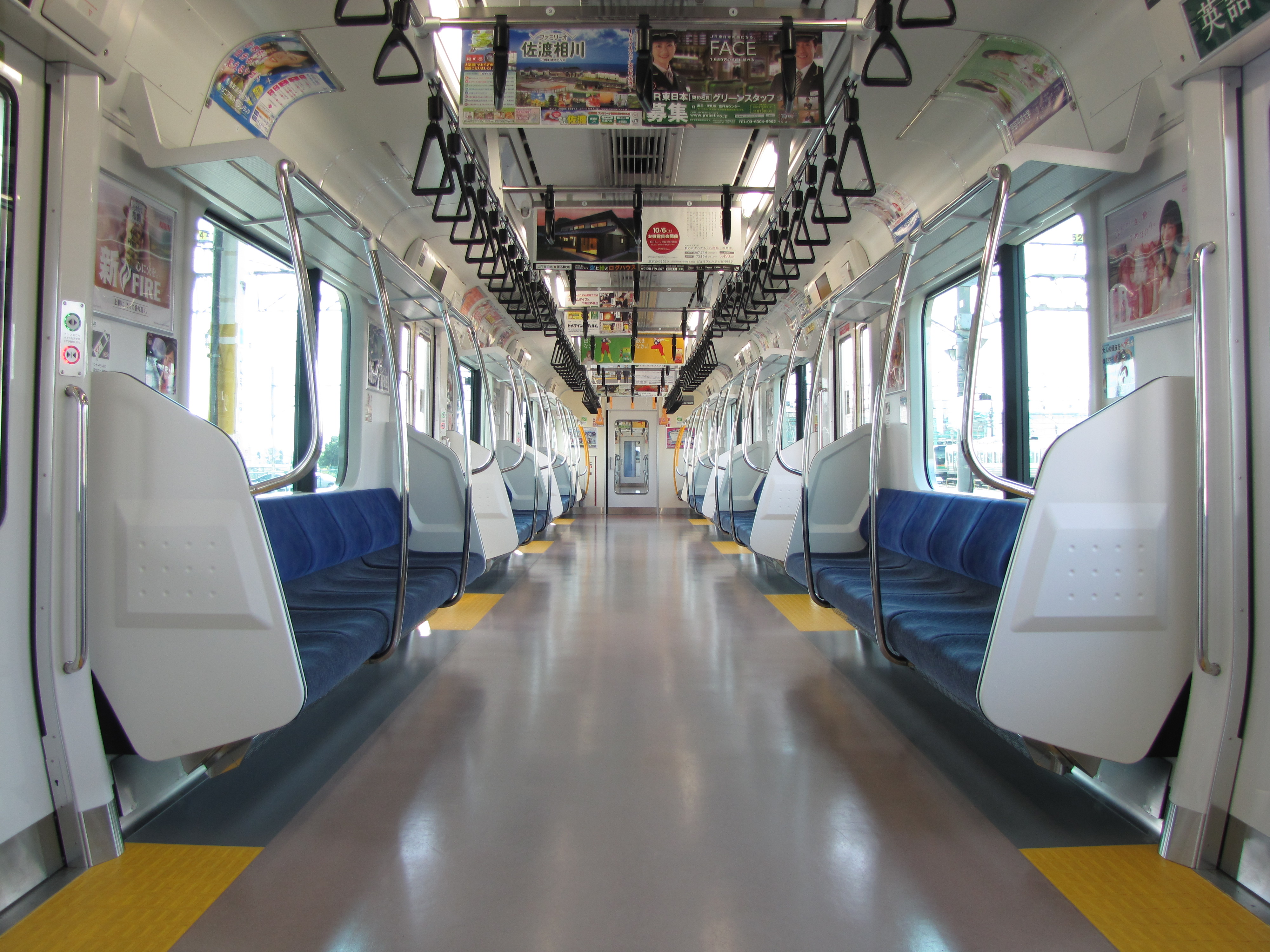
롱시트 차량 실내(모하 E233-3020)
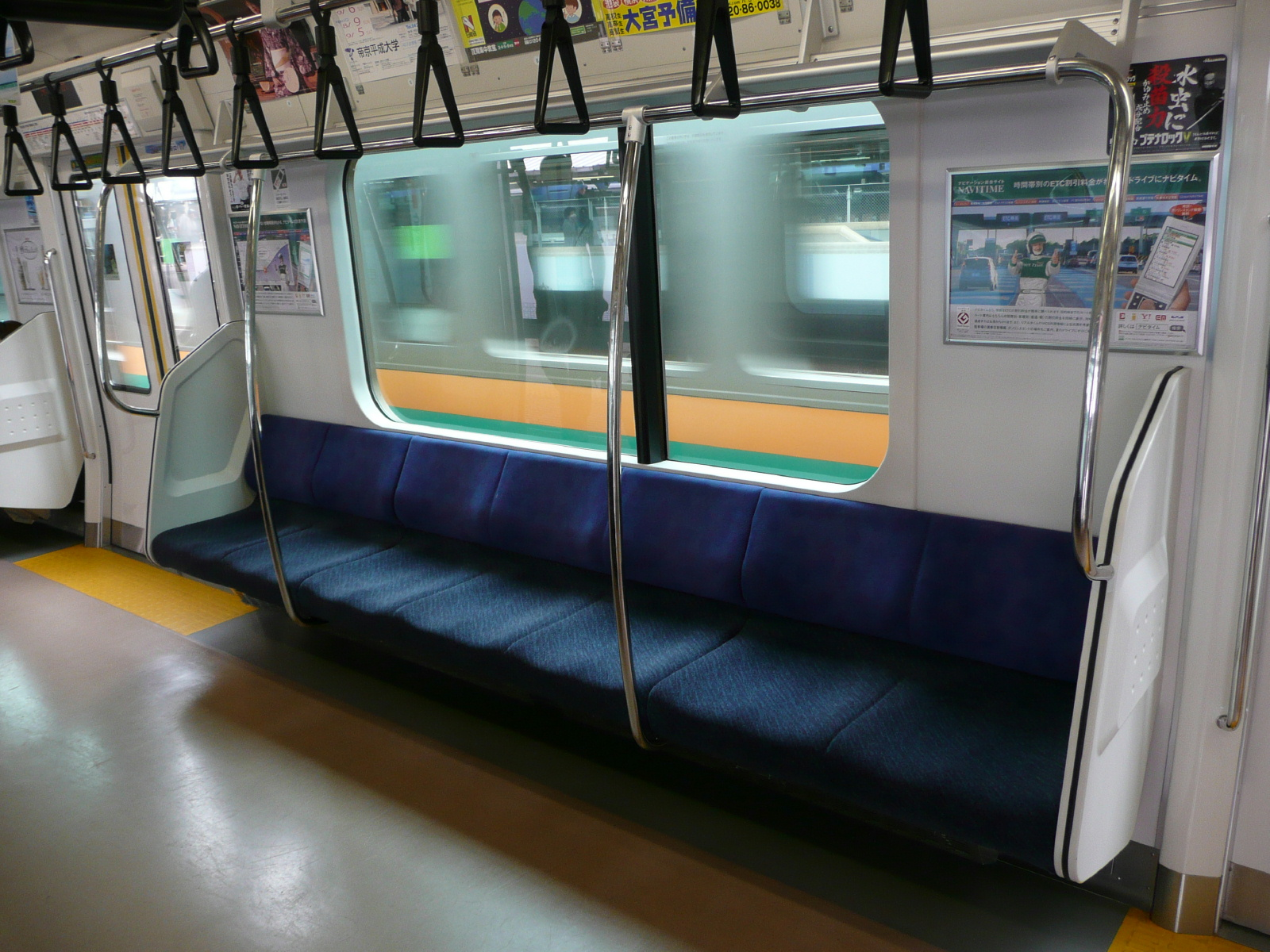
실내 좌석 (롱시트）
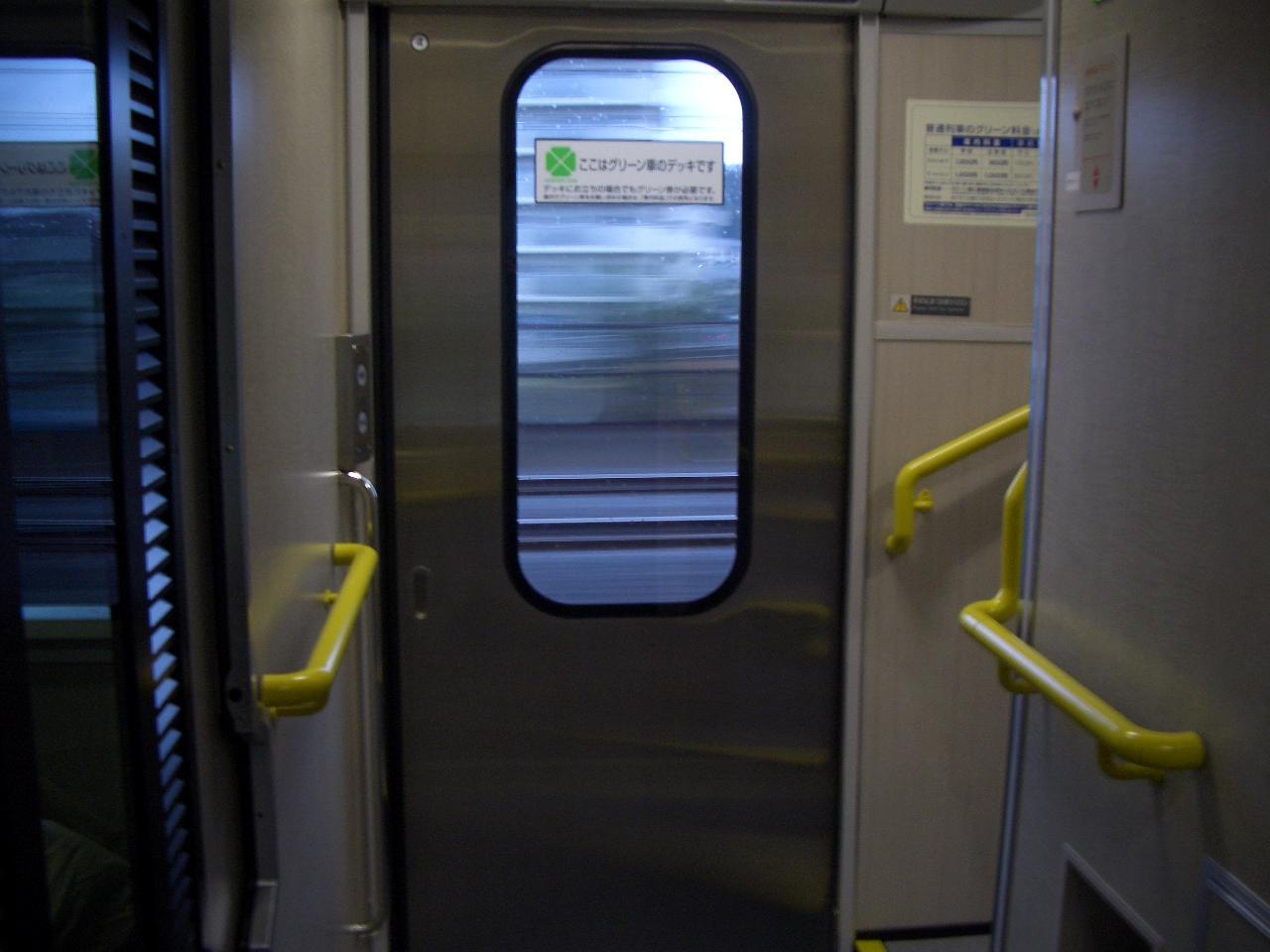
그린차의 승객용 출입문 실내측은 스텐레스무도장 마무리이다.

### 5000번대

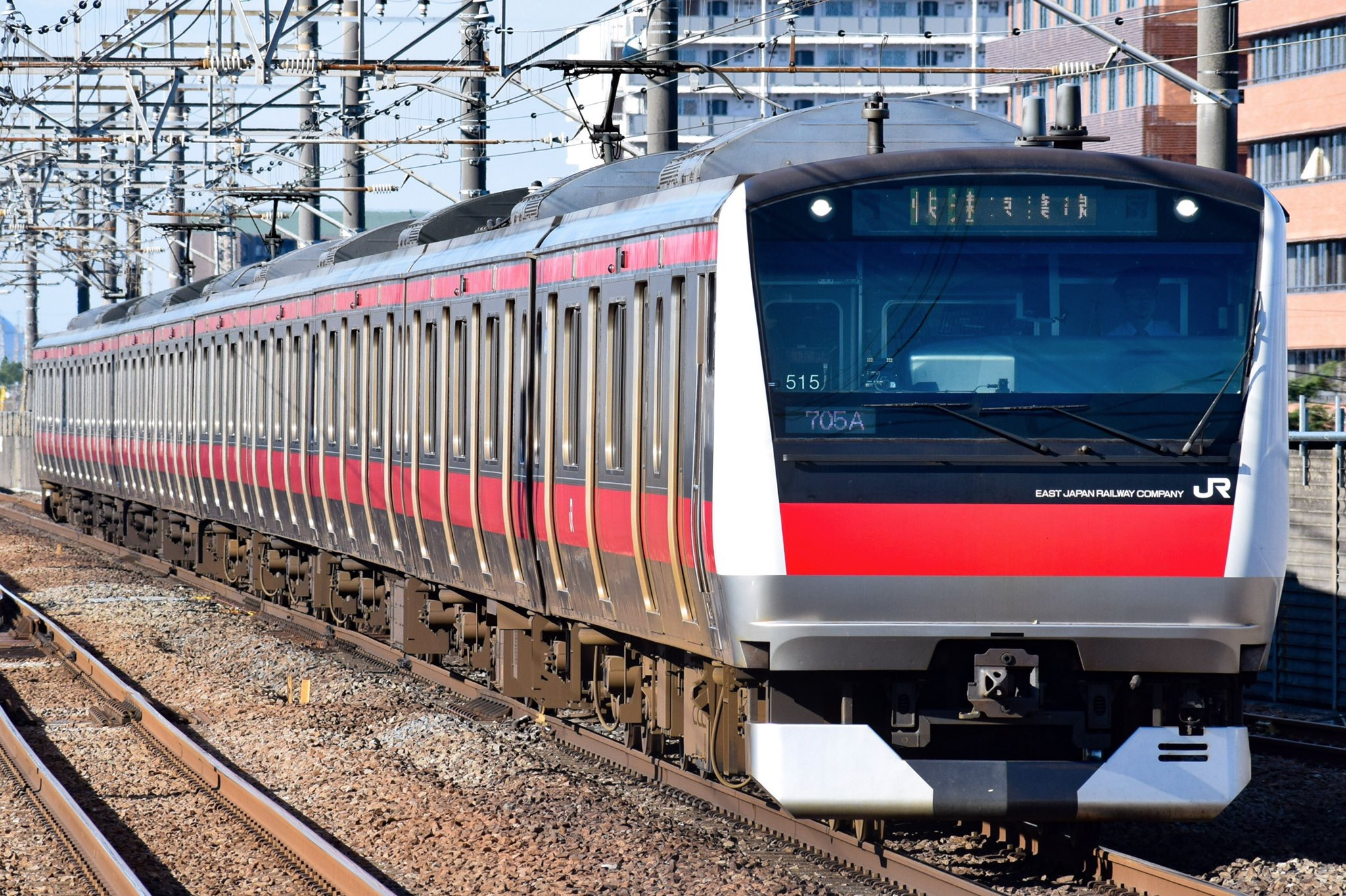
게이요 선에 운행중인 5000번대
(2019년 1월 19일/게미가와하마역）

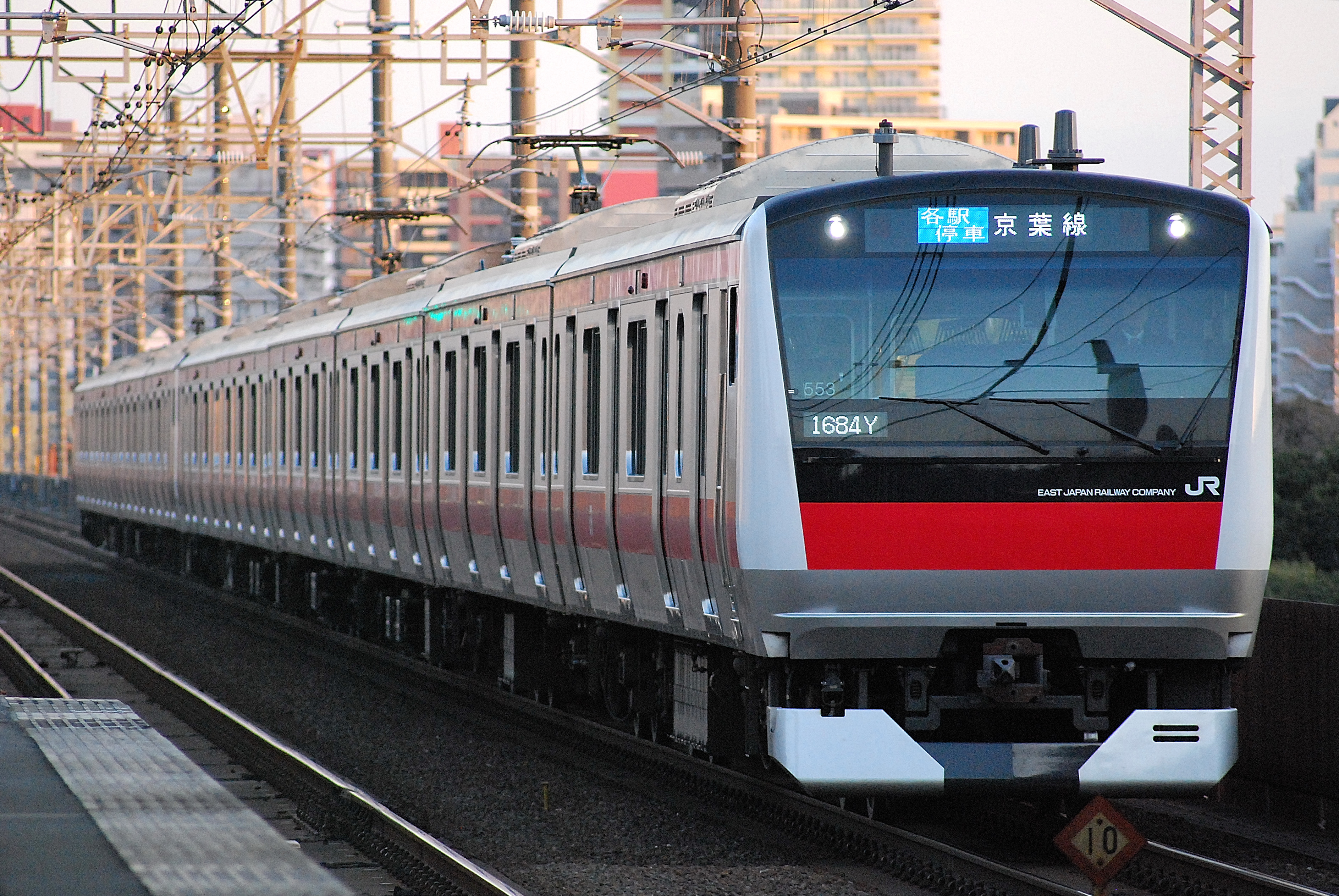
게이요 선을 주행하는 5000번대, 6+4량 분할 편성
(2012년 1월 29일 게미가와하마 역)

게이요 선(게이요 선 차량이 직결운행하는 소토보 선·우치보 선 일부 구간, 도가네 선 전 구간, 니시후나바시 역 - 미나미후나바시 역 간을 포함)전용의 차량으로 번대 구분은 5000번대로 게이요 차량센터에 배치되어 있다. 2010년 7월 1일부터 영업 운행을 시작했으며, 본 번대 구분의 투입에 따라 게이요 선에서 운용되던 201계, 205계를 교체했다.
당초 계획에서의 편성 내역은 10량 고정 편성 21개(210량), 6량+4량 분할 편성 4개(40량)의 총 250량이 투입될 예정이었는데 최종적으로 완성된 편성의 내역은 10량 고정 편성 20개(200량), 6량+4량 분할 편성 4개(40량)총 240대로 10량 고정 편성이 1편성(10량) 적다. 본 번대 구분에서는 전 차량이 니쓰 차량 제작소 제품이다. 덧붙여 E331계는 교체 대상에 들어가 있지 않다.
기본적으로는 현재까지의 차량을 기본으로 하고 있었지만, 게이요 선의 노선 컬라인 와인 레드의 띠를 배치하여 205계에서 시험 도입된 이동 금지 시스템을 차량 신조시에 설치했다</ref>. 해당 노선에서 운용하고 있는 201·205계에 맞춰 도쿄방면 선두차를 1호차, 소가방면 선두차를 10호차로 하고 있다. 또한 해당 노선의 201계 교체도 실시하는 것에 수반하여 10량 고정 편성 외에 6량+4량 분할 편성도 도입했다. 덧붙여 6량+4량 분할편성에 대해서는 도쿄방면의 6량 편성은 1 - 6호차, 4량 편성은 7 - 10호차로 6·7호차간의 선두차에는 전기 연결기를 탑재했다. 객실 내장은 1000번대나 2000번대에 준거한 것이며 좌석표지는 파랑계색을 채용했다. 도어 엔진에는 3000번대와 같이 리니어 모터식 구동식을 사용한다. 휠체어 스페이스는 10량 고정 편성의 양선두차와 분할 편성의 10량 조성시 양단 선두차에 설치했다(6·7호차 선두차는 비설치). 또한 편성중의 양단 1호차와 10호차에서는 모든 손잡이봉과 손잡이 높이를 우선석과 같은 높이로 하고 있다. 출입문에는 '3/4 개폐 기능' 스위치가 탑재되어 소토보 선·우치보 선, 도가네 선에서 장시간 정차시에 사용한다.
또한 이 그룹에서는 출입문 상부의 17인치 와이드 디스플레이로 안내하는 운행 정보나 뉴스의 표시에 모바일 WiMAX(고속 라디오 커뮤니케이션)를 활용하여 영상 광고·뉴스·일기 예보등의 방송을 전달 가능하게 하고 있다.
제어장치, 보조 전원장치·대차 등의 주행 기기류는 0번대와 거의 같아 기동 가속도는 2.5km/h/s로 설정되어 있다. 1000번대와 같이 10량 고정 편성의 사하 E233-5500번대에는 바닥밑에 비상용 사다리를 장비한다.
2010년 3월 10일에 최초의 편성이 배급 수송되어, 2010년 3월 29일, 게이요 차량센터에서 보도 공개가 실시되었다.

#### 편성 구성
|                          |          | ←소가도쿄→ 우치보선 기미츠・上総湊／소토보선 가즈사이치노미야・가쓰우라／도가네선 나루토 |                 |                 |                 |                 |                 |                 |                 |                 |                 |
| 10량 편성시 (관통 편성） | 호차     | 10                                                                                       | 9               | 8               | 7               | 6               | 5               | 4               | 3               | 2               | 1               |
| 10량 편성시 (관통 편성） | 형식     | 쿠하 E233 -5000                                                                          | 모하 E233 -5400 | 모하 E232 -5400 | 사하 E233 -5000 | 사하 E233 -5500 | 모하 E233 -5000 | 모하 E232 -5000 | 모하 E233 -5200 | 모하 E232 -5200 | 쿠하 E232 -5000 |
| 10량 편성시 (관통 편성） | 탑재기기 | CP                                                                                       |                 | SIV             |                 | CP              |                 | SIV             |                 |                 | CP              |
| 6+4량 편성 (분할 편성）  | 호차     | 10                                                                                       | 9               | 8               | 7               | 6               | 5               | 4               | 3               | 2               | 1               |
| 6+4량 편성 (분할 편성）  | 형식     | 쿠하 E233 -5000                                                                          | 모하 E233 -5600 | 모하 E232 -5600 | 쿠하 E232 -5500 | 쿠하 E233 -5500 | 모하 E233 -5000 | 모하 E232 -5000 | 모하 E233 -5200 | 모하 E232 -5200 | 쿠하 E232 -5000 |
| 6+4량 편성 (분할 편성）  | 탑재기기 | CP                                                                                       |                 | SIV             | CP              | CP              |                 | SIV             |                 |                 | CP              |

- 차내
- 차내 LCD 안내표시기

### 6000번대

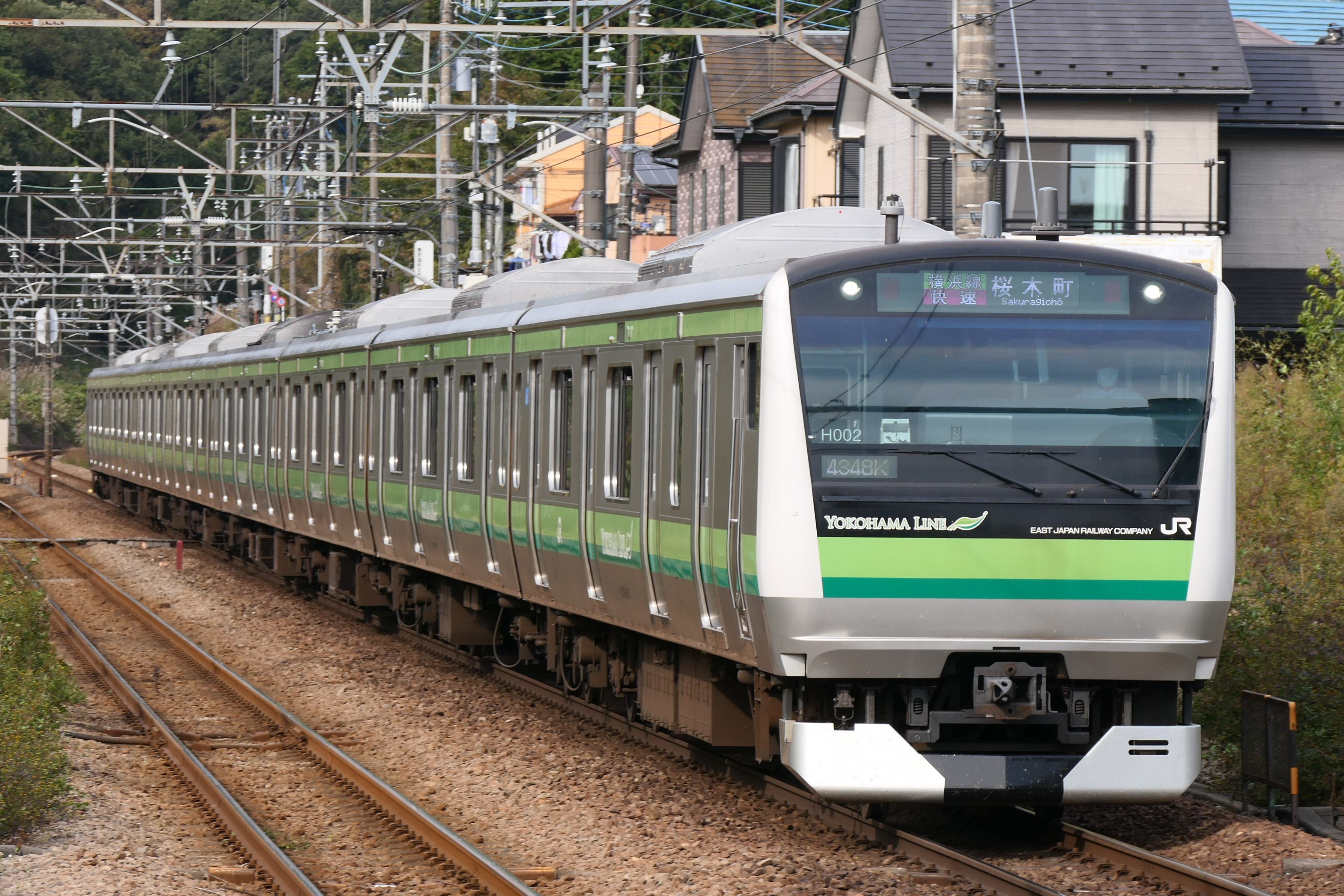
요코하마 선에서 운행중인 6000번대
(2020년 10월 28일)

요코하마 선(및 요코하마 선의 차량이 노선 연장하는 게이힌 도호쿠·네기시 선의 일부 구간을 포함)전용의 차량으로 205계 전동차를 대체하기 위해 28편성 224량이 차례차례 도입되었다. 총 28편성(224량)이 도입될 예정이며 E233계 차량들 중 유일하게 1편성 당 8량으로 구성되어 있다. 6000번대의 번대 구분이 사용되어 가마쿠라 차량센터에 배치되어 있다. 당초 2014년 예정으로 있었지만 후에 그 해 봄 조기 도입으로 결정되어 2월 16일부터 영업 운행을 시작했다. 이에 앞서 2014년 2월 2일에는 고즈쿠에·마치다 역에서 차량 전시회가 열렸다. H001편성 - H007편성은 JR 동일본 니쓰 차량 제작소, H008편성 - H015편성은 종합 차량 제작소 니쓰 사업소, H016편성 - H028편성은 종합 차량 제작소 요코하마 사업소에서 각각 제조되었다.
광폭 차체 구조의 채용으로 정원 약 1할 증가와 6도어 차량의 연결이 없는 점은 끝에 완성된 7000번대와 같다. 본 번대 구분에서는 요코하마 선 활성화 프로젝트의 일환으로 JR 동일본의 통근용 차량으로는 처음으로 오리지널의 로고와 역 스탬프(후에 서술)가 차량에 게시되어 있다. 로고 마크는 선두차 전면 및 각 차량의 측면에 게시되어 요코하마 선 노선 컬러인 녹색을 기조로 한 것에 요코하마 선을 나타내는 'YOKOHAMA LINE', 요코하마 선 연선에 있는 요코하마시·사가미하라시·마치다시의 나무인 느티나무 잎을 디자인한 것이다.
차량 외부에서는 0번대와 비교하여 전면 행선 표시기의 시인성(보기 쉬움)을 향상시켰고, 전면 하부에 홈 검지 센서를 탑재하고 있다. 실내 조명은 7000번대처럼 모두 LED로 이뤄져있다. 좌석 모켓은 요코하마 선 노선 컬러와 같은 녹색을 채용했으며 이 배색은 히가시카나가와역에서 동일 홈 발착인 게이힌 도호쿠 선과 식별의 의미도 내포되어 있다(1000번대의 좌석 모켓은 푸른 색 계통. 또한 해당 역의 조명도 이에 맞추고 있다.). 또한 편성 양단 선두차는 모든 선반과 손잡이 높이를 우선석과 같은 유형의 50mm 낮아진 사양으로 한.
보안 장치는 새로 개발된 'D-ATC/ATS-P 통합형 차상 장치'를 탑재하고 있다. 이 장치는 1대로 D-ATC와 ATS-P의 양 기능을 보유하며 이들의 제어를 동일한 기기에서 실시하는 차상 장치이다. D-ATC와 ATS-P의 전환은 자동으로 이뤄지지만 운전대 우측 하단의 버튼에 의한 수동 전환도 가능하다.

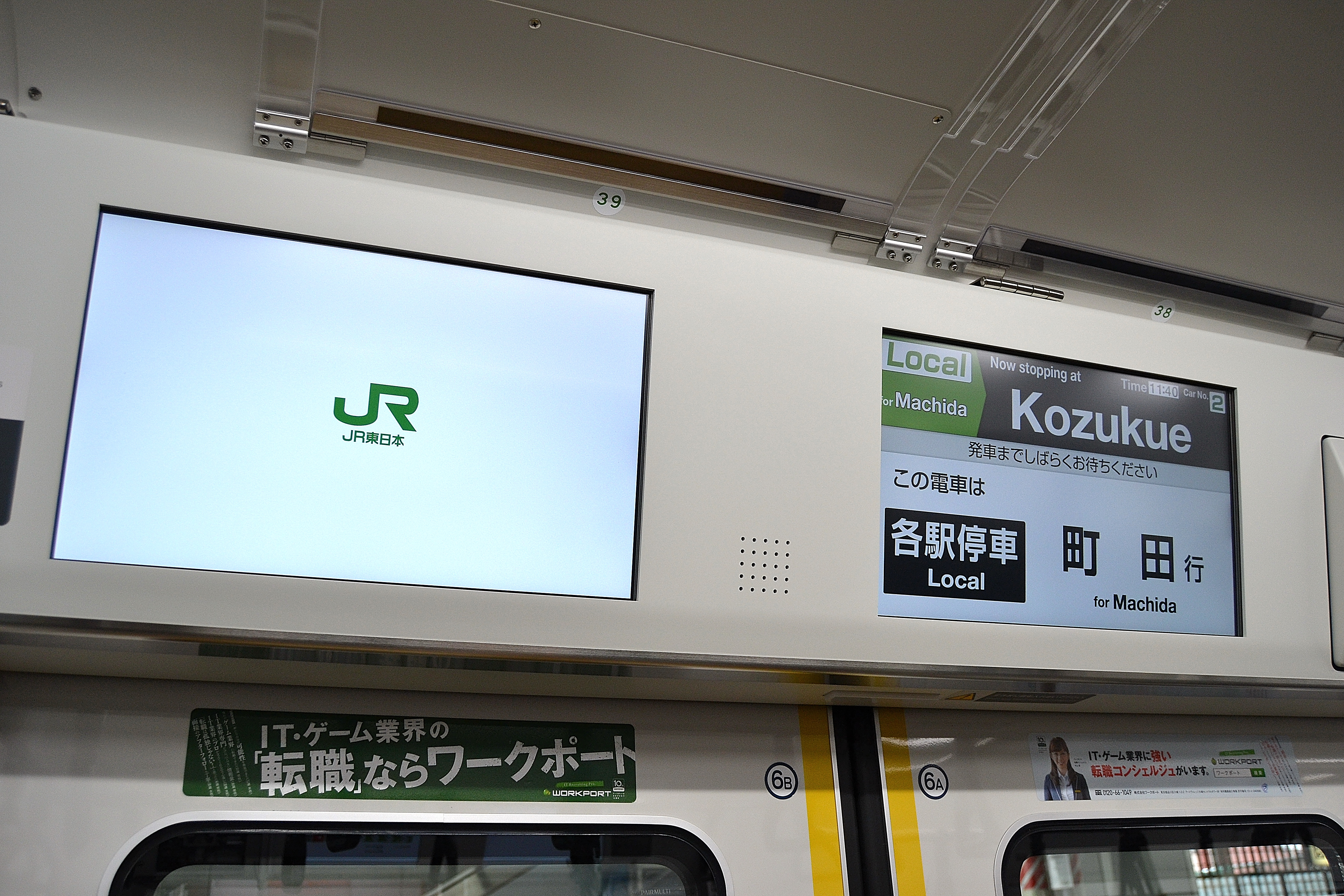
차내 액정 안내기·7000번대와 달리 2000번대·5000번대와 비슷한 디자인이다[102].
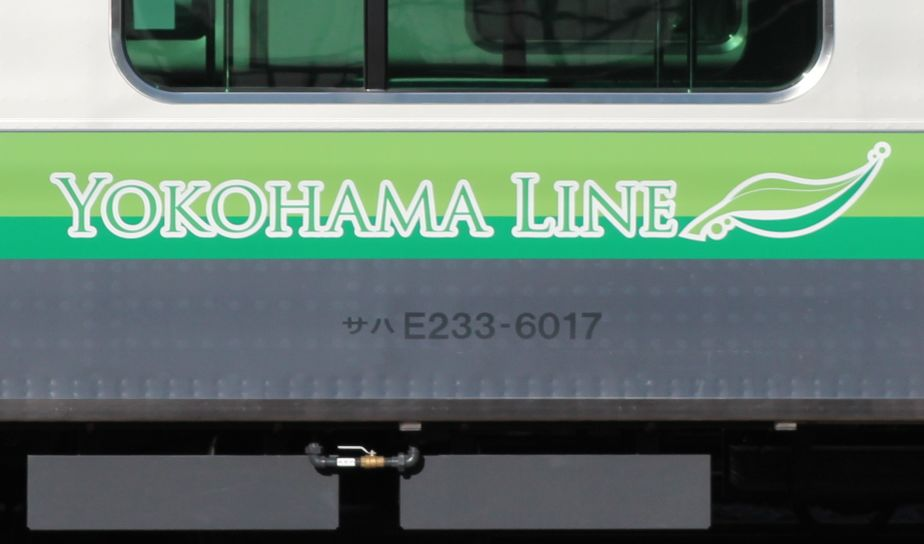
오리지널의 로고 마크
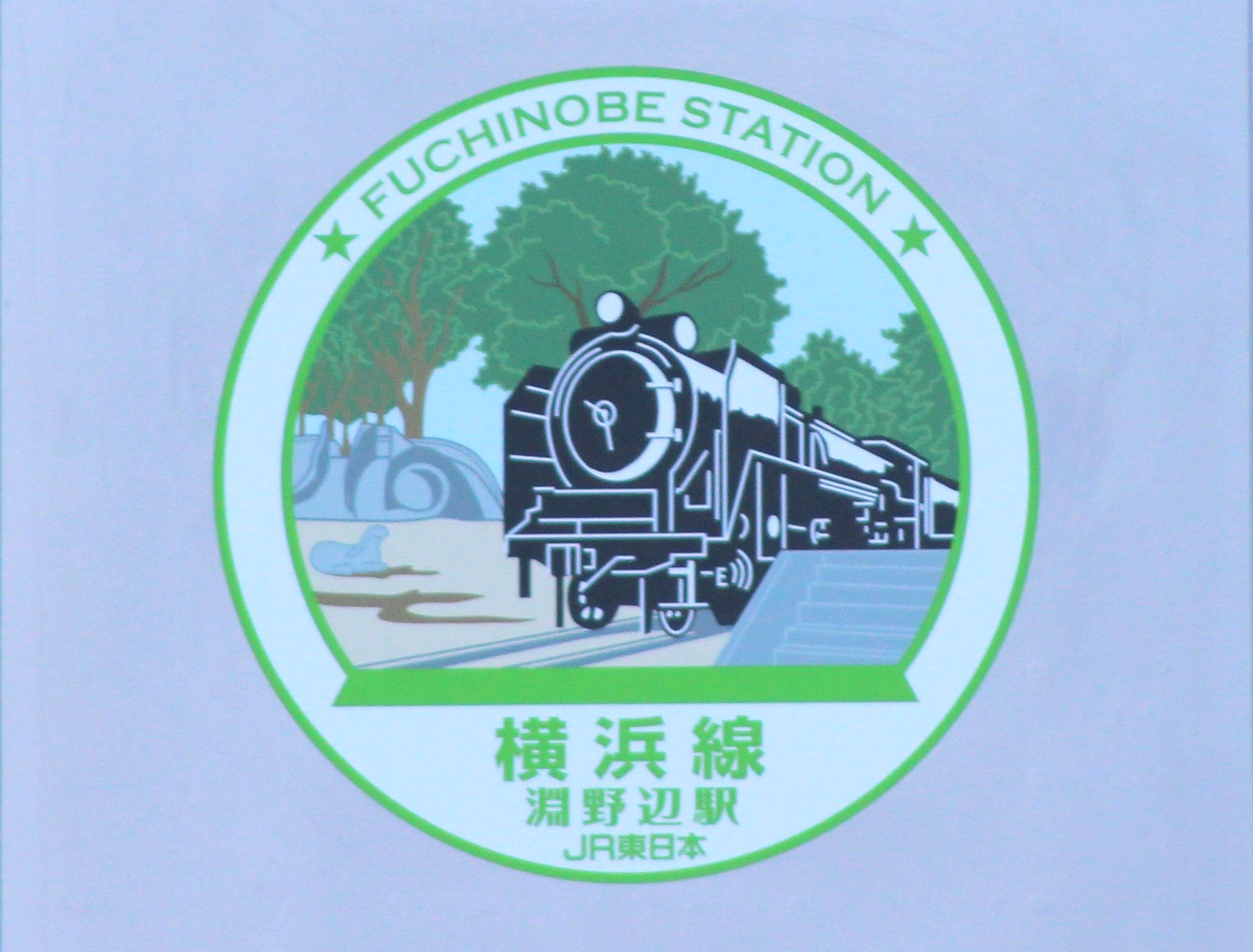
역 스탬프(H017편성, 후치노베 역)
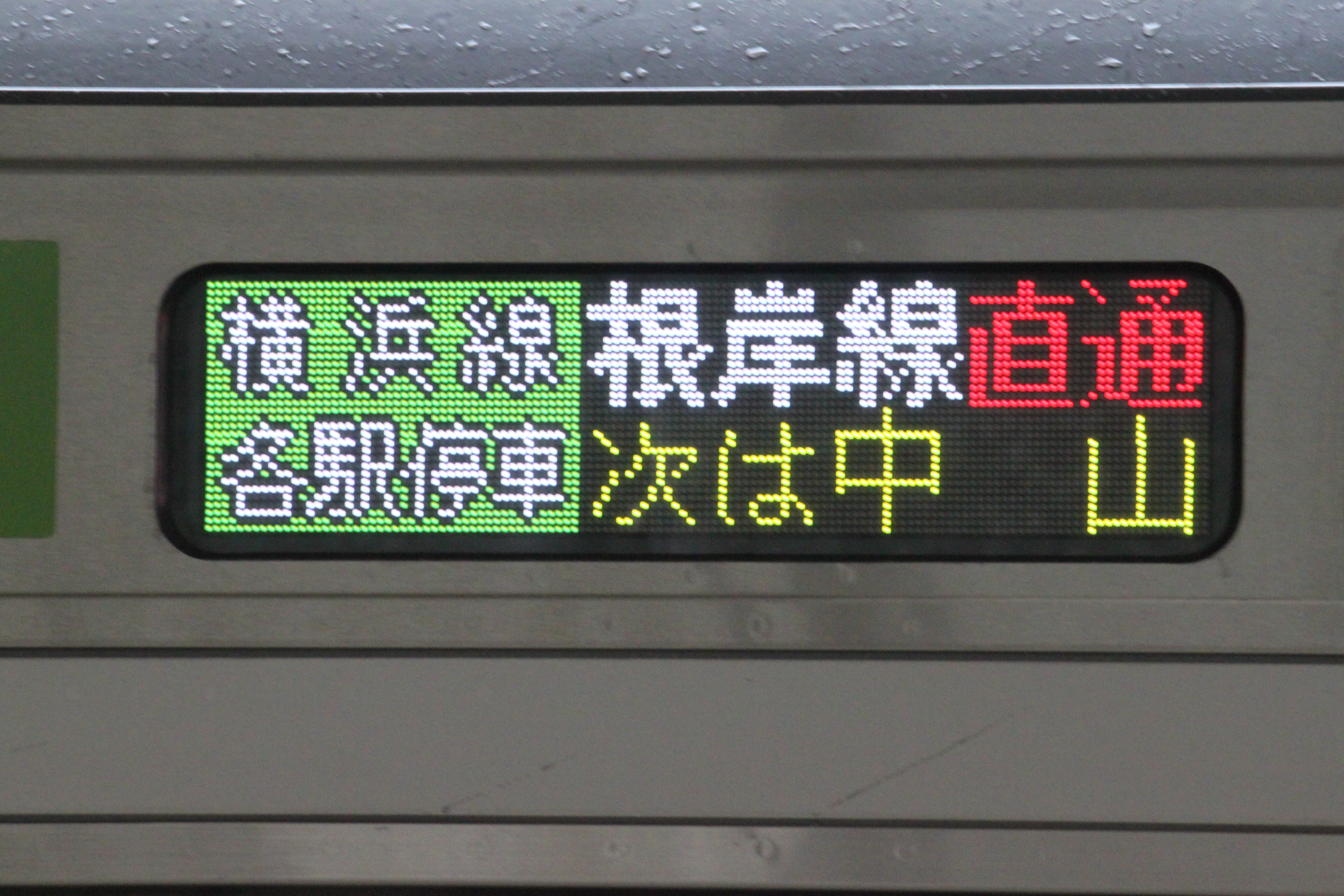
측면 LED·요코하마 선·각역 정차의 배경색은 이미지 컬러인 녹색이다. 또한 쾌속은 분홍색.

#### 편성표
|              | ←하치오지히가시카나가와·오후나→ |                 |                 |                 |                 |                 |                 |                 |
| 호차         | 8                               | 7               | 6               | 5               | 4               | 3               | 2               | 1               |
| 형식         | 쿠하 E233 -6000                 | 모하 E233 -6400 | 모하 E232 -6400 | 사하 E233 -6000 | 모하 E233 -6000 | 모하 E232 -6000 | 사하 E233 -6200 | 쿠하 E232 -6000 |
| 탑재 기기    |                                 | VVVF            | SIV, CP         |                 | VVVF            | SIV, CP         |                 |                 |
| 차량 중량(t) | 30.1                            | 31.6            | 32.3            | 28.5            | 32.2            | 32.3            | 28.5            | 30.2            |

- 모하 E233형 6000번대에는 예비 팬터그래프를 탑재.
- 비상용 사다리는 사하 E233형 6000번대(5호차)에 탑재(사하 E233형 6200번대는 준비중).

#### 편성과 대응하는 역 스탬프
스탬프는 선두차의 승무원실 쪽 측면부터 시작된다. 이 스탬프는 종전보다 각 역에 준비되어 있는 것으로 요코하마 선 히가시카나가와 역 ~ 하치오지 역간 20역 정도로 게이힌 도호쿠 선·네기시 선 요코하마 역 - 이소고 역간 7역분에 오후나역을 더한 28역분이며 전 28편성마다 다르다.
- H001편성 - 히가시카나가와역
- H002편성 - 하치오지역
- H003편성 - 마치다역
- H004편성 - 사쿠라기초역
- H005편성 - 하시모토역
- H006편성 - 요코하마역
- H007편성 - 나가쓰타역
- H008편성 - 신요코하마역
- H009편성 - 기쿠나역
- H010편성 - 나카야마역
- H011편성 - 고즈쿠에역
- H012편성 - 오후나역
- H013편성 - 이소고역
- H014편성 - 간나이역
- H015편성 - 이시카와초역
- H016편성 - 사가미하라역
- H017편성 - 후치노베역
- H018편성 - 가모이역
- H019편성 - 고부치 역
- H020편성 - 도카이치바역
- H021편성 - 하치오지미나미노역
- H022편성 - 나루세역
- H023편성 - 오구치역
- H024편성 - 야베역
- H025편성 - 아이하라역
- H026편성 - 가타쿠라역
- H027편성 - 네기시역
- H028편성 - 야마테역

### 7000번대

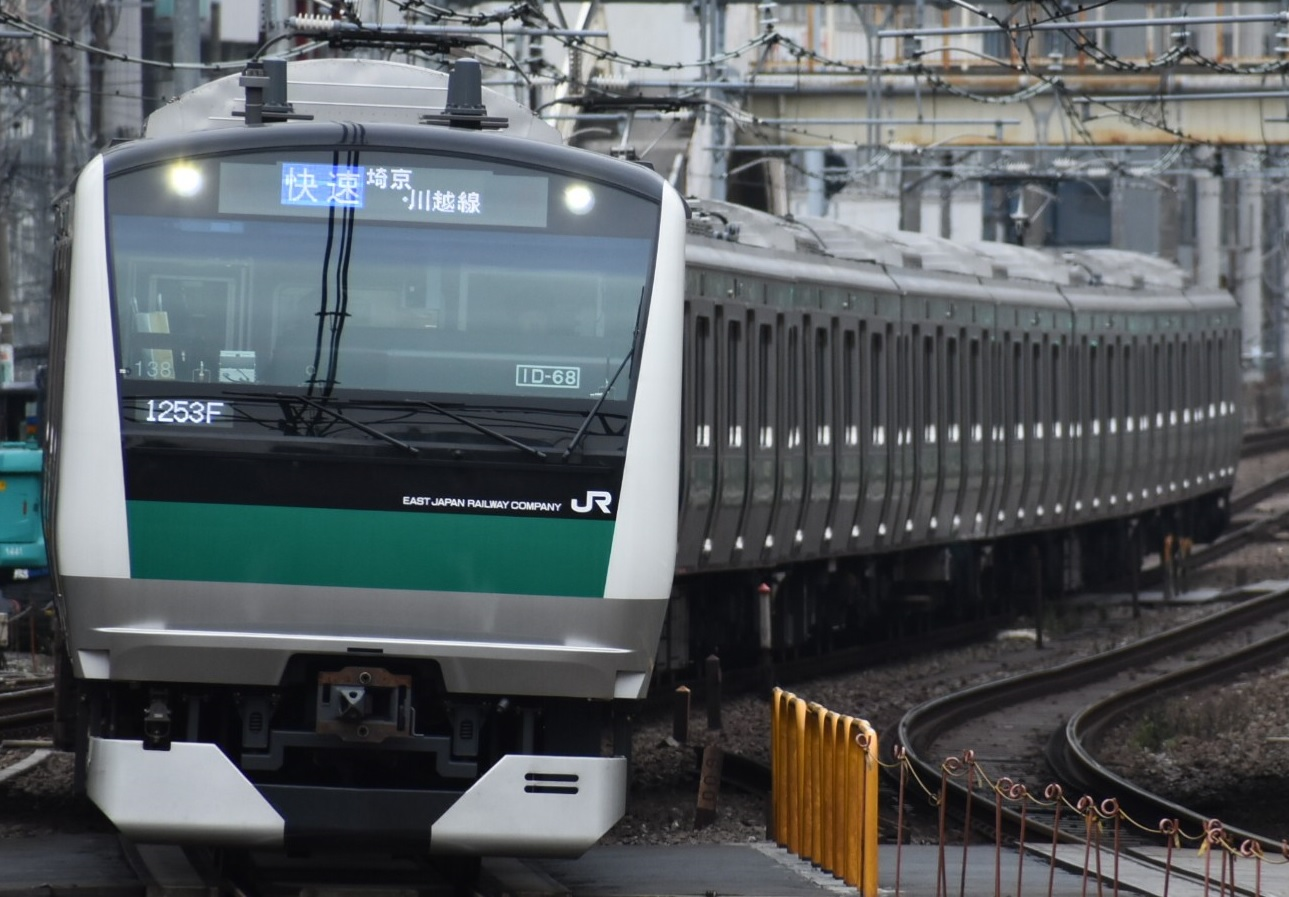
7000번대
(2020년 1월 7일)

사이쿄 선·가와고에 선에서 진입하는 도쿄 임해 고속철도 린카이 선 전용 차량으로, 번대 구분은 7000번대로 가와고에 차량센터에 배치되어 있다. 2013년 6월 30일부터 운행을 개시했으며 총 31편성을 도입, 사이쿄 선, 가와고에 선, 린카이 선에서 운행되고 있는 일본국유철도 205계 전동차를 점차 교체했다. 또한 하에 101편성 ~ 하에 121편성은 JR 동일본 니쓰 차량 제작소, 하에 122편성 - 하에 131편성은 종합 차량 제작소 요코하마 사업소에서 각각 제작되었다.
본 번대 구분에서는 광폭 차체 구조의 채용에 따라 205계보다 15cm 넓어져 정원이 약 1할 증가하면서 6도어차는 연결되어 있지 않다. 지붕은 기존(6000번대는 본 번대 구분 뒤에 완성) 설치되었던 라디오 수신 안테나의 설치가 생략되어 있다. 또한 선두차의 냉방 장치 후방에 위치한 지붕에는 쿠하 E232형 7000번대에서는 WiMAX 안테나의 설치, 쿠하 233형 7000번대에서는 2기 분의 안테나(원형 대좌) 준비 공사가 되어 있는 외에 두 형식 모두 냉방 장치 전방 위치에 가깝게 2기분의 안테나(각형 대좌) 준비 공사가 되어 있다.
실내 조명으로는 기존 형광등 대신 동일본 여객철도 차량으로는 최초로 모든 조명을 LED로 채용하여 소비 전력을 약 40% 삭감하고 있다. 좌석 모켓은 노선 컬러와 같은 계열색인 녹색을 채용했으며 이 배색은 신주쿠 역에서 동일 홈에서 발착하는 사이쿄 선과 쇼난 신주쿠 라인 식별의 의미도 내포되어 있다(쇼난 신주쿠 라인 E231계의 좌석 모켓은 푸른 색 계통.). 또한 치한이 많은 사이쿄 선의 특성을 감안하여 이미 해당 노선으로 사용하고 있는 205계와 도쿄 임해 고속철도 70-000형과 마찬가지로 CCTV도 설치하고 있다. 이 외에 여성 전용 차량인 1호차(쿠하 E233형 7000번대)의 모든 선반과 손잡이 높이를 우선석과 마찬가지로 50mm(5cm) 정도 낮아진 사양으로 했다. 또한 차내 안내 표시 장치의 액정 모니터 디자인이 바뀌어 도쿄 메트로 16000계 등과 마찬가지로 애니메이션 표시가 있다. 안내 방송은 린카이 선내에서도 JR 선에서의 안내방송과 동일하다.
기기 면에서는 보조 전원 장치가 2000번대와 같은 도요 전기제조 SC91형이 채용된 것 외에 공기 압축기가 E657계와 동일형(크노루브렘 컴프레셔 유닛 방식)의 것이 채용되고 있다. 또한 바닥 밑 비상 사다리의 형상이 변경되었다. 보안 장치는 ATS-P와 ATC-6형을 탑재하고 있다. 덧붙여 ATS-P와 ATC의 전환은 자동으로 이뤄지지만 운전대 우측 하단의 버튼에 의해 수동으로 전환하는 것도 가능하다.
덧붙여 사이쿄 선의 오미야-이케부쿠로 간에서는 2017년 가을에 ATACS의 도입이 예정되어 있으며, 차량 측에도 대응 공사(차상 장치의 탑재)가 계획되고 있다. 주요 개편 내용은 아래와 같다.
승무원실
- 기존 모니터에 대한 기능 추가
- 속도계, 스위치류 개조
- 차상 로그 수집 시스템용 단말기 설치

하부 기기
- 차상 무선 장치의 설치
- ATC/P 통합형 보안 장치의 ATACS화 개조(기존 장치에 기능 추가)
- ID 장치의 설치
- 무선 안테나의 설치(지붕 위)

205계의 LED 표시기에 가와고에 선 직통 열차는 가와고에 선 내 주행의 경우에도 '사이쿄 선·행선', 린카이 선 직통 열차는 '린카이 선 직통·신키바', 린카이 선에서 사이쿄 선에 직통할 열차는 '사이쿄 선 직통·행선'이라고 표시했는데, 본 계열에서는 '사이쿄·카와고에 선' '가와고에 선' '사이쿄(·가와고에) 선·린카이 선 직통' '린카이 선, 사이쿄(·가와고에) 선 직통'과 가와고에 선 표시가 있어 직통의 경우도 노선명이 풀 표시되고 있다. 풀컬러 LED 종별의 색은 통근 쾌속은 핑크, 쾌속은 파랑, 각역 정차는 녹색이다.
덧붙여 통근 쾌속·쾌속은 시발 역 정차시에 다음 정차 역 대신 전 정차역을 표시하지만 표시 방법은 5000번대 이전의 '이 열차의 정차역은 ···(생략)에 정차합니다'대신 '정차역: ···(생략)입니다.'로 주어·술어의 표기가 올바른 것으로 되었다.

#### 편성 구성
|      | ←가와고에, 오미야오사키, 신키바→ |                 |                 |                 |                 |                 |                 |                 |                 |                 |
| 호차 | 10                               | 9               | 8               | 7               | 6               | 5               | 4               | 3               | 2               | 1               |
| 형식 | 쿠하 E233 -7000                  | 모하 E233 -7400 | 모하 E233 -7400 | 사하 E232 -7200 | 사하 E233 -7000 | 모하 E233 -7000 | 모하 E232 -7000 | 모하 E233 -7200 | 모하 E232 -7200 | 쿠하 E232 -7000 |

- 모하 E233형 7000번대에는 예비 팬터그래프를 탑재.
- 모하 E232형 7200번대는 SIV 탑재 준비.
- 비상용 사다리는 사하 E233형 7000번대(6호차)에 탑재(사하 E233형 7200번대는 준비).

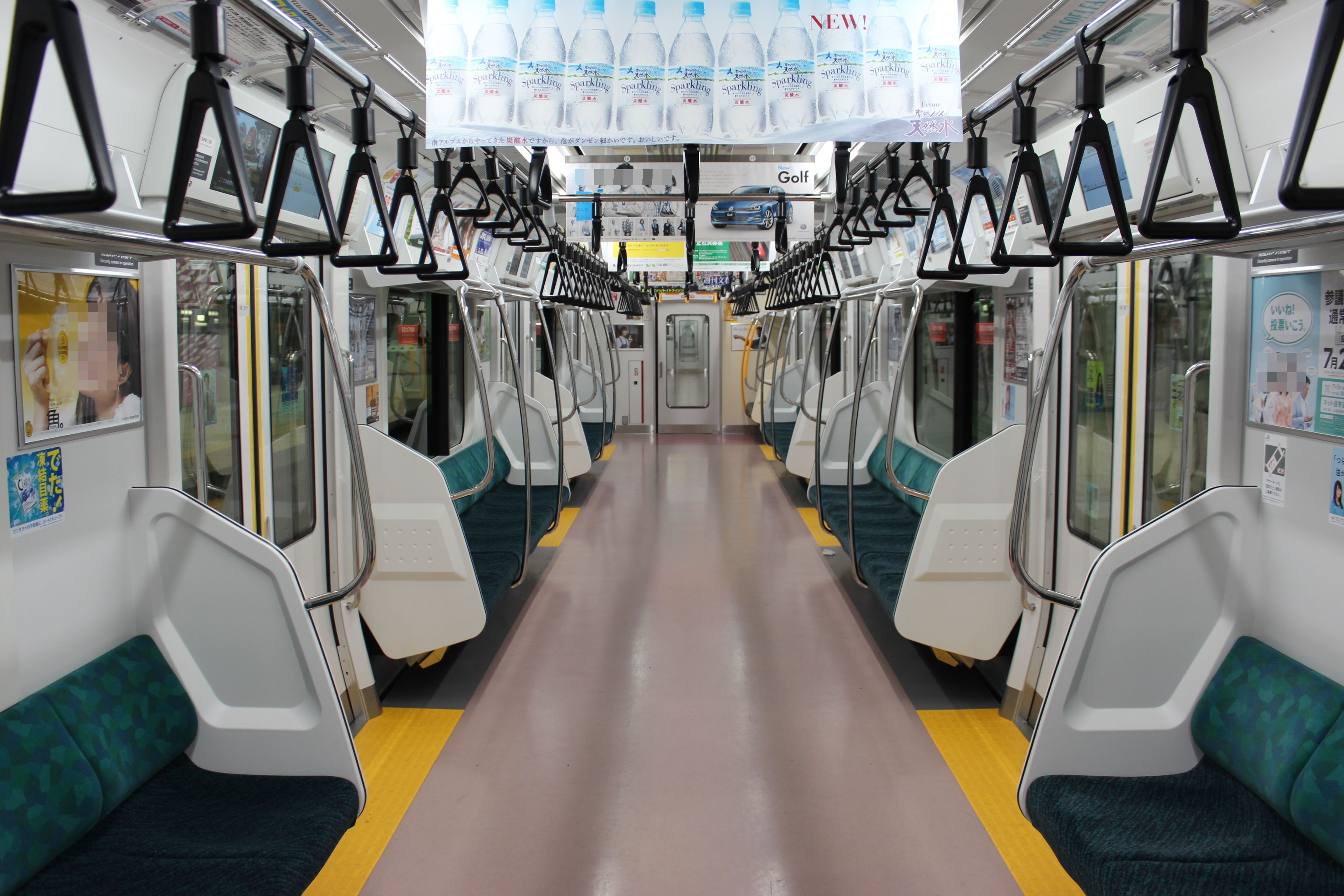
차내
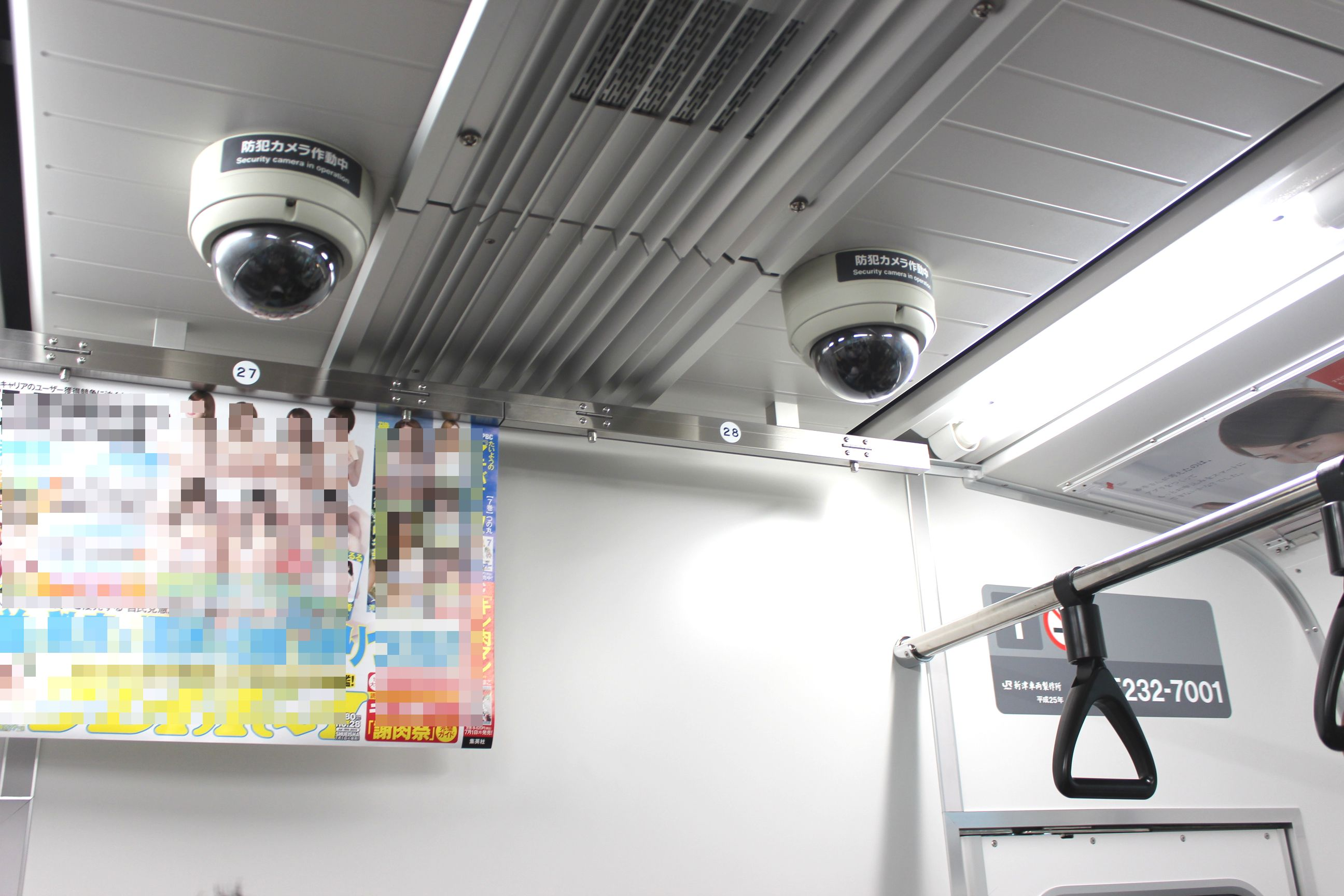
차내에 설치된 CCTV
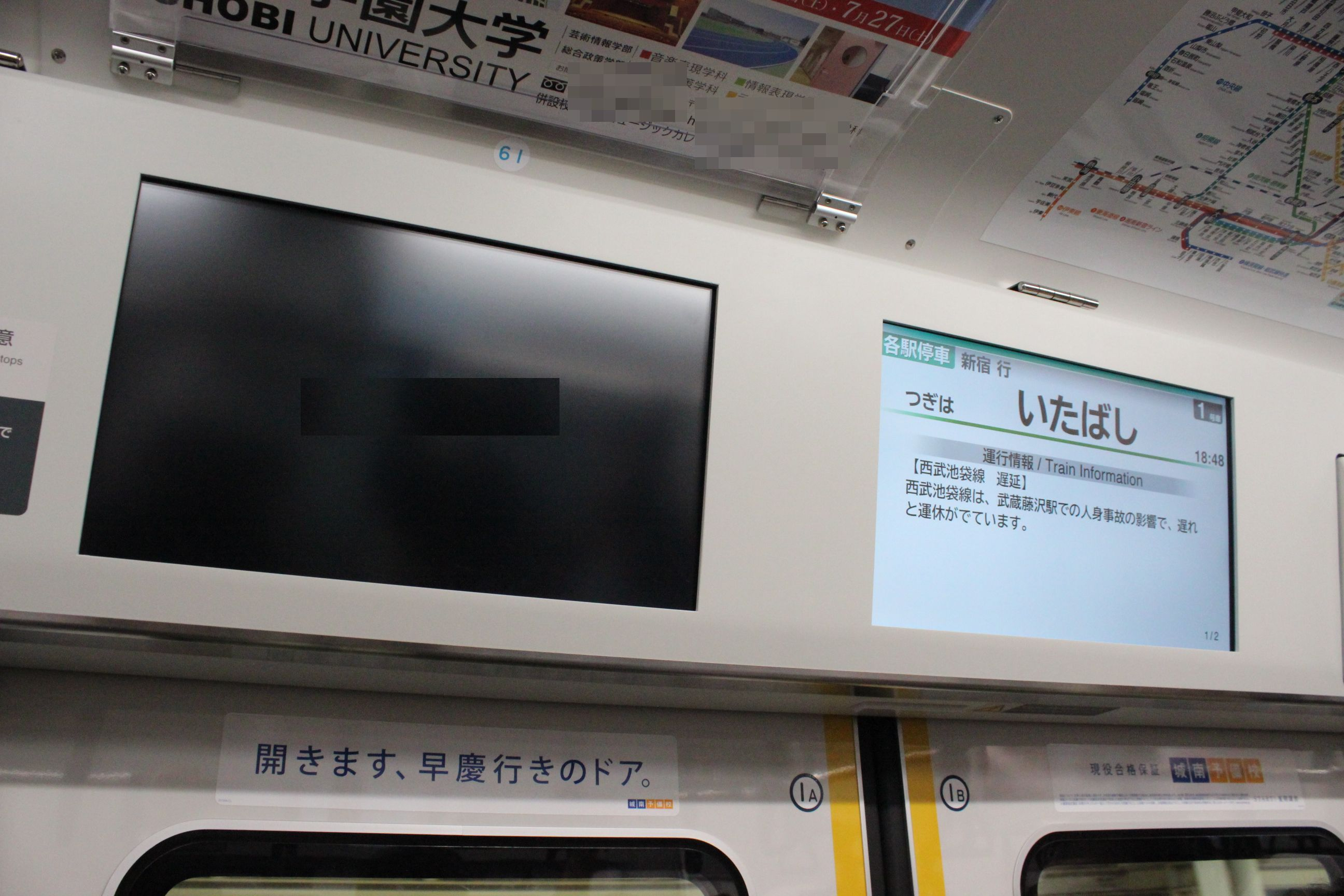
차내 LCD
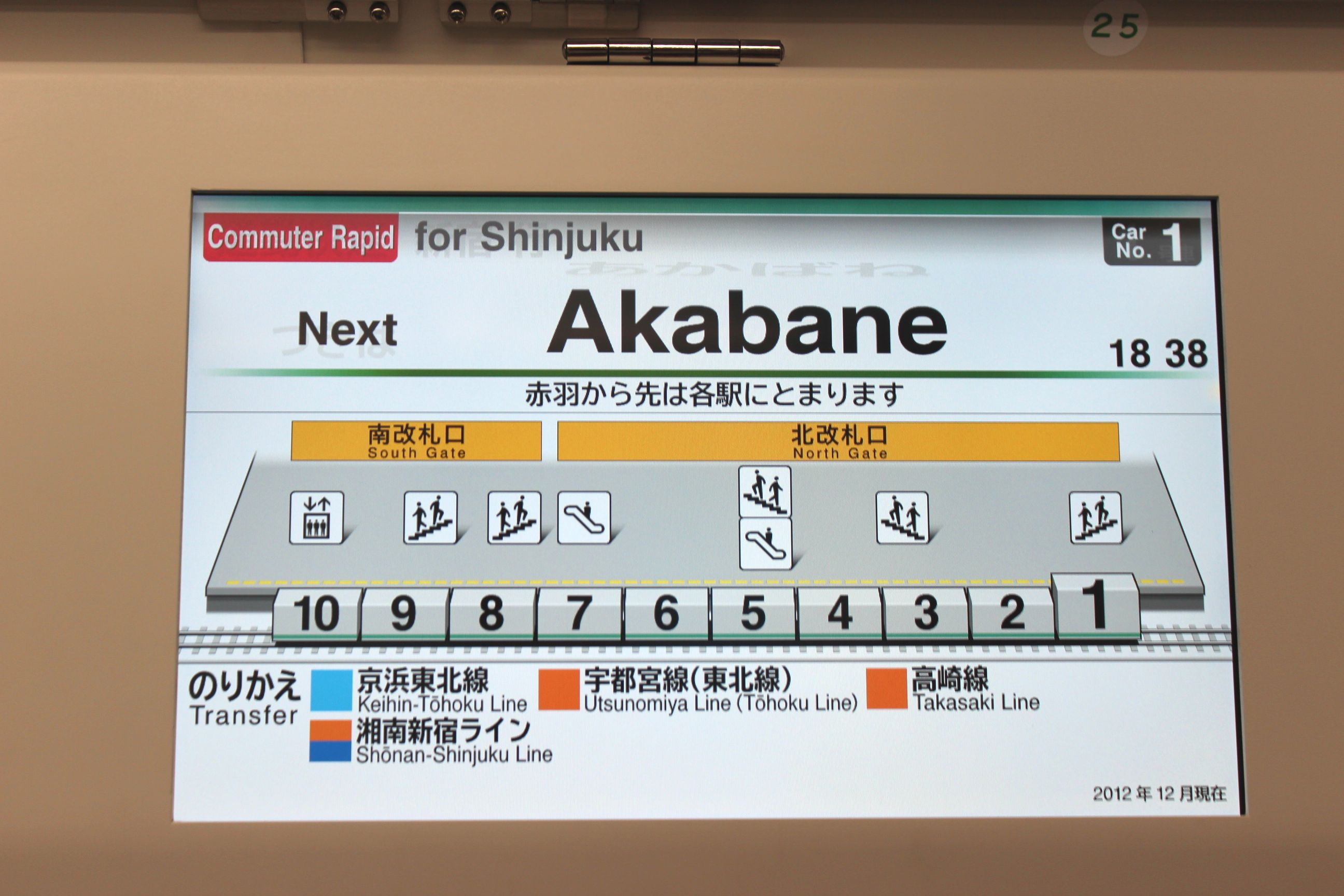
차내 LCD의 내용. 기존 E233계의 LCD의 내용과 다르다.

### 8000번대/8500번대

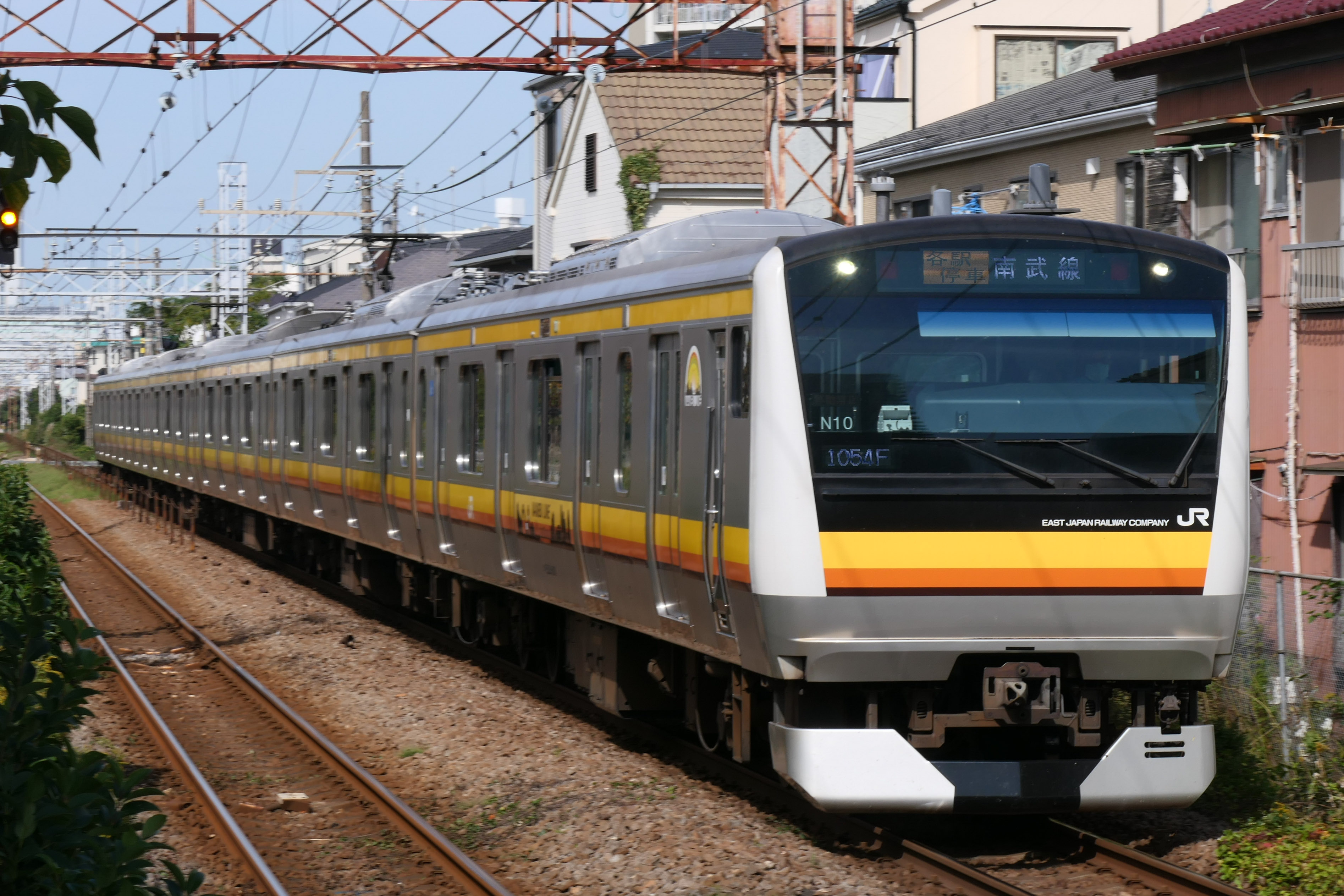
운행 중인 8000번대 전동차 2020년

난부 선용으로 도입되는 차량이며 205계와 209계 0번대와 2200번대의 교체용으로 35편성(210량)이 나카하라 전차구에 차례차례 도입되고 있다. 번대 구분은 8000번대이며, 2014년 10월부터 2015년 가을에 걸쳐 투입할 예정이다 2014년 10월 4일부터 영업 운행을 시작했다.
외형은 선두차의 승무원실 출입문 바로 뒤에 "난부 선이 거리에서 거리, 사람과 사람을 이어 "밝게 들뜸이 뻗어 나는 연선""을 형상화한 로고 마크가 첨부되고 선두차 측면의 노선 색띠부에는 연선의 거리 풍경을 묘사한 로고를 배치했다.
본 번대 구분에서는 1000번대 이후 바닥 밑에 사다리를 탑재하지 않고 비상시에는 승무원 실내의 사다리자 보조 의자를 사용한다. 지붕에서는 강설시의 지붕 작업 안전성 향상을 위해 모하 E233형 팬터그래프 부근에 안전대 후크를 신설했다.
객실은 그 동안의 투입 분과 거의 같지만, 좌석 등의 표지는 난부 선을 묘사한 노란 색 계열이다. 차내 조명에는 7000번대·6000번대에 이어 LED조명이 채용되고 있다. 승무원실에서는 이상 시의 승객들의 안내용으로 승무원에게 배치되는 태블릿 단말의 충전용으로 운전사용 시간표 거치대와 운전대 방호 무선 조작기 하부에 충전용 콘센트를 신설했다.

#### 편성표
|               | ←가와사키다치카와→ |                 |                 |                 |                 |                 |
| 호차          | 1                  | 2               | 3               | 4               | 5               | 6               |
| 형식          | 쿠하 E233 -8000    | 모하 E233 -8000 | 모하 E232 -8000 | 모하 E233 -8200 | 모하 E232 -8200 | 쿠하 E232 -8000 |
| 탑재 기기     | CP                 | VVVF            | SIV             | VVVF            |                 | CP              |
| 차량 중량 (t) | 30.8               | 32.3            | 31.7            | 31.6            | 28.6            | 30.8            |

- 모하 E233형 8000번대에는 예비 팬터그래프를 탑재.
- 모하 E232형 8200번대는 SIV 준비차로 SIV의 설치 공간을 확보.
- E233계 8500번대 N36편성은 오우670편성에서 개조 되었고 0번대 같은 출입문을 사용 한다.

## 사진

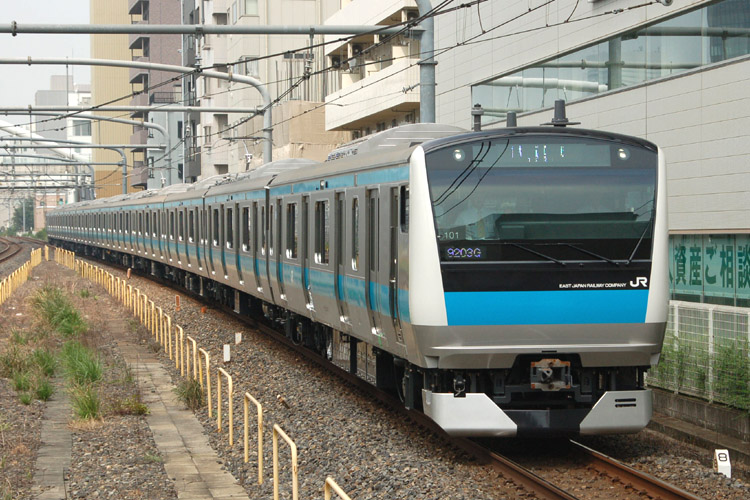
게이힌 도호쿠 선의 E233계 전동차(시험 운전 모습)
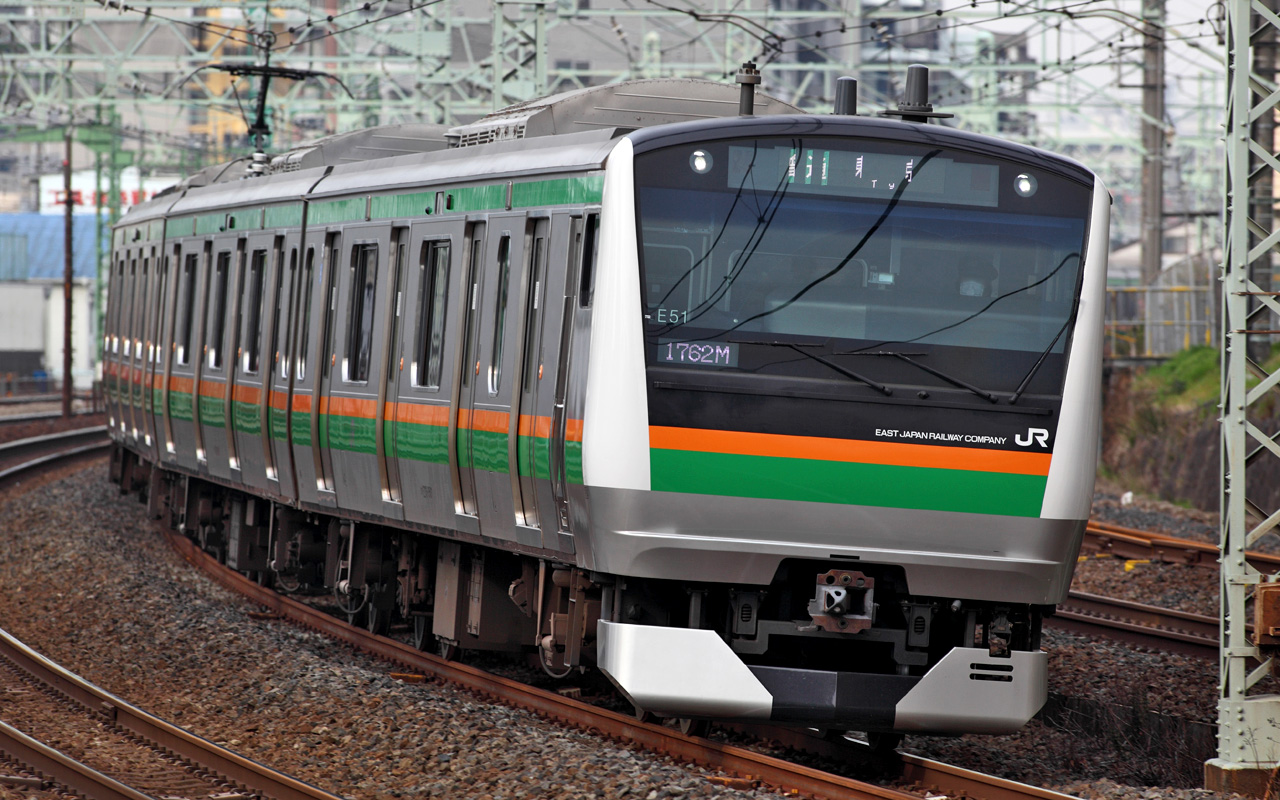
E233계 3000번대 모습(요코하마 ~ 가와사키)

## 그 외
- 이 E233계 1,698량의 도입에 의해 201계 714량·209계 830량·203계 170량·207계 900번대 10량이 각각 대체되었다. 내역은 10량 고정 편성 143편성(1,430량·주오 쾌속선용이 420량, 게이힌 도호쿠 선용이 830량, 조반 완행선용이 180량)과 6+4량 편성 15편성(150량) 및 오메선·이치카이치선 구간 운용 6량 편성 13편성(78량)과 4량 편성 10편성(40량)이다. 덧붙여 주오 쾌속선 계통에서는 201계에 비해 E233계의 투입 차량수는 감소하고 있다.
- 2007년 4월 2일부터, 차내의 액정 디스플레이로 닛테레 NEWS24의 헤드라인 뉴스를 시청할 수 있게 되었다. 1분 정도의 영상이 방송되며 하루에 4회 정도 갱신된다. 또, TBS 뉴스 버드를 시청할 수 있는 편성도 있다. 또, 역명 등이 표시되는 액정은 시각이 표시되는 타입으로 변경되었다.
- 역명 등이 표시되는 액정화면은 E231계나 E331계 타입의 것에서 시각이 표시되는 타입으로 변경되었다. 한편 2000번대·5000번대, 7000번대는 디자인이 완전히 다른 것이 채용되고 있다.
- 철도 박물관의 운전 체험 교실에서 사용되는 운전대는 본 계열(3000번대)을 모델로 하고 있다.
- 2013년 4월 시점에서는 0번대 688량·1000번대 830량·2000번대 180량·3000번대 490량, 5000번대 240량의 총 2,428량이 재적하고 있지만 그 후 도입된 사이쿄 선·가와고에 선용 7000번대 310량[110], 요코하마 선용 6000번대 224량, 난부 선용 8000번대 210량(일부 도입 예정)을 가할 경우 재적 수는 3,172량으로 E231계의 2,632량[111]를 웃돌고 JR 그룹에서 동일 계열의 최다 배치 수량이 될 전망이다. 또한 제조 수량도 민영화 후 JR 그룹에서는 최대인 국철 시절을 포함하면 103계 3,447량(다른 형식에서의 편입을 포함하면 3,503량), 0계 3,216량에 이어 3위이다.